# Nomi incisi sotto l'Arco di Trionfo di Parigi
Questa voce elenca le 660 nomi incisi sotto l'Arco di Trionfo di Parigi. La maggior parte rappresenta generali che hanno servito sotto la Prima Repubblica francese (1792-1804) e il Primo Impero francese (1804-1815). I nomi sottolineati indicano i morti in combattimento (così appaiono anche nell'originale).
Si veda anche l'elenco delle battaglie incise sull'Arco di Trionfo di Parigi.

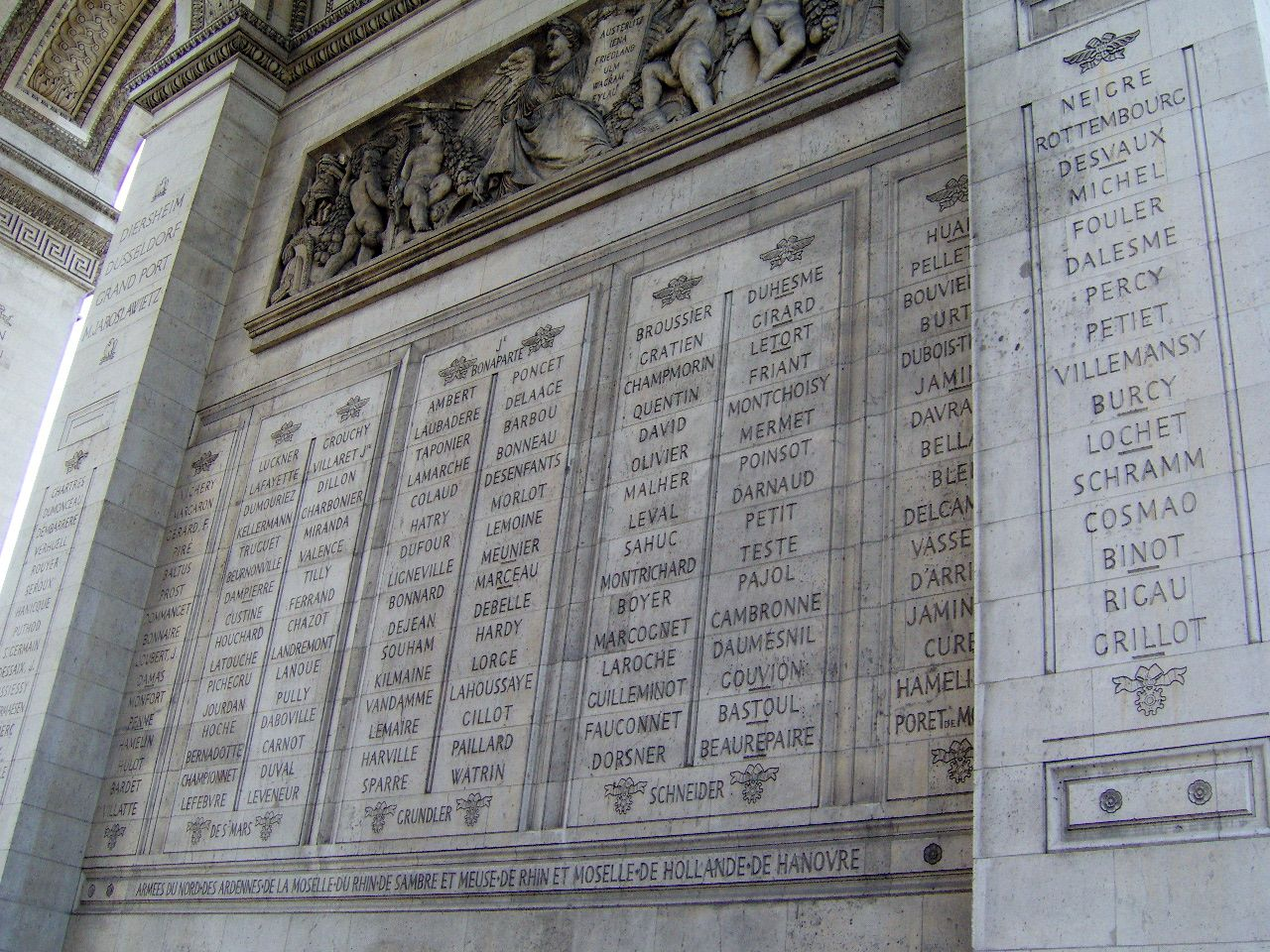
Pilastro Nord Eserciti della Francia settentrionale, del Basso Reno e dei Paesi Bassi.
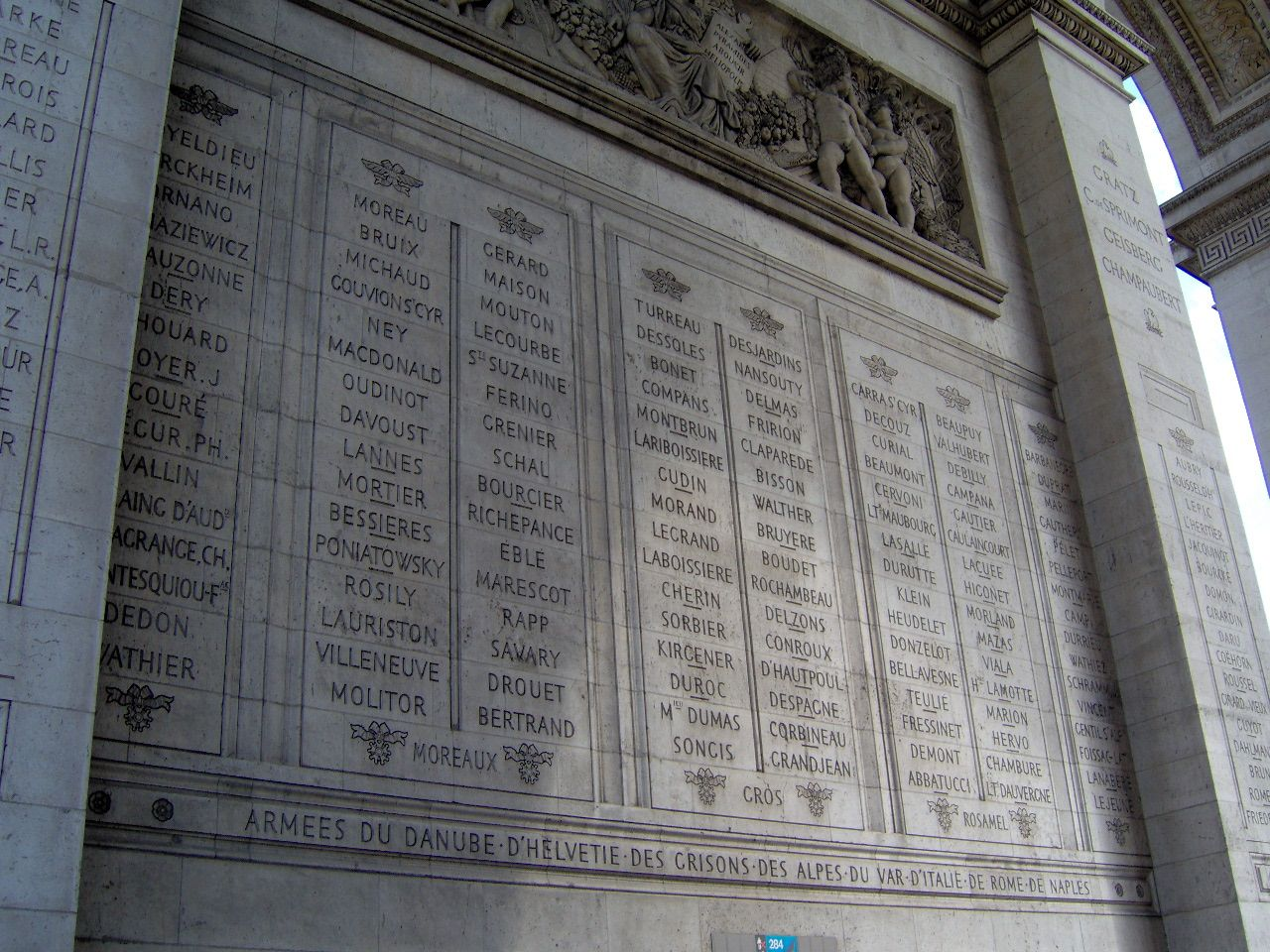
Pilastro Est Eserciti dell'Europa centrale, della Svizzera e d'Italia.
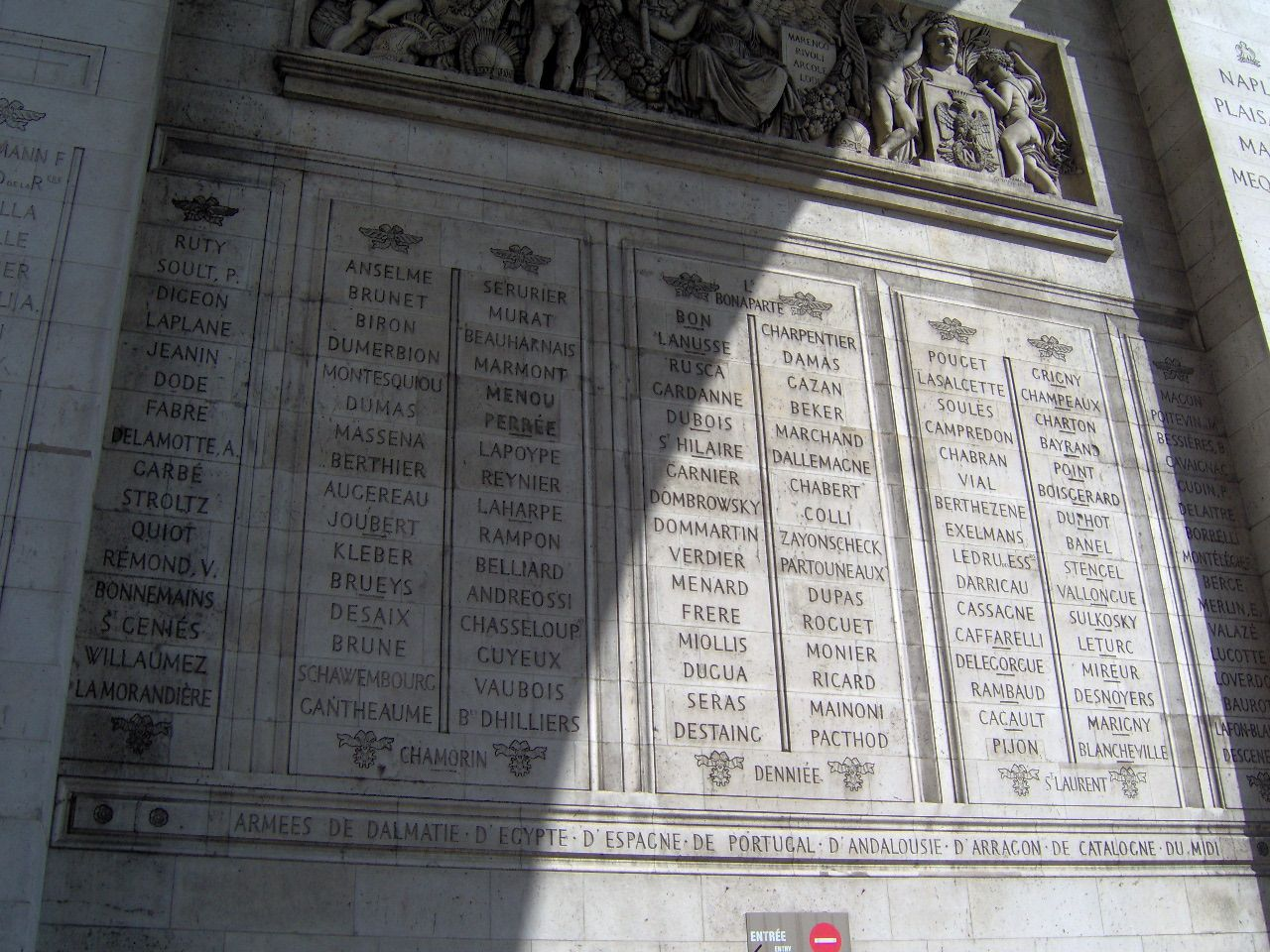
Pilastro Sud Eserciti dell'Europa mediterranea, d'Egitto e della Francia meridionale.
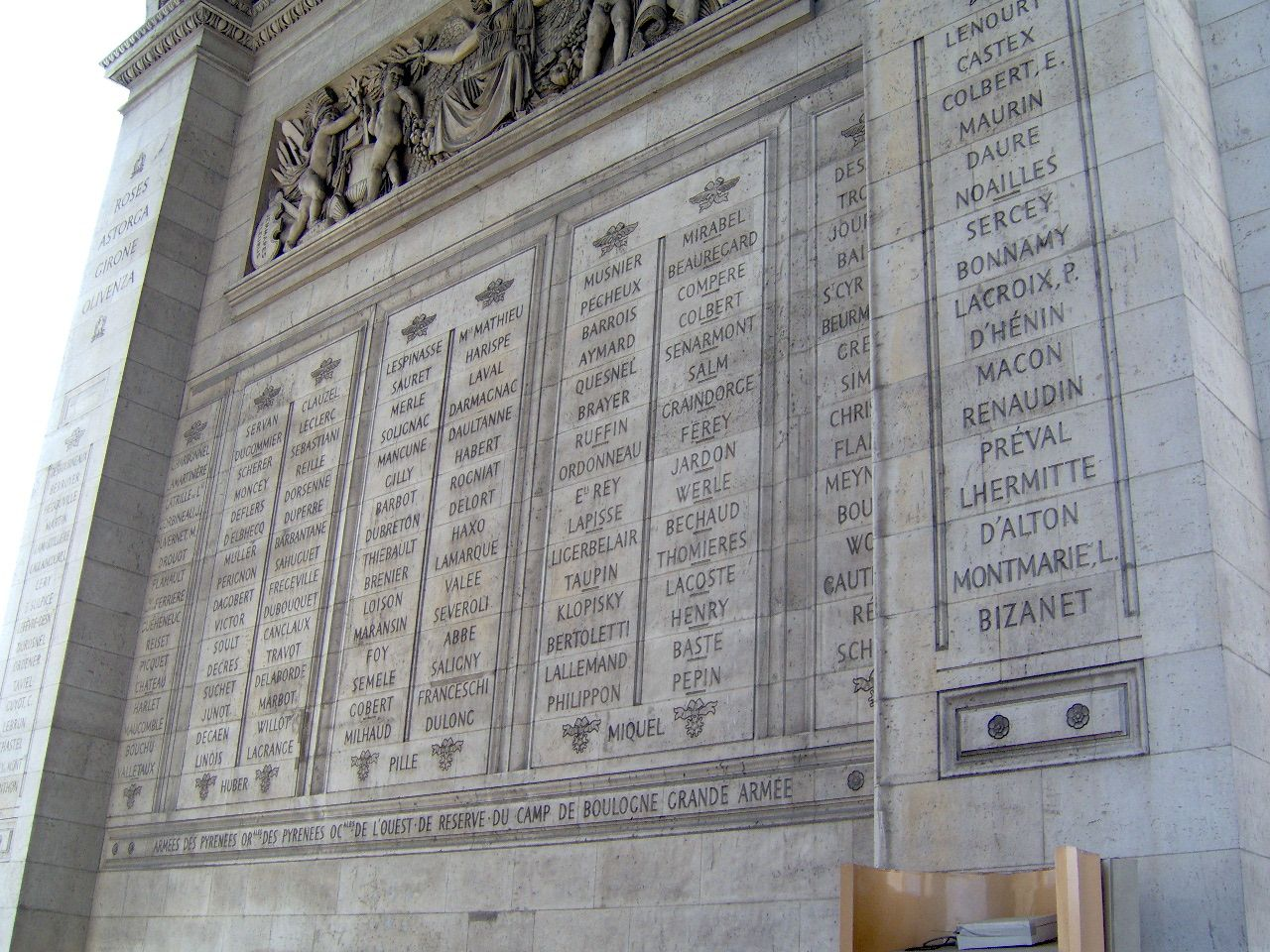
Pilastro Ovest Eserciti dei Pirenei, della Francia occidentale e unità notevoli.

## Pilastro Nord

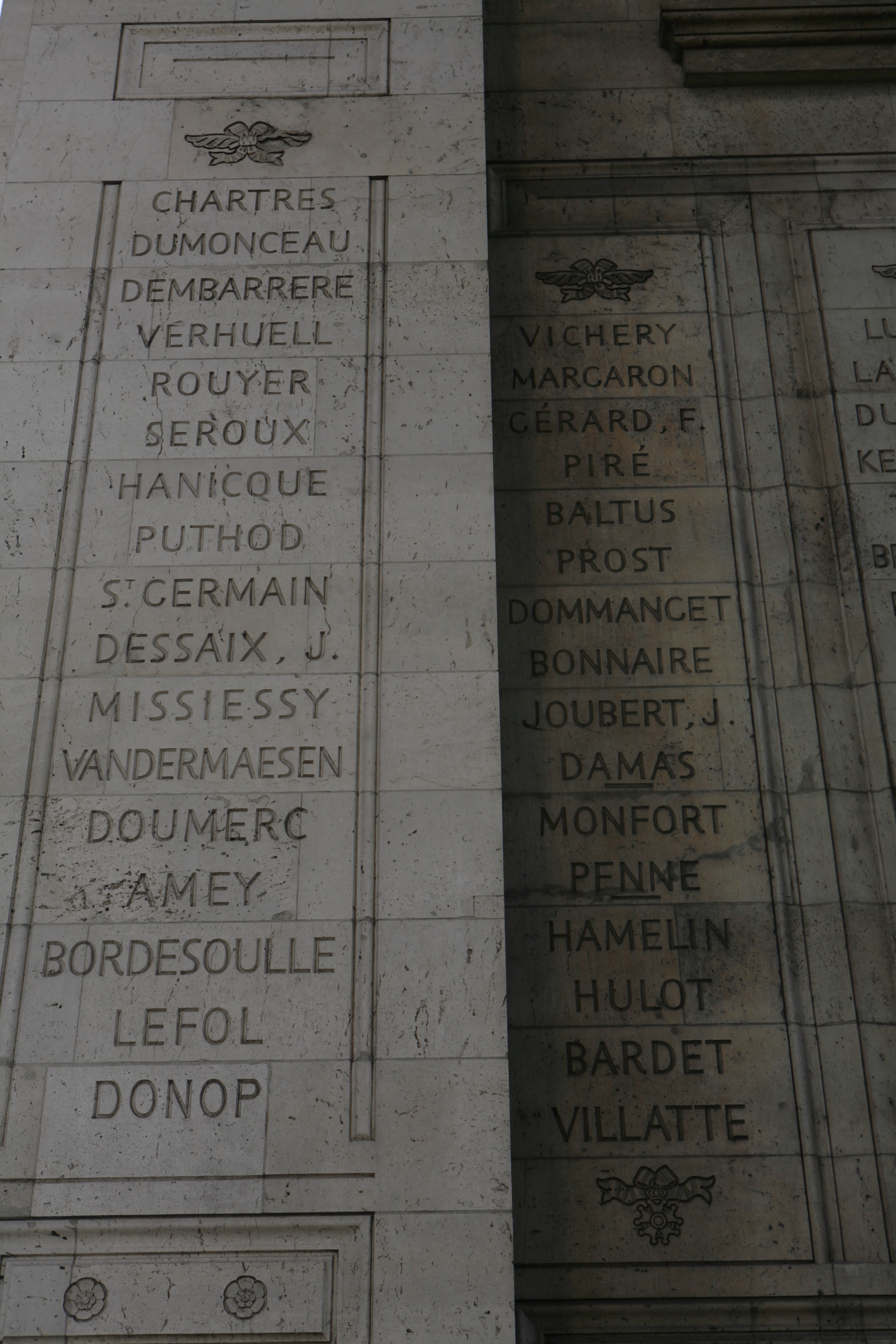
Colonne 1, 2.
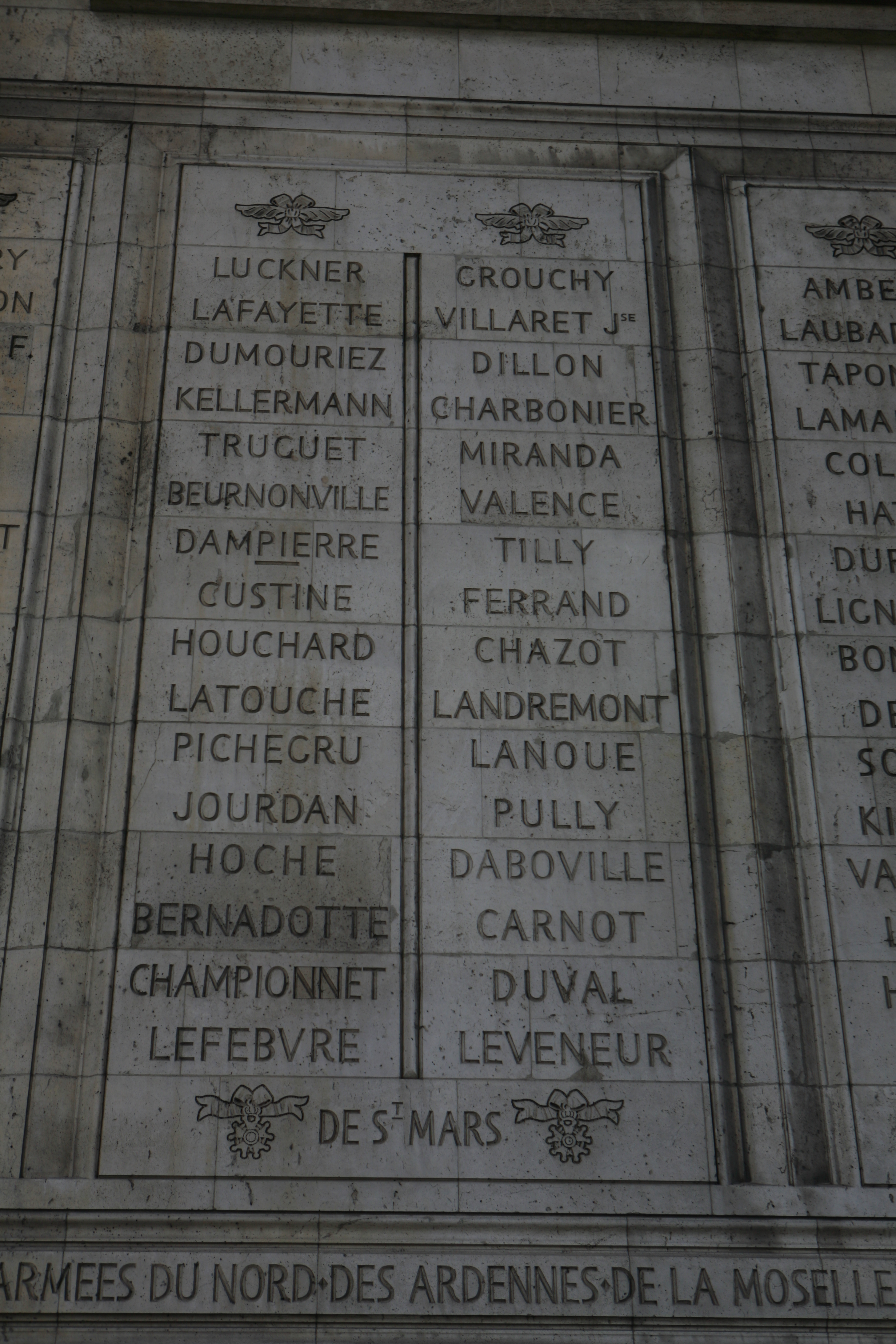
Colonne 3, 4.
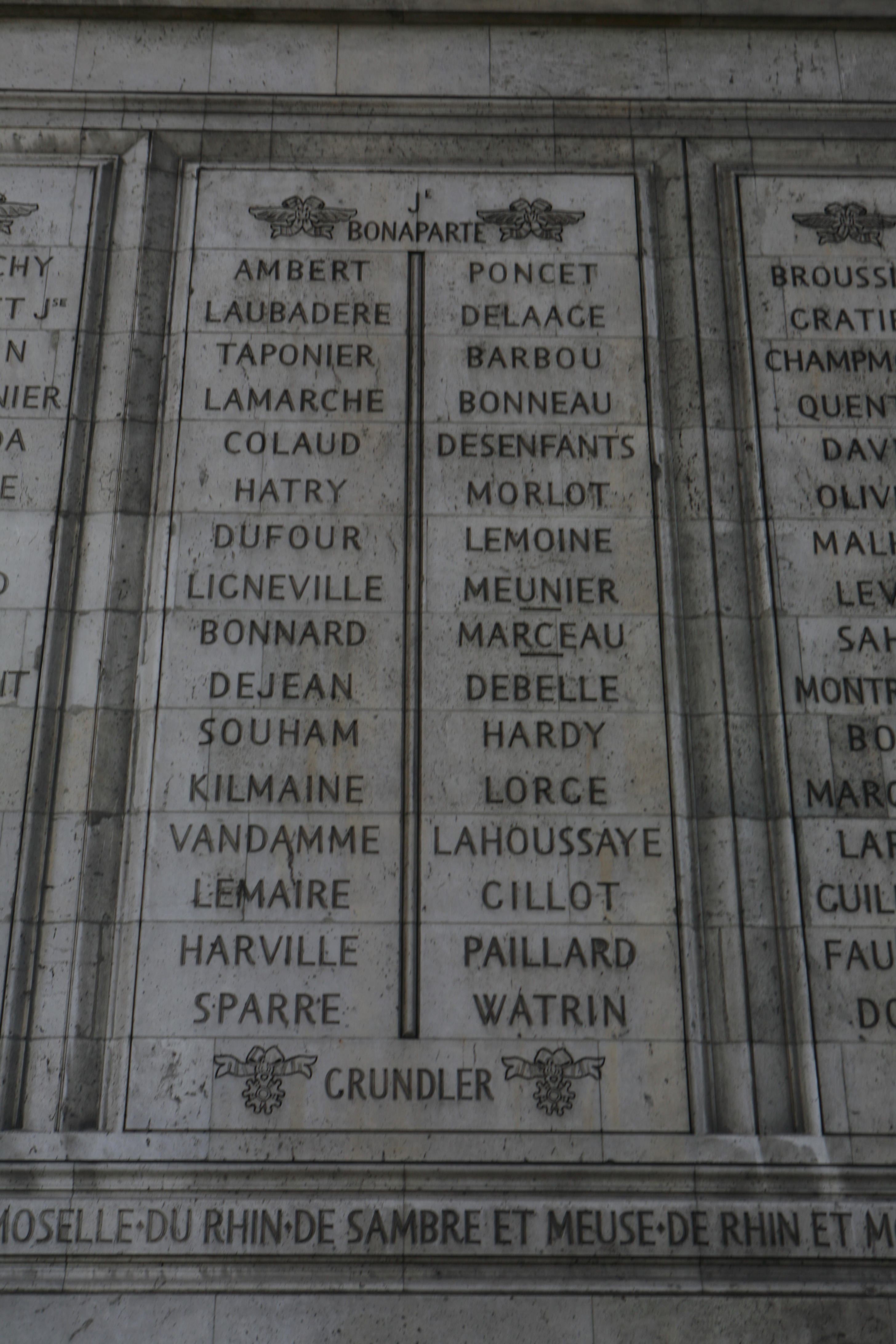
Colonne 5, 6.
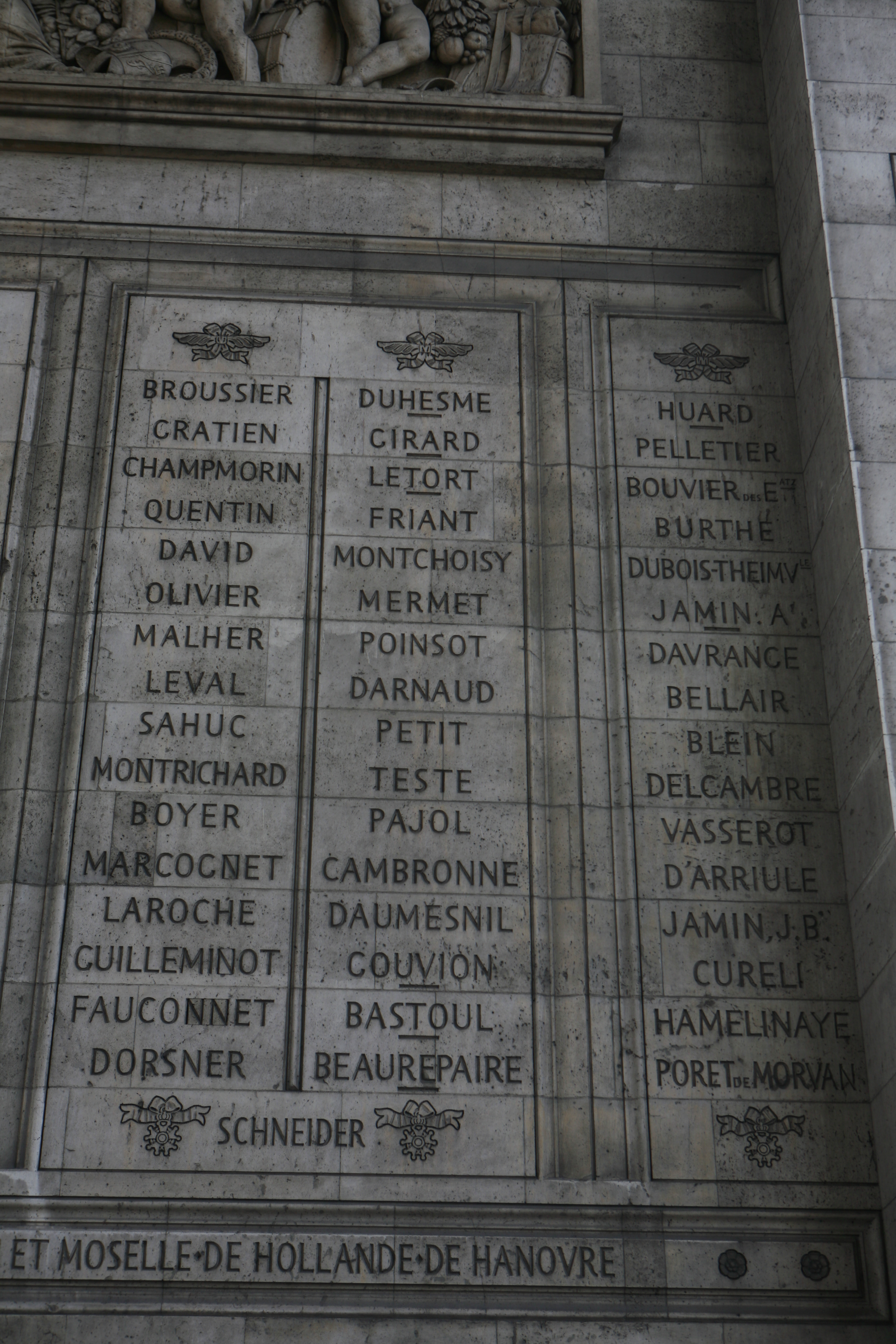
Colonne 7, 8, 9.
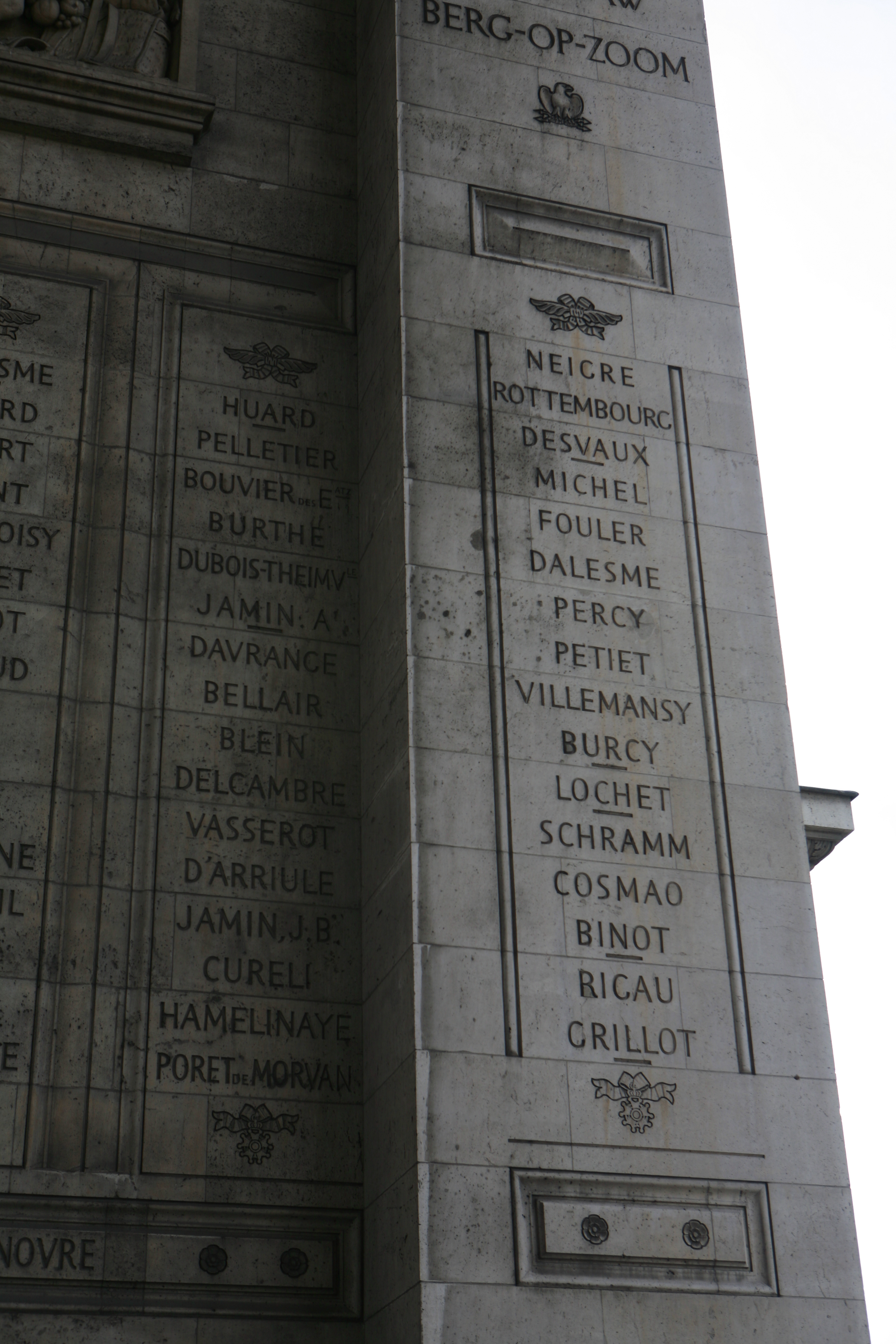
Colonne 9, 10.

|  | Colonna 1    | Colonna 2   | Colonna 3    | Colonna 4    | Colonna 5    | Colonna 6  | Colonna 7   | Colonna 8   | Colonna 9        | Colonna 10  |  |
|  | ------------ | ----------- | ------------ | ------------ | ------------ | ---------- | ----------- | ----------- | ---------------- | ----------- |  |
|  | •            | •           | •            | •            | JE BONAPARTE | •          | •           | •           | •                | •           |  |
|  | CHARTRES     | VICHERY     | LUCKNER      | GROUCHY      | AMBERT       | PONCET     | BROUSSIER   | DUHESME     | HUARD            | NEIGRE      |  |
|  | DUMONCEAU    | MARGARON    | LAFAYETTE    | VILLARET JSE | LAUBADERE    | DELAAGE    | GRATIEN     | GIRARD      | PELLETIER        | ROTTEMBOURG |  |
|  | DEMBARRERE   | GÉRARD, F.  | DUMOURIEZ    | DILLON       | TAPONIER     | BARBOU     | CHAMPMORIN  | LETORT      | BOUVIER DES EATZ | DESVAUX     |  |
|  | VERHUELL     | PIRÉ        | KELLERMANN   | CHARBONIER   | LAMARCHE     | BONNEAU    | QUENTIN     | FRIANT      | BURTHE           | MICHEL      |  |
|  | ROUYER       | BALTUS      | TRUGUET      | MIRANDA      | COLAUD       | DESENFANTS | DAVID       | MONTCHOISY  | DUBOIS⁠-⁠THEIMVLE  | FOULER      |  |
|  | SEROUX       | PROST       | BEURNONVILLE | VALENCE      | HATRY        | MORLOT     | OLIVIER     | MERMET      | JAMIN, A.        | DALESME     |  |
|  | HANICQUE     | DOMMANGET   | DAMPIERRE    | TILLY        | DUFOUR       | LEMOINE    | MALHER      | POINSOT     | DAVRANGE         | PERCY       |  |
|  | PUTHOD       | BONNAIRE    | CUSTINE      | FERRAND      | LIGNEVILLE   | MEUNIER    | LEVAL       | DARNAUD     | BELLAIR          | PETIET      |  |
|  | ST GERMAIN   | JOUBERT, J. | HOUCHARD     | CHAZOT       | BONNARD      | MARCEAU    | SAHUC       | PETIT       | BLEIN            | VILLEMANSY  |  |
|  | DESSAIX, J.  | DAMAS       | LATOUCHE     | LANDREMONT   | DEJEAN       | DEBELLE    | MONTRICHARD | TESTE       | DELCAMBRE        | BURCY       |  |
|  | MISSIESSY    | MONFORT     | PICHEGRU     | LANOUE       | SOUHAM       | HARDY      | BOYER       | PAJOL       | VASSEROT         | LOCHET      |  |
|  | VANDERMAESEN | PENNE       | JOURDAN      | PULLY        | KILMAINE     | LORGE      | MARCOGNET   | CAMBRONNE   | D'ARRIULE        | SCHRAMM     |  |
|  | DOUMERC      | HAMELIN     | HOCHE        | DABOVILLE    | VANDAMME     | LAHOUSSAYE | LAROCHE     | DAUMESNIL   | JAMIN, J.B.      | COSMAO      |  |
|  | AMEY         | HULOT       | BERNADOTTE   | CARNOT       | LEMAIRE      | GILOT      | GUILLEMINOT | GOUVION     | CURELI           | BINOT       |  |
|  | BORDESOULLE  | BARDET      | CHAMPIONNET  | DUVAL        | HARVILLE     | PAILLARD   | FAUCONNET   | BASTOUL     | HAMELINAYE       | RIGAU       |  |
|  | LEFOL        | VILLATTE    | LEFEBVRE     | LEVENEUR     | SPARRE       | WATRIN     | DORSNER     | BEAUREPAIRE | PORET DE MORVAN  | GRILLOT     |  |
|  | DONOP        | •           | DE ST MARS   | •            | GRUNDLER     | •          | SCHNEIDER   | •           | •                | •           |  |

|  | ARMEES DU NORD ・ DES ARDENNES ・ DE LA MOSELLE ・ DU RHIN ・ DE SAMBRE ET MEUSE ・ DE RHIN ET MOSELLE ・ DE HOLLANDE ・ DE HANOVRE |

## Pilastro Est

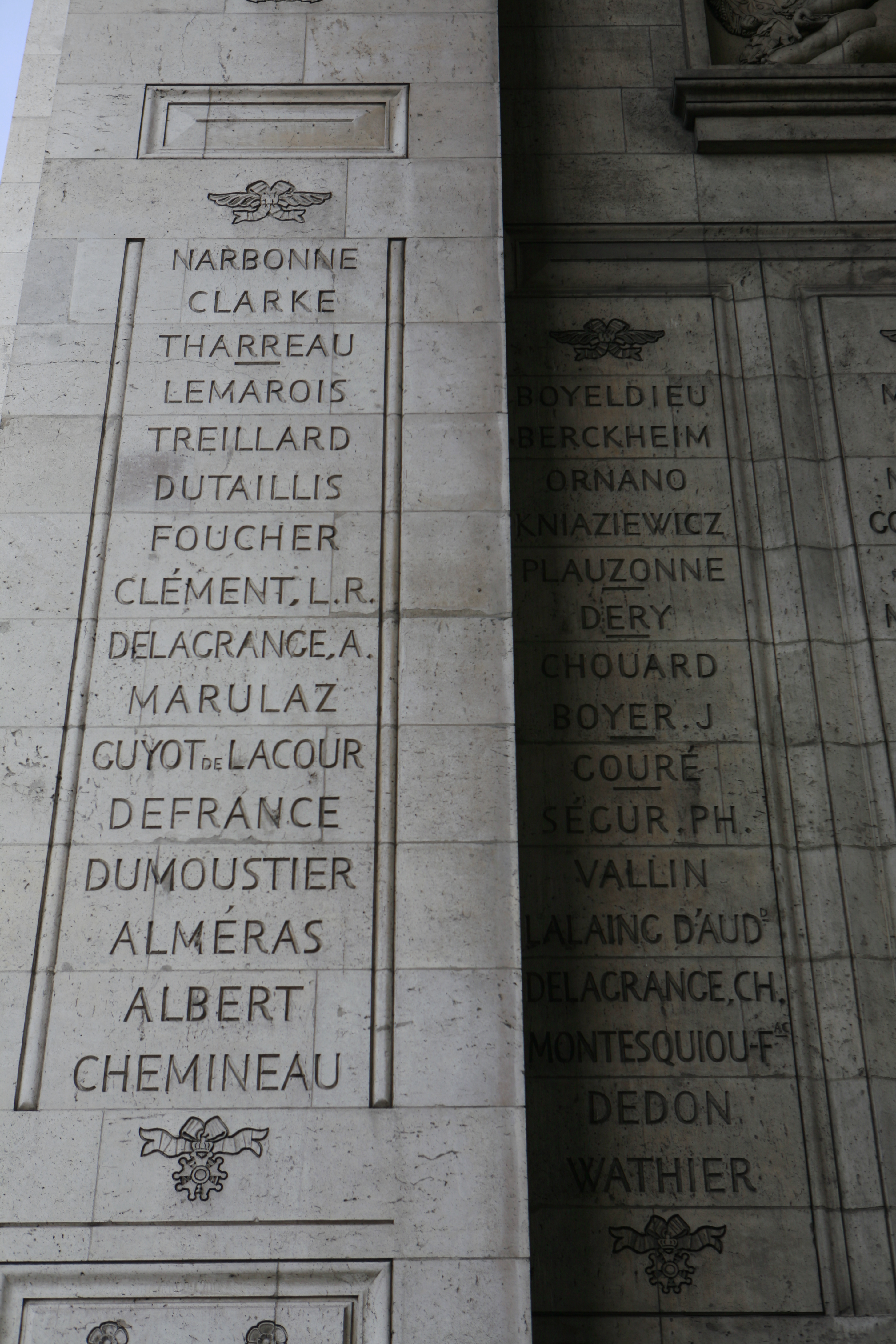
Colonne 11, 12.
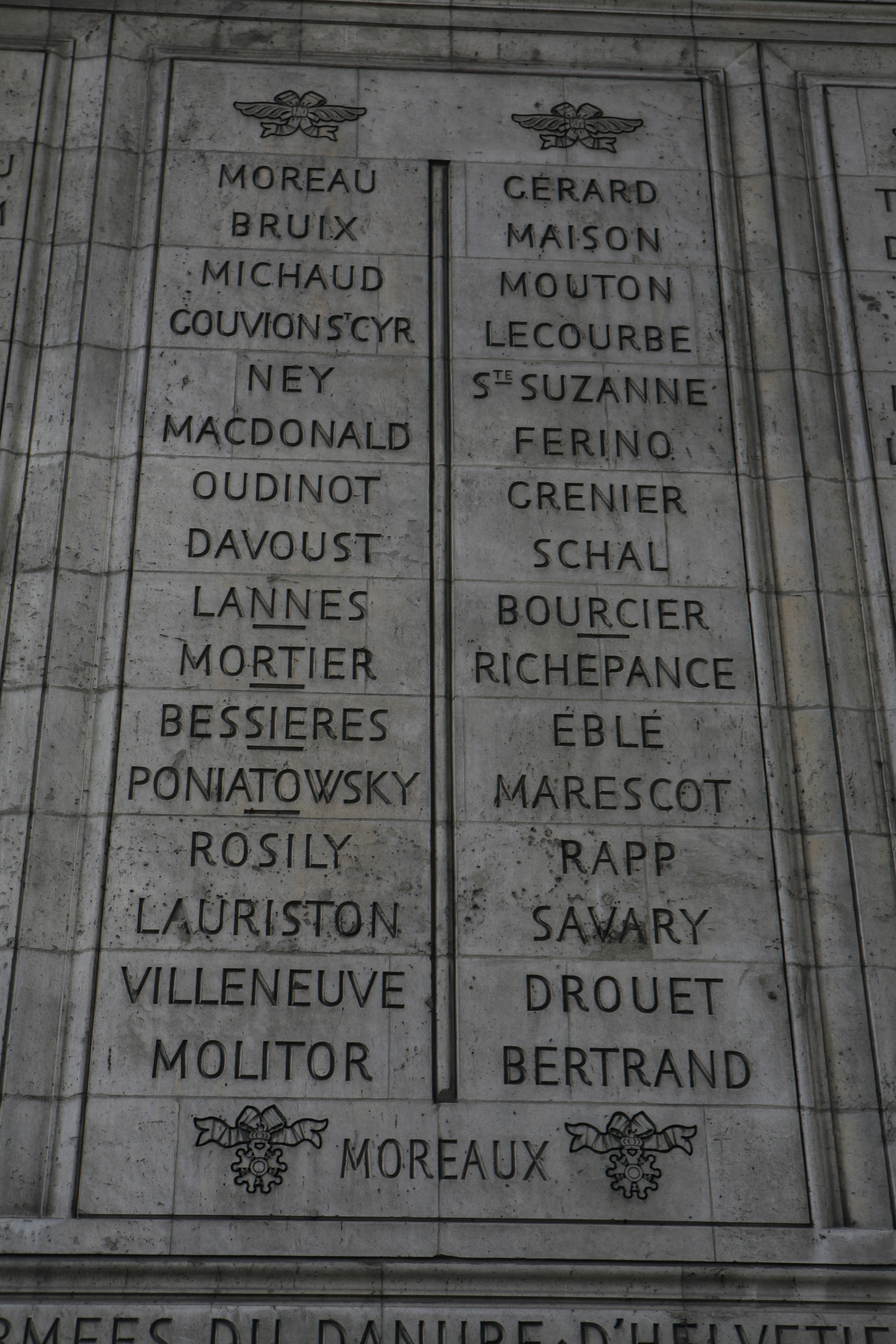
Colonne 13, 14.
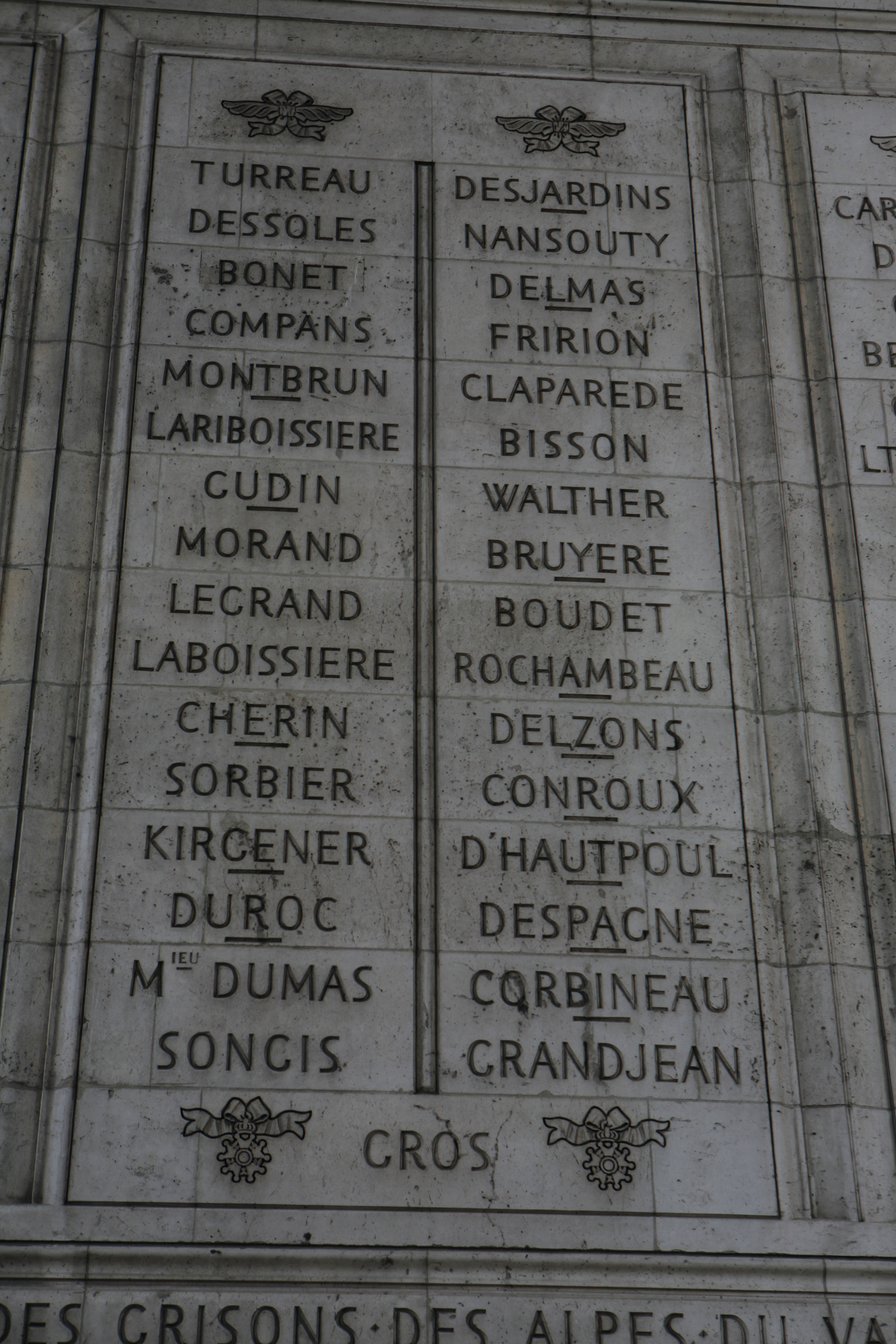
Colonne 15, 16.
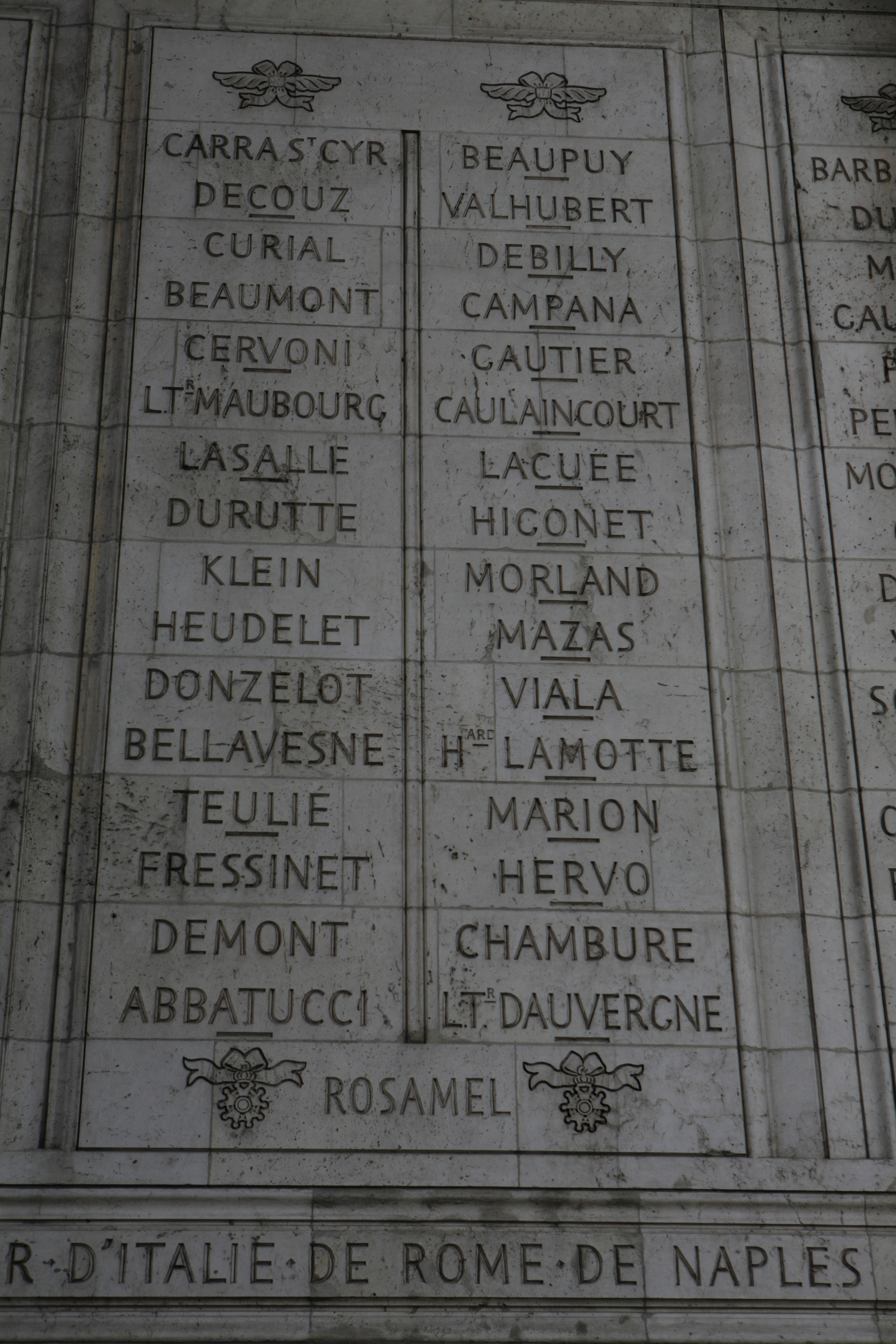
Colonne 17, 18.
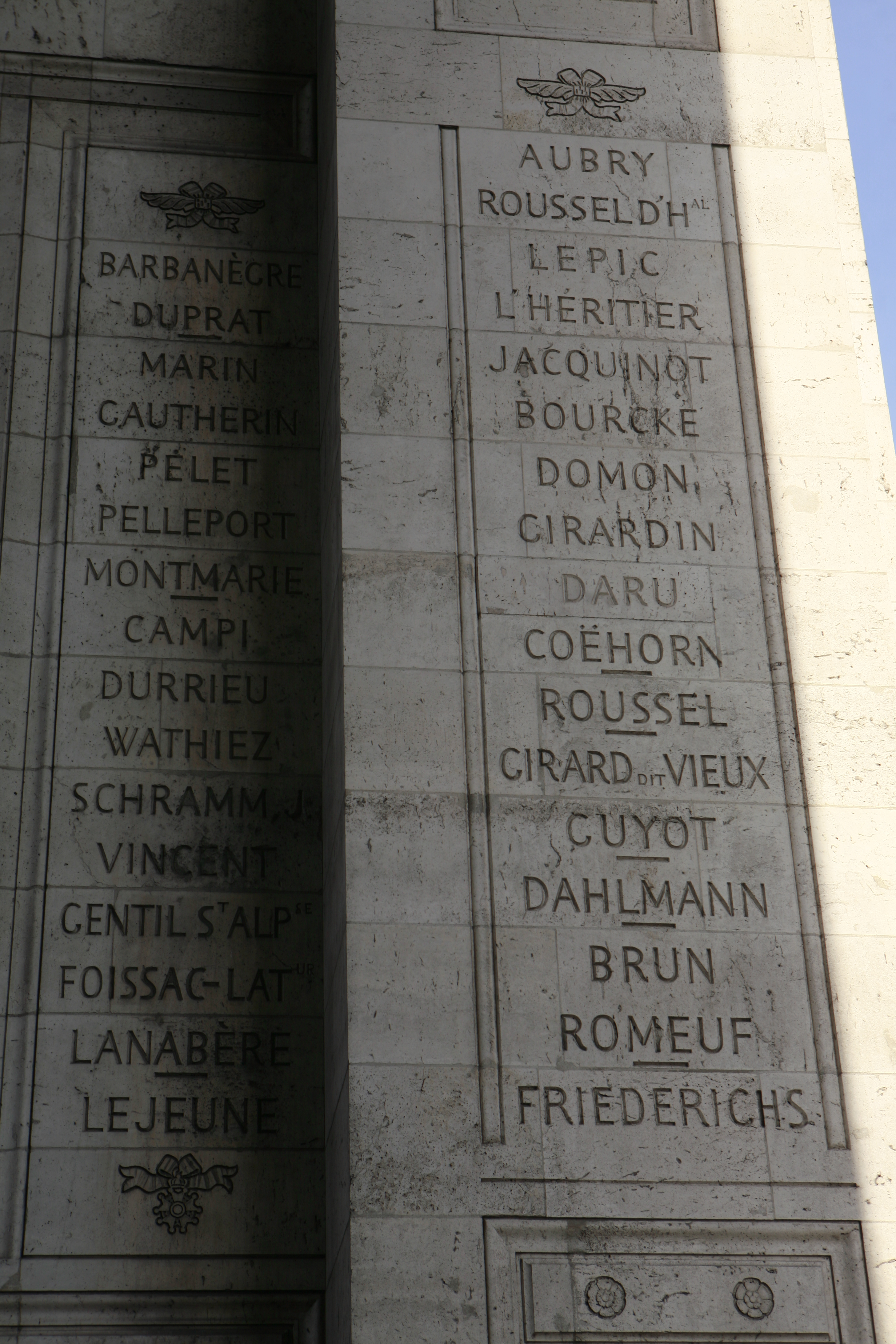
Colonne 19, 20.

|  | Colonna 11      | Colonna 12      | Colonna 13     | Colonna 14  | Colonna 15    | Colonna 16 | Colonna 17    | Colonna 18     | Colonna 19      | Colonna 20       |  |
|  | --------------- | --------------- | -------------- | ----------- | ------------- | ---------- | ------------- | -------------- | --------------- | ---------------- |  |
|  | •               | •               | •              | •           | •             | •          | •             | •              | •               | •                |  |
|  | NARBONNE        | BOYELDIEU       | MOREAU         | GERARD      | TURREAU       | DESJARDINS | CARRA ST CYR  | BEAUPUY        | BARBANÈGRE      | AUBRY            |  |
|  | CLARKE          | BERCKHEIM       | BRUIX          | MAISON      | DESSOLES      | NANSOUTY   | DECOUZ        | VALHUBERT      | DUPRAT          | ROUSSEL D'HAL    |  |
|  | THARREAU        | ORNANO          | MICHAUD        | MOUTON      | BONET         | DELMAS     | CURIAL        | DEBILLY        | MARIN           | LEPIC            |  |
|  | LEMAROIS        | KNIAZIEWICZ     | GOUVION ST CYR | LECOURBE    | COMPANS       | FRIRION    | BEAUMONT      | CAMPANA        | GAUTHERIN       | L'HÉRITIER       |  |
|  | TREILLARD       | PLAUZONNE       | NEY            | STE SUZANNE | MONTBRUN      | CLAPAREDE  | CERVONI       | GAUTIER        | PELET           | JACQUINOT        |  |
|  | DUTAILLIS       | DERY            | MACDONALD      | FERINO      | LARIBOISSIERE | BISSON     | L.TR MAUBOURG | CAULAINCOURT   | PELLEPORT       | BOURCKE          |  |
|  | FOUCHER         | CHOUARD         | OUDINOT        | GRENIER     | GUDIN         | WALTHER    | LASALLE       | LACUÉE         | MONTMARIE       | DOMON            |  |
|  | CLÉMENT, L.R.   | BOYER, J.       | DAVOUST        | SCHAAL      | MORAND        | BRUYERE    | DURUTTE       | HIGONET        | CAMPI           | GIRARDIN         |  |
|  | DELAGRANGE, A.  | GOURÉ           | LANNES         | BOURCIER    | LEGRAND       | BOUDET     | KLEIN         | MORLAND        | DURRIEU         | DARU             |  |
|  | MARULAZ         | SÉGUR, PH.      | MORTIER        | RICHEPANCE  | LABOISSIERE   | ROCHAMBEAU | HEUDELET      | MAZAS          | WATHIEZ         | COËHORN          |  |
|  | GUYOT DE LACOUR | VALLIN          | BESSIERES      | ÉBLÉ        | CHERIN        | DELZONS    | DONZELOT      | VIALA          | SCHRAMM, J.     | ROUSSEL          |  |
|  | DEFRANCE        | LALAING D'AUDDE | PONIATOWSKY    | MARESCOT    | SORBIER       | CONROUX    | BELLAVESNE    | HARD LAMOTTE   | VINCENT         | GIRARD DIT VIEUX |  |
|  | DUMOUSTIER      | DELAGRANGE, CH. | ROSILY         | RAPP        | KIRGENER      | D'HAUTPOUL | TEULIÉ        | MARION         | GENTIL ST ALPSE | GUYOT            |  |
|  | ALMÉRAS         | MONTESQUIOU⁠-⁠FAC | LAURISTON      | SAVARY      | DUROC         | DESPAGNE   | FRESSINET     | HERVO          | FOISSAC-LATUR   | DAHLMANN         |  |
|  | ALBERT          | DEDON           | VILLENEUVE     | DROUET      | MIEU DUMAS    | CORBINEAU  | DEMONT        | CHAMBURE       | LANABÈRE        | BRUN             |  |
|  | CHEMINEAU       | WATHIER         | MOLITOR        | BERTRAND    | SONGIS        | GRANDJEAN  | ABBATUCCI     | L.TR DAUVERGNE | LEJEUNE         | ROMEUF           |  |
|  | •               | •               | MOREAUX        | •           | GROS          | •          | ROSAMEL       | •              | •               | FRIEDERICHS      |  |

|  | ARMEES DU DANUBE ・ D'HELVETIE ・ DES GRISONS ・ DES ALPES ・ DU VAR ・ D'ITALIE ・ DE ROME ・ DE NAPLES |

## Pilastro Sud

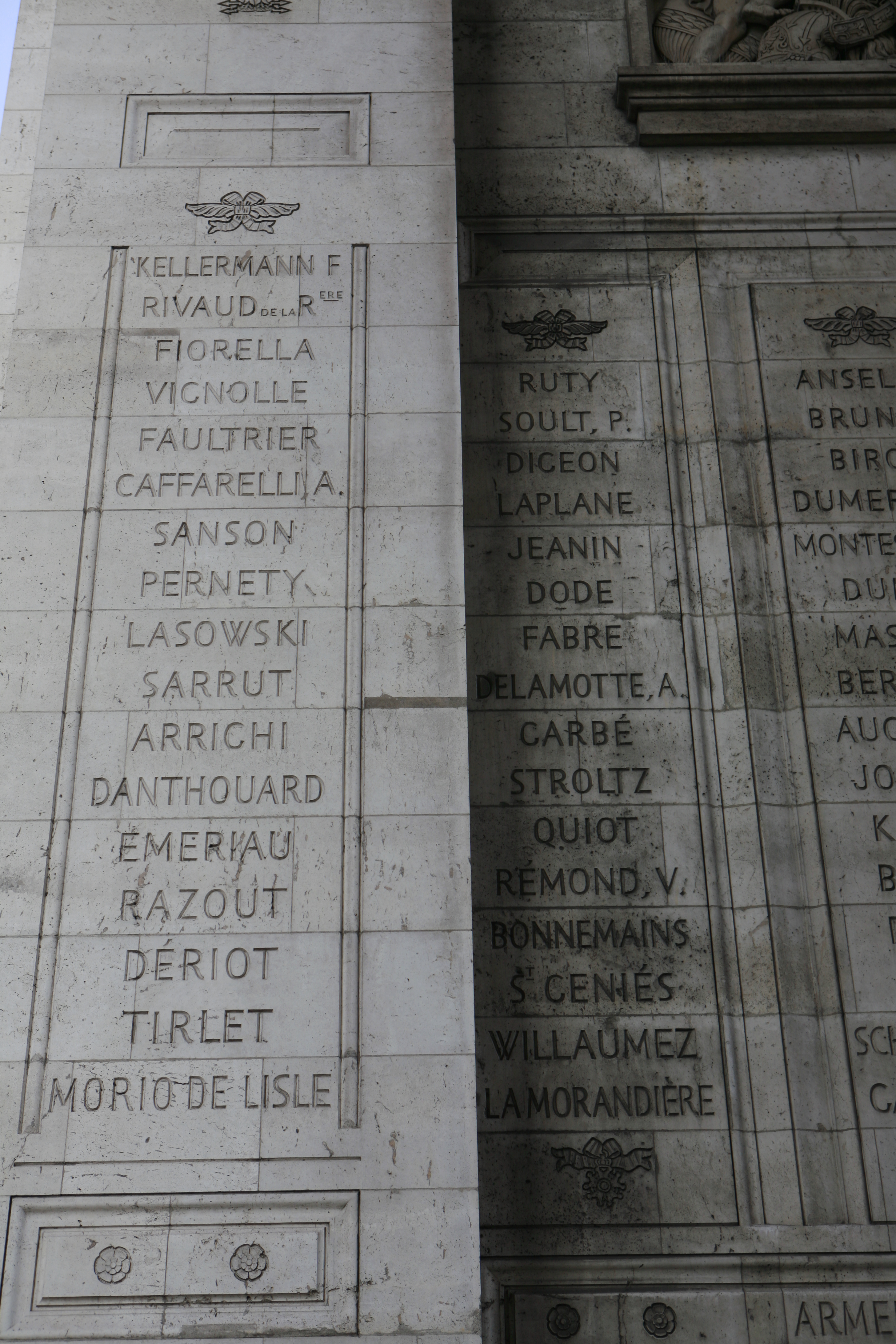
Colonne 21, 22.
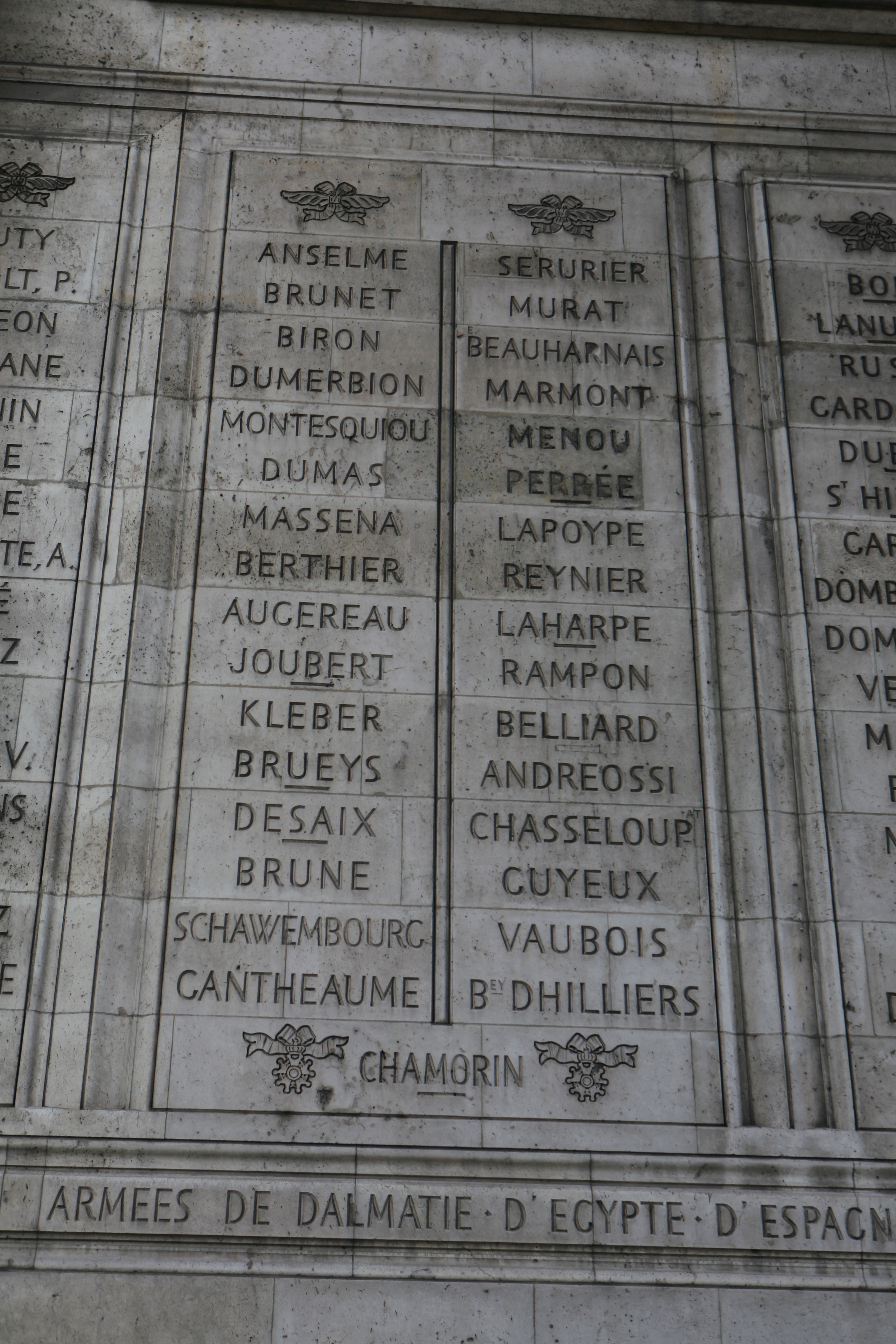
Colonne 23, 24.
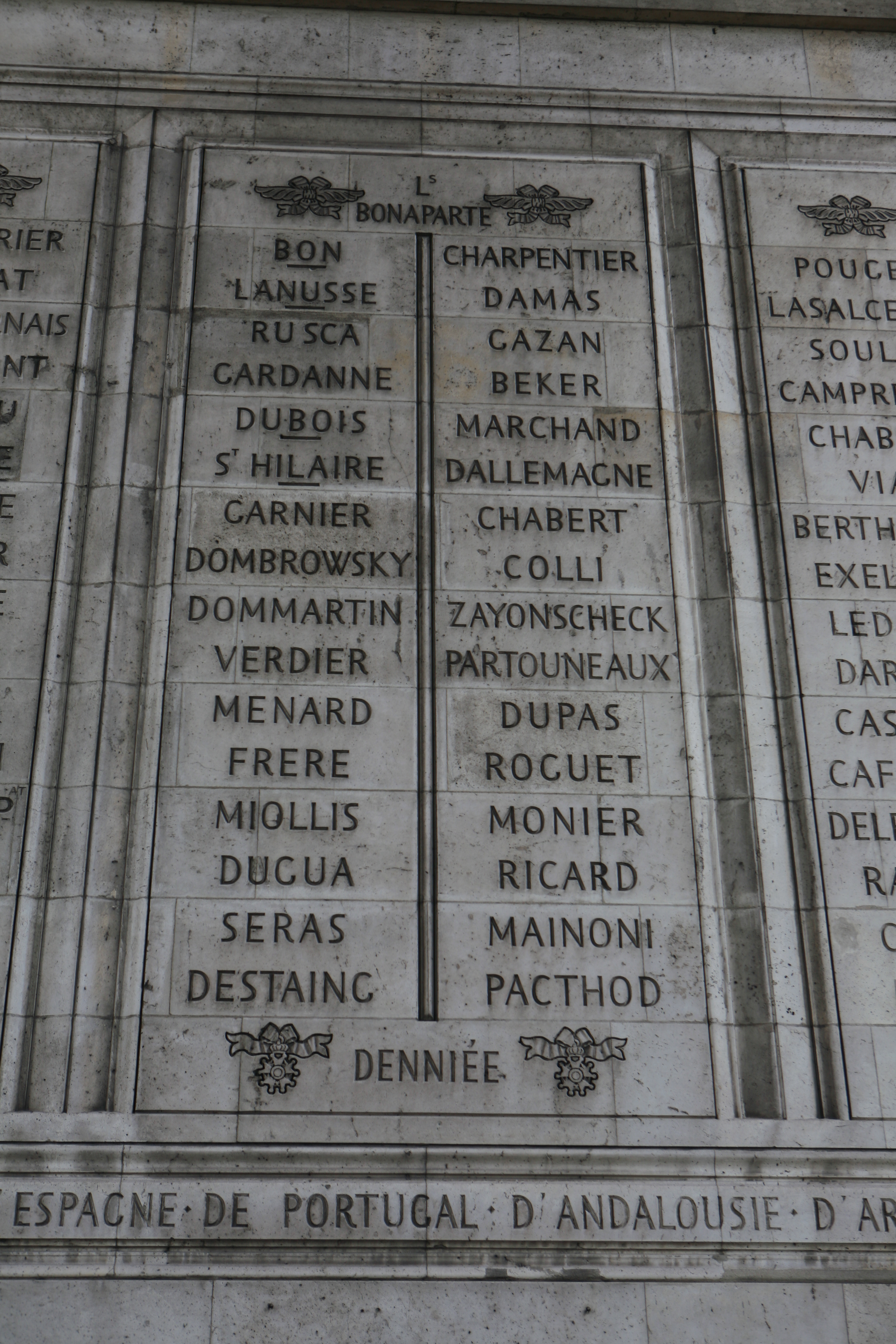
Colonne 25, 26.
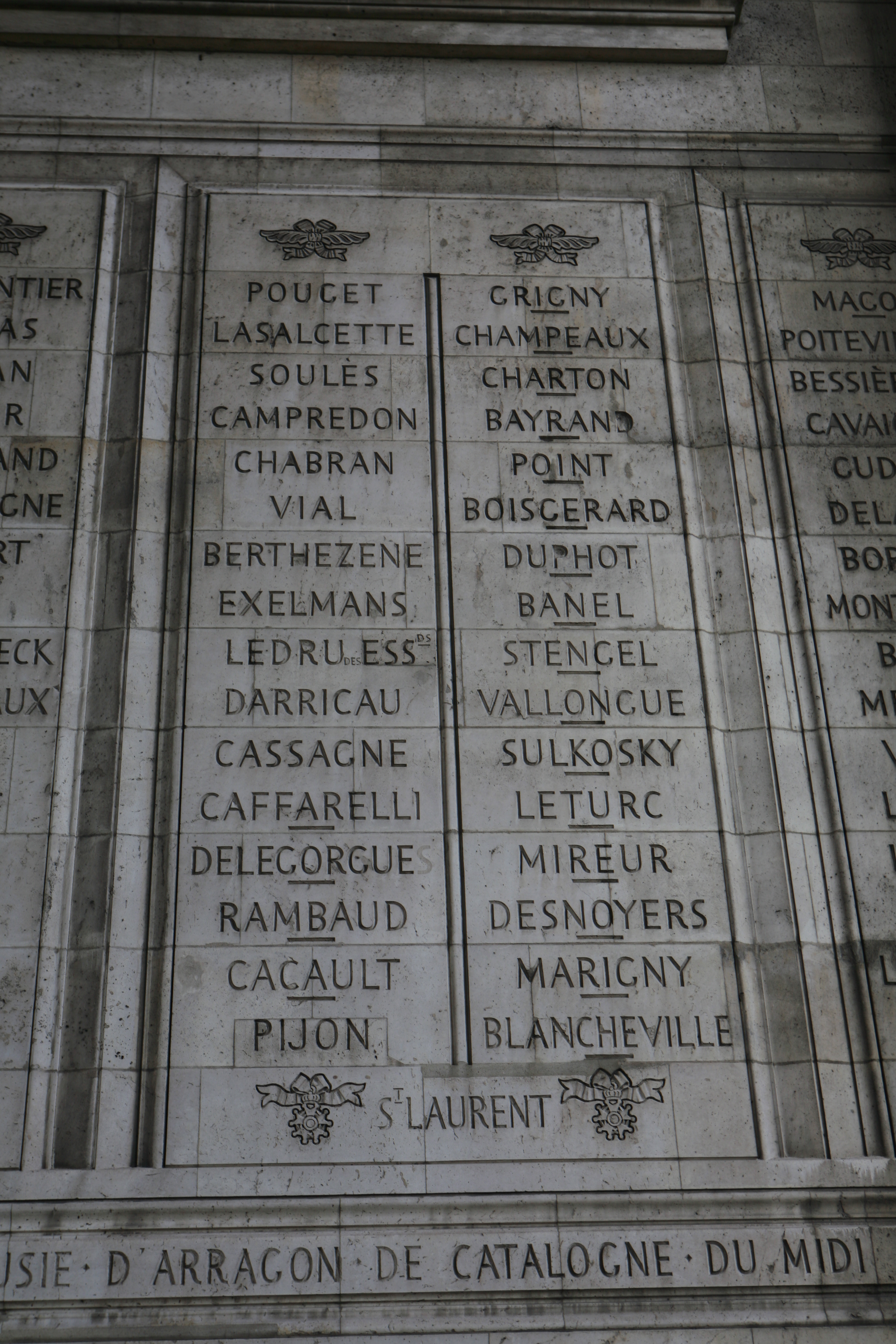
Colonne 27, 28.
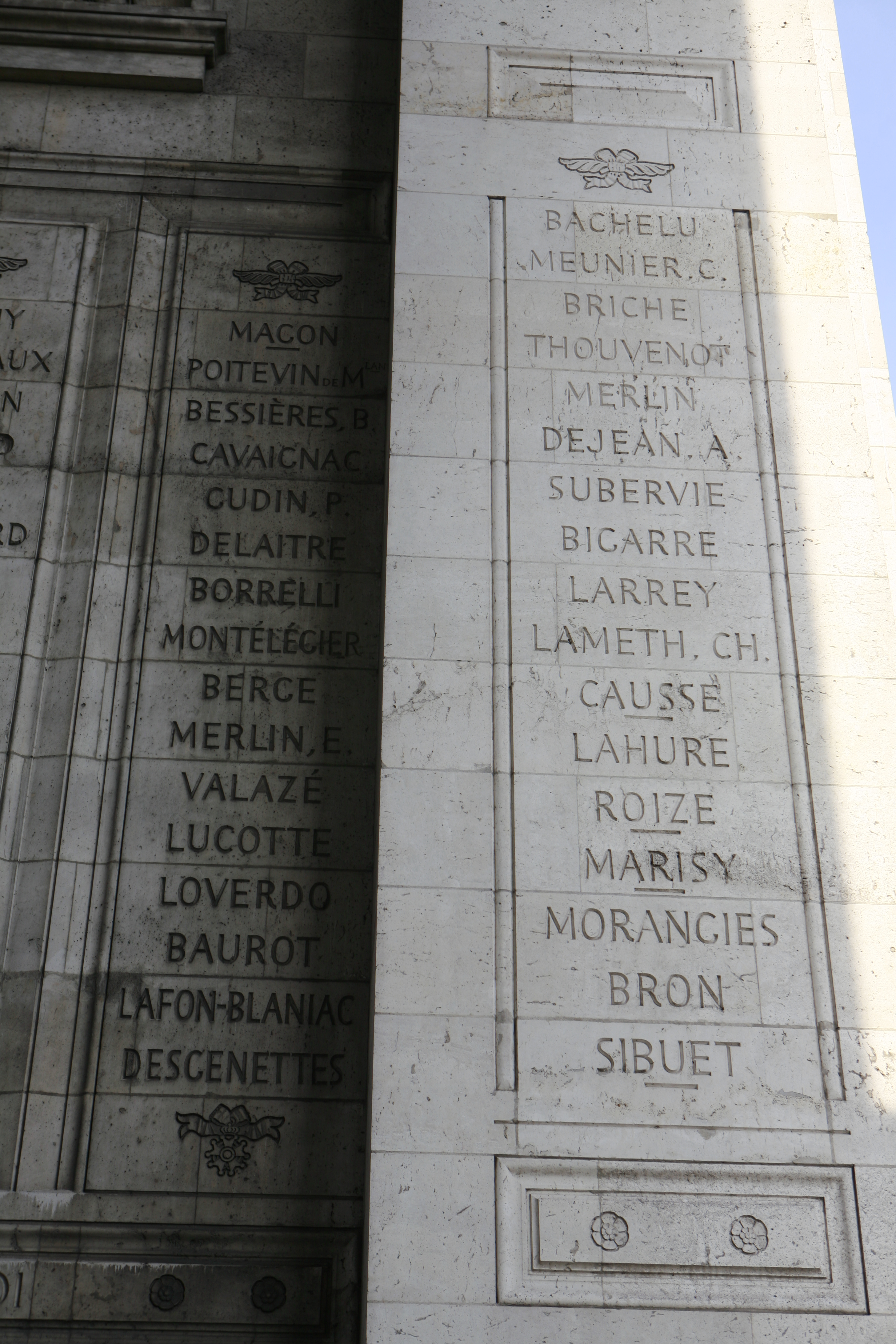
Colonne 29, 30.

|  | Colonna 21        | Colonna 22    | Colonna 23   | Colonna 24     | Colonna 25   | Colonna 26  | Colonna 27      | Colonna 28   | Colonna 29       | Colonna 30  |  |
|  | ----------------- | ------------- | ------------ | -------------- | ------------ | ----------- | --------------- | ------------ | ---------------- | ----------- |  |
|  | •                 | •             | •            | •              | LS BONAPARTE | •           | •               | •            | •                | •           |  |
|  | KELLERMANN, F.    | RUTY          | ANSELME      | SERURIER       | BON          | CHARPENTIER | POUGET          | GRIGNY       | MAGON            | BACHELU     |  |
|  | RIVAUD DE LA RÈRE | SOULT, P.     | BRUNET       | MURAT          | LANUSSE      | DAMAS       | LASALCETTE      | CHAMPEAUX    | POITEVIN DE MLAN | MEUNIER, C. |  |
|  | FIORELLA          | DIGEON        | BIRON        | E. ⁠BEAUHARNAIS | RUSCA        | GAZAN       | SOULÈS          | CHARTON      | BESSIÈRES, B.    | BRICHE      |  |
|  | VIGNOLLE          | LAPLANE       | DUMERBION    | MARMONT        | GARDANNE     | BEKER       | CAMPREDON       | BAYRAND      | CAVAIGNAC        | THOUVENOT   |  |
|  | FAULTRIER         | JEANIN        | MONTESQUIOU  | MENOU          | DUBOIS       | MARCHAND    | CHABRAN         | POINT        | GUDIN, P.        | MERLIN      |  |
|  | CAFFARELLI, A.    | DODE          | DUMAS        | PERRÉE         | ST HILAIRE   | DALLEMAGNE  | VIAL            | BOISGERARD   | DELAITRE         | DEJEAN, A.  |  |
|  | SANSON            | FABRE         | MASSENA      | LAPOYPE        | GARNIER      | CHABERT     | BERTHEZENE      | DUPHOT       | BORRELLI         | SUBERVIE    |  |
|  | PERNETY           | DELAMOTTE, A. | BERTHIER     | REYNIER        | DOMBROWSKY   | COLLI       | EXELMANS        | BANEL        | MONTÉLÉGIER      | BIGARRE     |  |
|  | LASOWSKI          | GARBÉ         | AUGEREAU     | LAHARPE        | DOMMARTIN    | ZAYONSCHECK | LEDRU DES ESSDS | STENGEL      | BERGE            | LARREY      |  |
|  | SARRUT            | STROLTZ       | JOUBERT      | RAMPON         | VERDIER      | PARTOUNEAUX | DARRICAU        | VALLONGUE    | MERLIN, E.       | LAMETH, CH. |  |
|  | ARRIGHI           | QUIOT         | KLEBER       | BELLIARD       | MENARD       | DUPAS       | CASSAGNE        | SULKOSKY     | VALAZÉ           | CAUSSE      |  |
|  | DANTHOUARD        | RÉMOND, V.    | BRUEYS       | ANDREOSSI      | FRERE        | ROGUET      | CAFFARELLI      | LETURC       | LUCOTTE          | LAHURE      |  |
|  | EMERIAU           | BONNEMAINS    | DESAIX       | CHASSELOUP⁠-⁠AT  | MIOLLIS      | MONIER      | DELEGORGUES     | MIREUR       | LOVERDO          | ROIZE       |  |
|  | RAZOUT            | ST GENIÉS     | BRUNE        | GUYEUX         | DUGUA        | RICARD      | RAMBAUD         | DESNOYERS    | BAUROT           | MARISY      |  |
|  | DÉRIOT            | WILLAUMEZ     | SCHAWEMBOURG | VAUBOIS        | SERAS        | MAINONI     | CACAULT         | MARIGNY      | LAFON-BLANIAC    | MORANGIES   |  |
|  | TIRLET            | LAMORANDIÈRE  | GANTHEAUME   | BEY DHILLIERS  | DESTAING     | PACTHOD     | PIJON           | BLANCHEVILLE | DESGENETTES      | BRON        |  |
|  | MORIO DE LISLE    | •             | CHAMORIN     | •              | DENNIÉE      | •           | ST LAURENT      | •            | •                | SIBUET      |  |

|  | ARMEES DE DALMATIE ・ D'EGYPTE ・ D'ESPAGNE ・ DE PORTUGAL ・ D'ANDALOUSIE ・ D'ARRAGON ・ DE CATALOGNE ・ DU MIDI |

## Pilastro Ovest

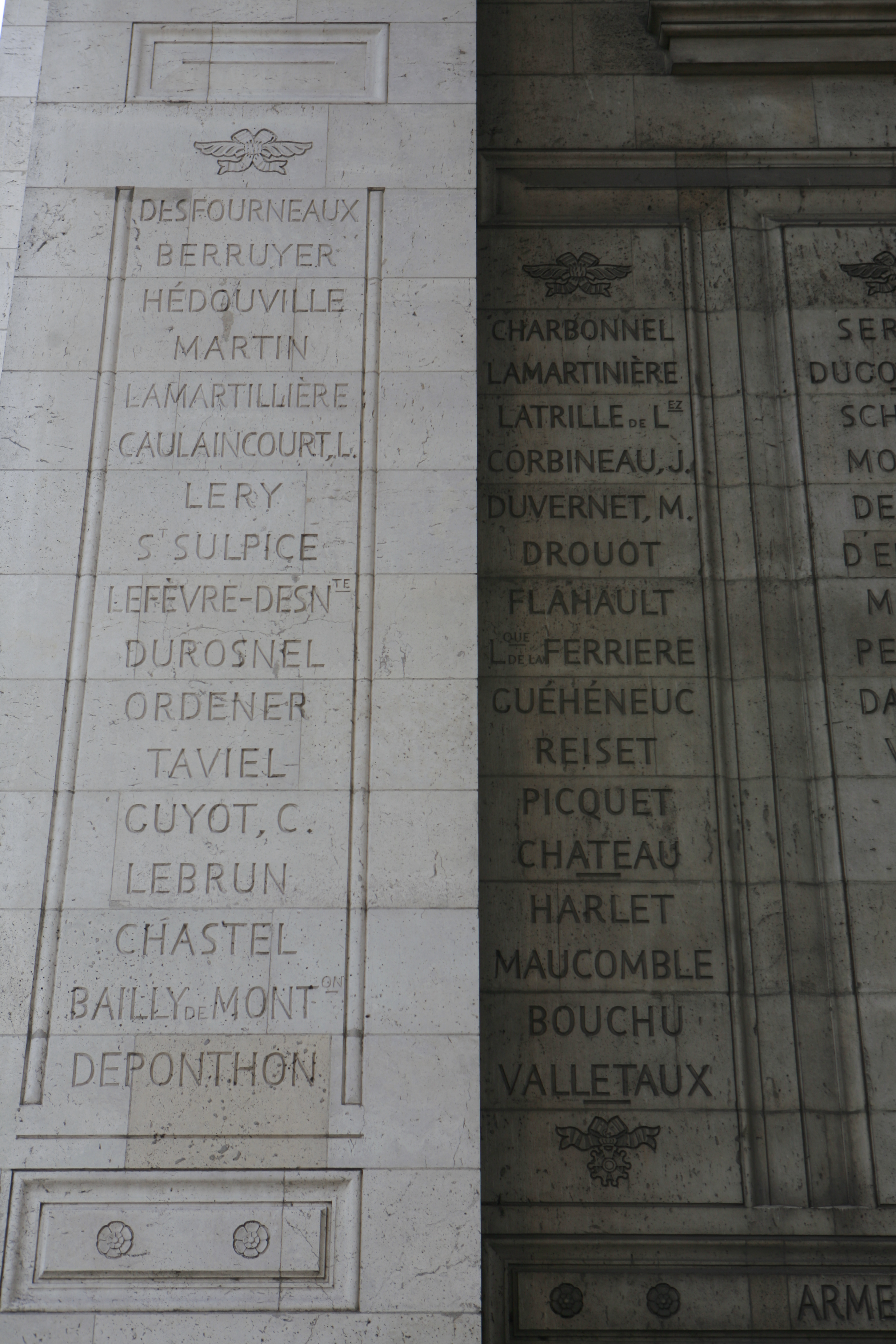
Colonne 31, 32.
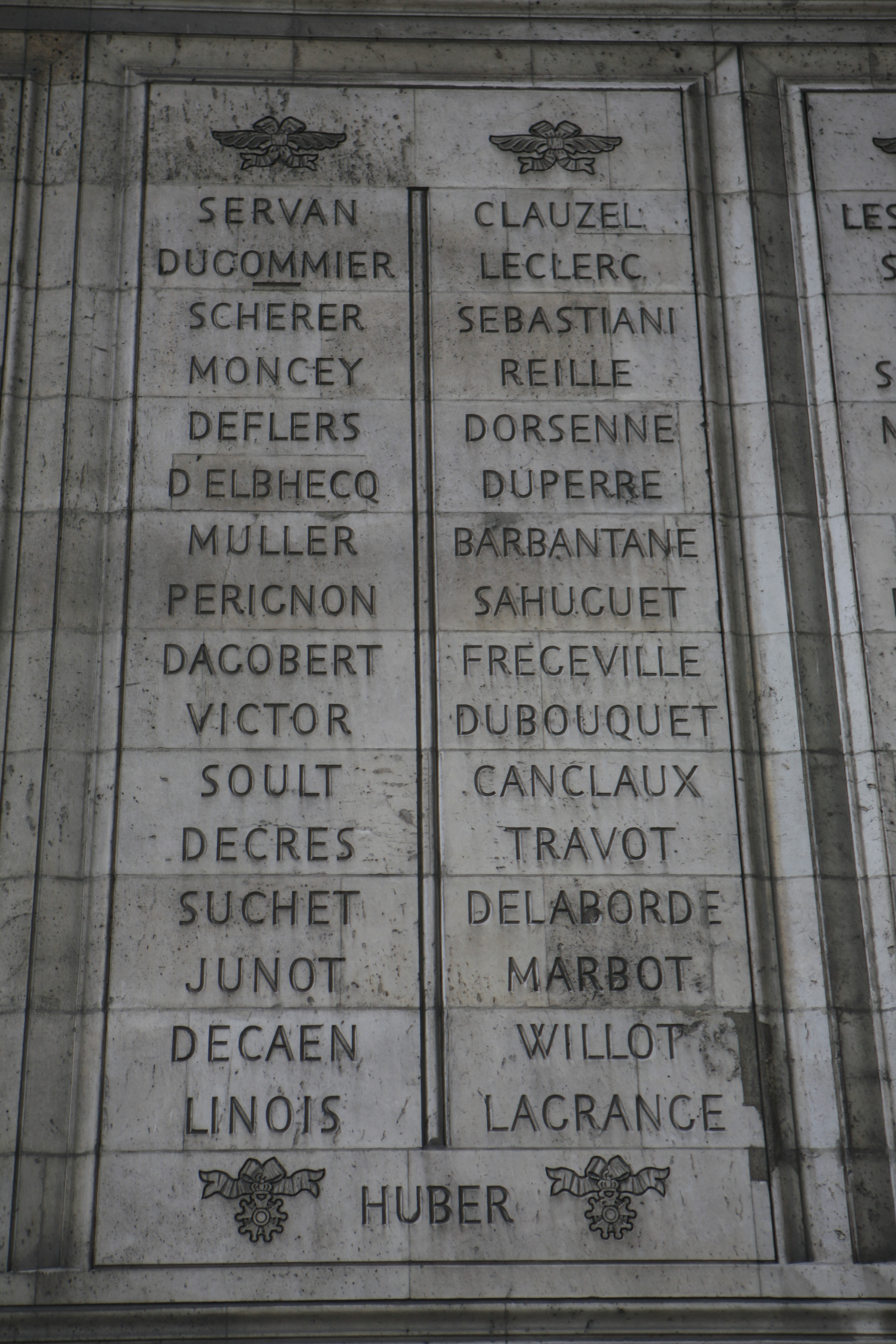
Colonne 33, 34.
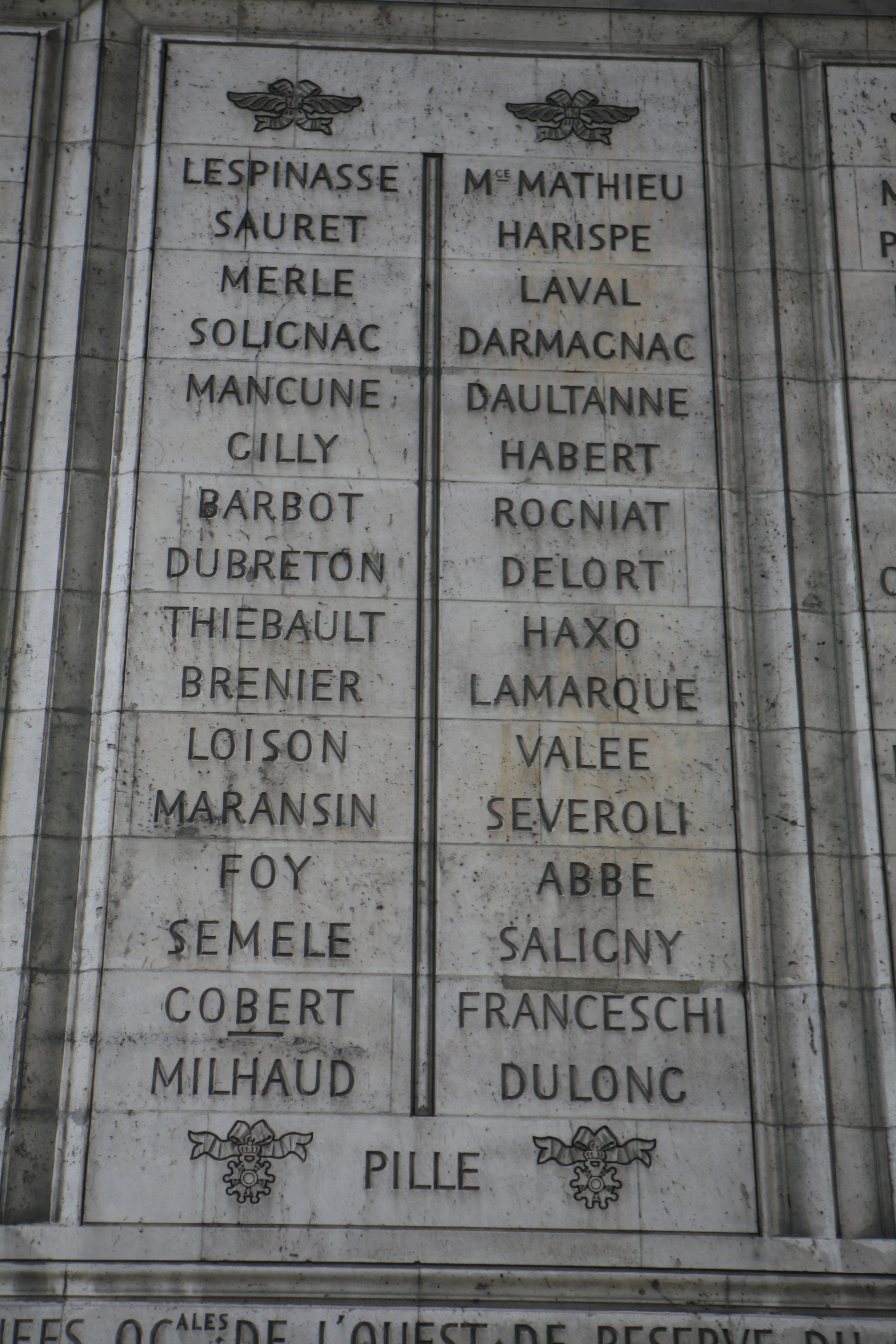
Colonne 35, 36.
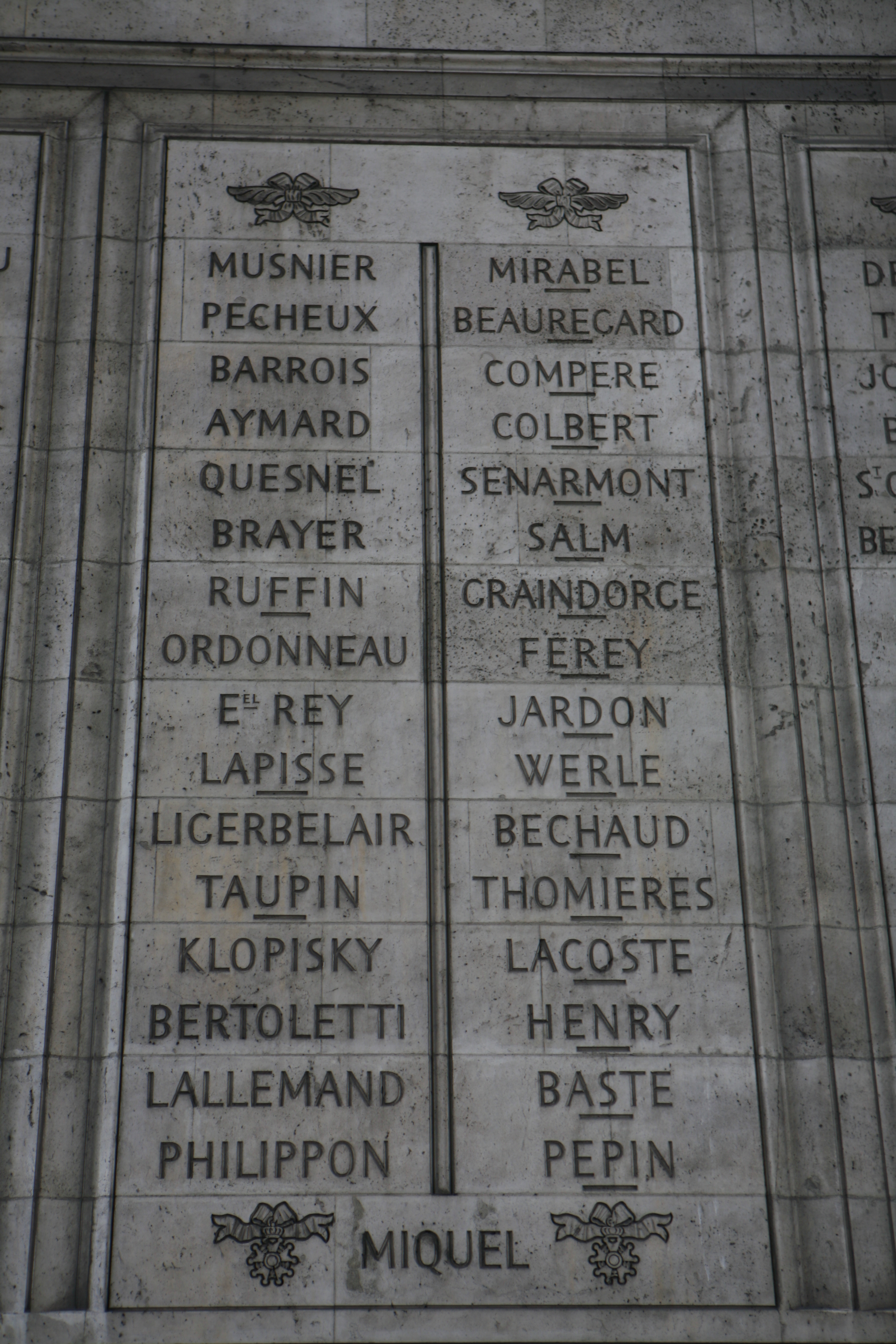
Colonne 37, 38.
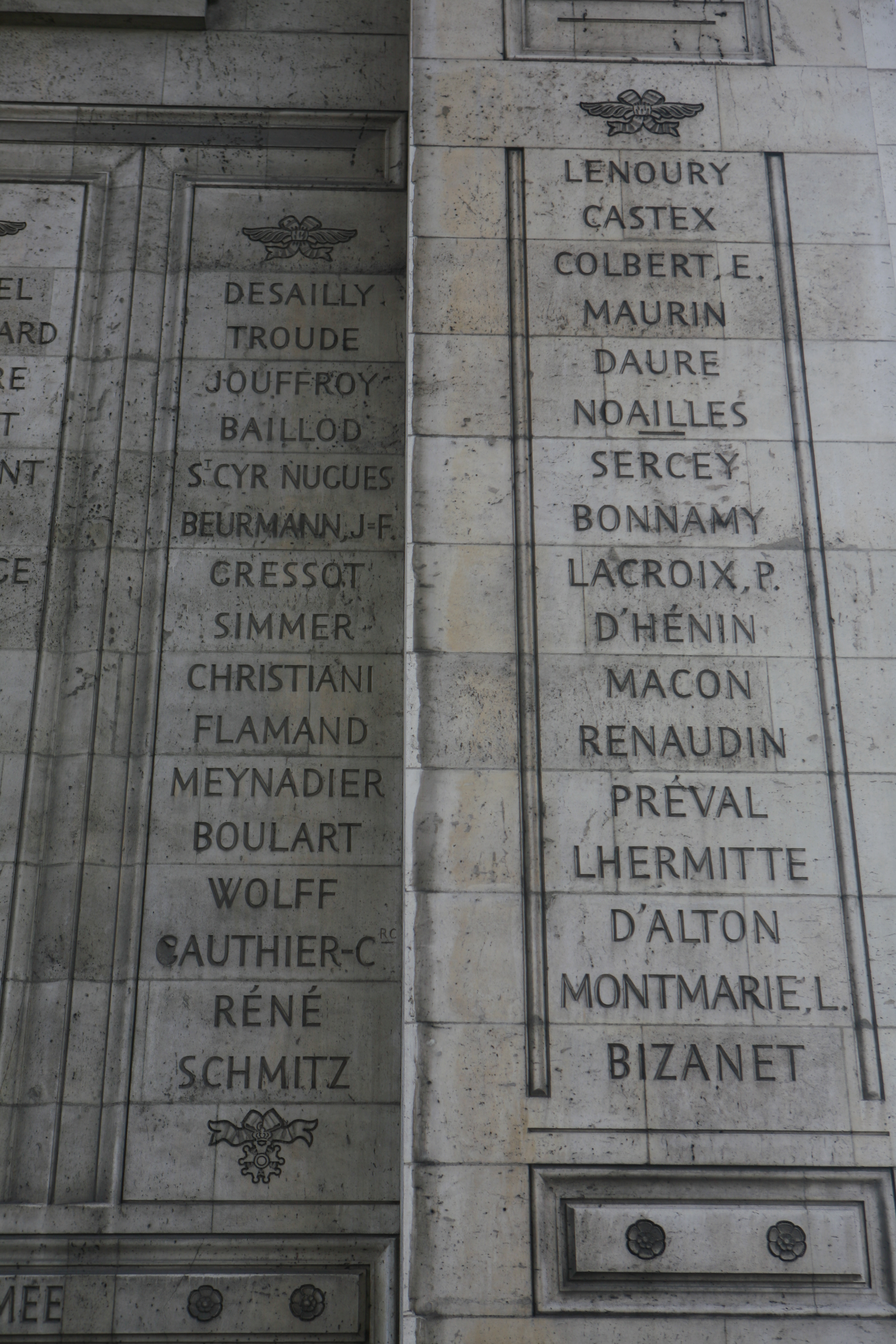
Colonne 39, 40.

|  | Colonna 31       | Colonna 32          | Colonna 33 | Colonna 34 | Colonna 35 | Colonna 36  | Colonna 37  | Colonna 38 | Colonna 39     | Colonna 40    |  |
|  | ---------------- | ------------------- | ---------- | ---------- | ---------- | ----------- | ----------- | ---------- | -------------- | ------------- |  |
|  | •                | •                   | •          | •          | •          | •           | •           | •          | •              | •             |  |
|  | DESFOURNEAUX     | CHARBONNEL          | SERVAN     | CLAUZEL    | LESPINASSE | MCE MATHIEU | MUSNIER     | MIRABEL    | DESAILLY       | LENOURY       |  |
|  | BERRUYER         | LAMARTINIÈRE        | DUGOMMIER  | LECLERC    | SAURET     | HARISPE     | PECHEUX     | BEAUREGARD | TROUDE         | CASTEX        |  |
|  | HÉDOUVILLE       | LATRILLE DE LEZ     | SCHERER    | SEBASTIANI | MERLE      | LAVAL       | BARROIS     | COMPERE    | JOUFFROY       | COLBERT, E.   |  |
|  | MARTIN           | CORBINEAU, J.       | MONCEY     | REILLE     | SOLIGNAC   | DARMAGNAC   | AYMARD      | COLBERT    | BAILLOD        | MAURIN        |  |
|  | LAMARTILLIÈRE    | DUVERNET, M.        | DEFLERS    | DORSENNE   | MANCUNE    | DAULTANNE   | QUESNEL     | SENARMONT  | ST CYR NUGUES  | DAURE         |  |
|  | CAULAINCOURT, L. | DROUOT              | D'ELBHECQ  | DUPERRE    | GILLY      | HABERT      | BRAYER      | SALM       | BEURMANN, J=F. | NOAILLES      |  |
|  | LERY             | FLAHAULT            | MULLER     | BARBANTANE | BARBOT     | ROGNIAT     | RUFFIN      | GRAINDORGE | GRESSOT        | SERCEY        |  |
|  | ST SULPICE       | LQUE DE LA FERRIERE | PERIGNON   | SAHUGUET   | DUBRETON   | DELORT      | ORDONNEAU   | FEREY      | SIMMER         | BONNAMY       |  |
|  | LEFÈVRE-DESNTE   | GUÉHÉNEUC           | DAGOBERT   | FREGEVILLE | THIEBAULT  | HAXO        | EEL REY     | JARDON     | CHRISTIANI     | LACROIX, P.   |  |
|  | DUROSNEL         | REISET              | VICTOR     | DUBOUQUET  | BRENIER    | LAMARQUE    | LAPISSE     | WERLE      | FLAMAND        | D'HÉNIN       |  |
|  | ORDENER          | PICQUET             | SOULT      | CANCLAUX   | LOISON     | VALEE       | LIGERBELAIR | BECHAUD    | MEYNADIER      | MACON         |  |
|  | TAVIEL           | CHATEAU             | DECRES     | TRAVOT     | MARANSIN   | SEVEROLI    | TAUPIN      | THOMIERES  | BOULARD        | RENAUDIN      |  |
|  | GUYOT, C.        | HARLET              | SUCHET     | DELABORDE  | FOY        | ABBE        | KLOPISKY    | LACOSTE    | WOLFF          | PRÉVAL        |  |
|  | LEBRUN           | MAUCOMBLE           | JUNOT      | MARBOT     | SEMELE     | SALIGNY     | BERTOLETTI  | HENRY      | GAUTHIER-CRC   | LHERMITTE     |  |
|  | CHASTEL          | BOUCHU              | DECAEN     | WILLOT     | GOBERT     | FRANCESCHI  | LALLEMAND   | BASTE      | RÉNÉ           | D'ALTON       |  |
|  | BAILLY DE MONTON | VALLETAUX           | LINOIS     | LAGRANGE   | MILHAUD    | DULONG      | PHILIPPON   | PEPIN      | SCHMITZ        | MONTMARIE, L. |  |
|  | DEPONTHON        | •                   | HUBER      | •          | PILLE      | •           | MIQUEL      | •          | •              | BIZANET       |  |

|  | ARMEES DES PYRENEES ORALES ・ DES PYRENEES OCALES ・ DE L'OUEST ・ DE RESERVE ・ DU CAMP DE BOULOGNE ・ GRANDE ARMEE |

## Elenco alfabetico

### A
- Jean Charles Abbatucci, generale di brigata (nato il 15 novembre 1771 a Zicavo – morto in battaglia il 2 dicembre 1796 a Huningue). Compare sulla 17ª colonna.
- Louis Jean Nicolas Abbé, generale di divisione (nato il 28 agosto 1764 a Trépail – morto il 9 aprile 1834 a Châlons-en-Champagne). Compare sulla 36ª colonna.
- Joseph Jean-Baptiste Albert, generale di divisione (nato il 28 agosto 1771 a Guillestre – morto il 7 settembre 1822 a Offenbach). Compare sulla 11ª colonna.
- Louis Alméras, generale di divisione (nato il 15 marzo 1768 a Vienne – morto il 7 gennaio 1826 a Bordeaux). Compare sulla 11ª colonna.
- Jean-Jacques Ambert, generale di divisione (nato il 30 settembre 1765 a Saint-Céré – morto il 20 novembre 1851 a Basse-Terre). Compare sulla 5ª colonna.
- François Pierre Joseph Amey, generale di divisione (nato il 2 ottobre 1768 a Sélestat – morto il 16 novembre 1850 a Strasburgo). Compare sulla 1ª colonna.
- Antoine François Andréossy, generale di divisione (nato il 6 marzo 1761 a Castelnaudary – morto il 10 settembre 1828 a Montauban). Compare sulla 24ª colonna.
- Jacques Bernard Joseph Modeste d'Anselme, generale di divisione (nato il 22 luglio 1740 a Apt – morto il 17 settembre 1814 a Parigi). Compare sulla 23ª colonna.
- Jean Toussaint Arrighi de Casanova, generale di divisione (nato l'8 marzo 1778 a Corte – morto il 22 marzo 1853 a Parigi). Compare sulla 21ª colonna.
- Claude-Charles Aubry de La Boucharderie, generale di brigata (nato il 25 ottobre 1773 a Bourg-en-Bresse – morto in battaglia il 6 novembre 1813 a Lipsia). Compare sulla 20ª colonna.
- Pierre François Charles Augereau, Maresciallo di Francia (nato il 21 ottobre 1757 a Parigi – morto il 12 giugno 1816 a La Houssaye-en-Brie). Compare sulla 23ª colonna.
- Antoine Aymard, generale (nato il 13 ottobre 1773 a Lézignan – morto il 20 aprile 1861 a Parigi). Compare sulla 37ª colonna.

### B

#### Ba
- Gilbert Désiré Joseph Bachelu, generale di divisione (nato il 9 febbraio 1777 a Dole – morto il 16 giugno 1849 a Parigi). Compare sulla 30ª colonna.
- Jean-Pierre Baillod, generale di brigata (nato il 20 agosto 1771 a Songieu – morto il 1º marzo 1853 a Valognes). Compare sulla 39ª colonna.
- François Gédéon Bailly de Monthyon, generale di divisione (nato il 27 gennaio 1776 a Saint-Denis de la Réunion – morto il 7 settembre 1850 a Parigi). Compare sulla 31ª colonna.
- Basile Guy Marie Victor Baltus de Pouilly, generale di brigata (nato il 2 gennaio 1766 a Metz – morto il 13 gennaio 1845 a Brie-Comte-Robert). Compare sulla 2ª colonna.
- Pierre Banel, generale di brigata (nato il 30 luglio 1766 a Lectoure – morto in battaglia il 13 aprile 1796 a Cosseria). Compare sulla 28ª colonna.
- Louis Baraguey d'Hilliers, generale di divisione (nato il 13 agosto 1764 a Parigi – morto il 6 gennaio 1813 a Berlino). Compare sulla 24ª colonna.
- Joseph Barbanègre, generale di brigata (nato il 22 agosto 1772 a Pontacq – morto il 7 novembre 1830 a Parigi. Compare sulla 19ª colonna.
- Hilarion Paul François Bienvenu Puget de Barbentane, generale in capo dell'armata dei Pirenei orientali nel 1793 (nato il 7 marzo 1754 a Parigi – morto il 27 marzo 1828 a Parigi). Compare sulla 34ª colonna.
- Marie Étienne de Barbot, generale (nato il 2 aprile 1770 a Tolosa – morto il 16 febbraio 1839 a Tolosa). Compare sulla 35ª colonna.
- Gabriel Barbou d'Escourières, generale di divisione (nato il 23 novembre 1761 a Abbeville – morto il 6 dicembre 1827 a Parigi). Compare sulla 6ª colonna.
- Martial Bardet, generale di divisione (nato il 22 maggio 1764 a Maison-Rouge Peyrillac – morto il 3 maggio 1837 a Maison-Rouge Peyrillac). Compare sulla 2ª colonna.
- Pierre Barrois, generale di divisione (nato il 30 ottobre 1774 a Ligny-en-Barrois – morto il 19 ottobre 1860 a Villiers-sur-Orge.
- Pierre Baste, contrammiraglio e generale di brigata (nato il 21 novembre 1768 a Bordeaux – morto in battaglia il 29 gennaio 1814 a Brienne). Compare sulla 38ª colonna.
- Louis Bastoul, generale di divisione (nato il 19 agosto 1753 a Montolieu – morto il 15 gennaio 1801 a Monaco in seguito a una ferita causata da un colpo di cannone durante la battaglia di Hohenlinden). Compare sulla 8ª colonna.
- Jean Baptiste Charles Baurot, generale di brigata (nato il 26 maggio 1774 a Thuret – morto il 10 febbraio 1847 a Saint-Germain-en-Laye). Compare sulla 29ª colonna.

#### Be
- Eugène de Beauharnais, viceré d'Italia e generale comandante in capo dell'armata d'Italia (nato il 3 settembre 1781 a Parigi – morto il 21 febbraio 1824 a Monaco). Compare sulla 24ª colonna.
- Louis Chrétien Carrière de Beaumont, generale di divisione (nato il 14 aprile 1771 a Brouchy – morto il 16 dicembre 1813 a Metz). Compare sulla 17ª colonna.
- Michel de Beaupuy, generale di divisione (nato il 14 luglio 1757 a Mussidan – morto in battaglia il 19 ottobre 1796 a Emmendingen). Compare sulla 18ª colonna.
- Nicolas Joseph Beaurepaire, tenente colonnello (nato il 7 gennaio 1740 a Coulommiers – morto in battaglia il 2 settembre 1792 a Verdun durante l'assedio). Compare sulla 8ª colonna.
- Jean-Pierre Béchaud, generale di brigata (nato il 17 febbraio 1770 a Belfort – morto in battaglia il 27 febbraio 1814 a Orthez). Compare sulla 38ª colonna.
- Nicolas Léonard Bagert Beker, generale di brigata (nato il 13 gennaio 1770 a Obernai – morto il 18 novembre 1840 a Aubiat). Compare sulla 26ª colonna.
- Antoine Alexandre Julienne (sull'arco è inciso Bellair), generale di brigata (nato il 3 giugno 1775 a Parigi – morto il 2 giugno 1838 a Saint-Mandé). Compare sulla 9ª colonna.
- Jacques Nicolas Bellavène o Bellavesne, generale di divisione (nato il 20 ottobre 1770 a Verdun – morto il 16 febbraio 1826 a Milly-la-Forêt). Compare sulla 17ª colonna.
- Augustin Daniel Belliard, generale di divisione (nato il 25 maggio 1769 a Fontenay-le-Comte – morto il 28 gennaio 1832 a Bruxelles). Compare sulla 24ª colonna.
- Sigismond-Frédéric de Berckheim, generale di divisione (nato il 9 agosto 1772 a Ribeauvillé – morto il 28 dicembre 1819 a Parigi). Compare sulla 12ª colonna.
- François Bergé, generale (nato il 11 marzo 1779 a Collioure – morto il 18 aprile 1832). Compare sulla 29ª colonna.
- Jean-Baptiste Jules Bernadotte, maresciallo di Francia, poi re di Svezia e di Norvegia (nato il 26 gennaio 1763 a Pau – morto l'8 marzo 1844 a Stoccolma). Compare sulla 3ª colonna.
- Jean-François Berruyer, generale in capo (nato il 6 gennaio 1738 a Lione – morto il 17 aprile 1804 a Parigi). Compare sulla 31ª colonna.
- Pierre Berthezène, generale di divisione (nato il 24 marzo 1775 a Vendargues – morto il 9 ottobre 1847 a Vendargues). Compare sulla 27ª colonna.
- Louis Alexandre Berthier, maresciallo e capo dello stato maggiore di Napoleone (nato il 20 novembre 1753 a Versailles – morto il 1º giugno 1815 a Bamberg). Compare sulla 23ª colonna.
- Antonio Bertoletti, generale di brigata (nato a Milano il 28 agosto 1775 – morto a Vienna il 6 marzo 1846). Compare sulla 37ª colonna.
- Henri Gatien Bertrand, generale di divisione (nato il 22 marzo 1773 a Châteauroux – morto il 31 gennaio 1844 a Châteauroux). Compare sulla 14ª colonna.
- Jean Baptiste Bessières, maresciallo (nato il 6 agosto 1768 a Prayssac – morto in battaglia il 1º maggio 1813 a Rippach). Fu a capo della cavalleria della Guardia imperiale prima di passare al comando di tutta la cavalleria napoleonica. Compare sulla 13ª colonna.
- Bertrand Bessières, generale (nato il 6 gennaio 1773 a Prayssac – morto il 15 novembre 1854 a Chantilly). Compare sulla 29ª colonna.
- Jean Ernest Beurmann, generale di brigata (nato il 25 ottobre 1775 a Strasburgo – morto il 10 ottobre 1850 a Tolone). Compare sulla 39ª colonna.
- Frédéric Auguste Beurmann, generale di brigata (nato il 22 settembre 1777 a Nancy – morto il 13 aprile 1815 a Metz). Compare sulla 39ª colonna.
- Pierre Riel de Beurnonville, maresciallo (nato il 10 maggio 1752 a Champignol-lez-Mondeville – morto il 23 aprile 1821 a Parigi). Compare sulla 3ª colonna.
- Martial Beyrand, (sull'arco è inciso BAYRAND) generale di brigata (nato il 9 settembre 1768 a Limoges – morto in battaglia il 3 agosto 1796 a Castiglione delle Stiviere). Compare sulla 28ª colonna.

#### Bi - Bl
- Auguste Julien Bigarré, generale di brigata (nato il 1º gennaio 1775 a Palais – morto il 14 maggio 1838 a Rennes). Compare sulla 30ª colonna.
- Louis François Binot, generale di brigata (nato il 7 aprile 1771 a Parigi – morto in battaglia l'8 febbraio 1807 a Eylau). Compare sulla 10ª colonna.
- Armand Louis de Gontaut-Biron, generale in capo (nato il 13 aprile 1747 a Parigi – morto il 31 dicembre 1793 a Parigi). Compare sulla 23ª colonna.
- Baptiste Pierre François Jean Gaspard Bisson, generale di divisione (nato il 16 febbraio 1767 a Montpellier – morto il 26 luglio 1811 nel Palazzo del Bosco della Fontana a Marmirolo). Compare sulla 16ª colonna.
- Guilin Laurent Bizanet, generale (nato il 10 agosto 1755 a Grenoble – morto il 18 aprile 1836 a Grenoble. Compare sulla 40ª colonna.
- Claude Basile Gaspard Blancheville, colonnello (nato il 2 luglio 1766 a Jonvelle, ucciso dai guerrilleri spagnoli il 2 marzo 1810 tra El Ronquillo e Santa Olalla). Compare sulla 28ª colonna.
- Ange François Alexandre Blein, generale (nato il 26 novembre 1767 a Bourg-lès-Valence, morto il 2 luglio 1845 a Parigi). Compare sulla 9ª colonna.

#### Bo
- Marie Anne François Barbuat de Maison-Rouge de Boigérard o Boisgérard, generale di brigata (nato il 18 luglio 1767 a Tonnerre – morto in battaglia il 9 febbraio 1799 a Capua). Compare sulla 28ª colonna.
- Louis André Bon, generale di divisione (nato il 25 ottobre 1758 a Romans – morto il 19 maggio 1799 sotto le mura di San Giovanni d'Acri durante l'assedio). Compare sulla 25ª colonna.
- Girolamo Bonaparte, fratello di Napoleone Bonaparte, maresciallo di Francia, re di Vestfalia (nato il 15 novembre 1784 a Ajaccio – morto il 24 giugno 1860 a Vilgénis, oggi Massy). Compare sulla 5ª colonna.
- Luigi Bonaparte, fratello di Napoleone Bonaparte, generale di divisione, re d'Olanda (nato il 4 settembre 1778 a Ajaccio – morto il 25 luglio 1846 a Livorno). Compare sulla 25ª colonna.
- Jean Pierre François Bonet, generale di divisione (nato l'8 agosto 1768 a Alençon – morto il 23 novembre 1857 a Alençon). Compare sulla 15ª colonna.
- Jean-Gérard Bonnaire, generale di brigata (nato il 11 dicembre 1769 a Prouvais – morto il 16 novembre 1816 a Parigi). Compare sulla 2ª colonna.
- Charles Auguste Jean Baptiste Louis Joseph Bonamy, detto de Bellefontaine, generale di brigata (nato il 18 agosto 1764 a La Meilleraie-Tillay – morto il 7 agosto 1830 a La Flocellière). Compare sulla 40ª colonna.
- Ennemond Bonnard, generale di divisione (nato il 3 ottobre 1756 a Saint-Symphorien-d'Ozon – morto il 15 gennaio 1819 a Tours). Compare sulla 5ª colonna.
- Jacques Philippe Bonnaud o Bonneau, generale di divisione (nato l'11 settembre 1757 a Bras – morto il 30 marzo 1797 a Bonn). Compare sulla 6ª colonna.
- Pierre Bonnemains, generale di brigata (nato il 13 settembre 1773 a Tréauville – morto il 9 novembre 1850 a Le Mesnil-Garnier). Compare sulla 22ª colonna.
- Étienne Tardif de Pommeroux de Bordesoulle, generale di divisione (nato il 4 aprile 1771 a Luzeret – morto il 3 ottobre 1837 a Fontaine-Chaalis). Compare sulla 1ª colonna.
- Charles Luc Paulin Clément Borrelli, generale di brigata (nato il 20 dicembre 1771 a Villefort – morto il 25 dicembre 1849 a Parigi). Compare sulla 29ª colonna.
- François Louis Bouchu, generale (nato il 13 novembre 1771 a Is-sur-Tille – morto il 31 ottobre 1839 a Antony). Compare sulla 32ª colonna.
- Jean Boudet, generale di divisione (nato il 9 febbraio 1769 a Bordeaux – morto il 14 settembre 1809 a České Budějovice, attualmente nella Repubblica Ceca). Compare sulla 16ª colonna.
- Jean-François Boulard, generale di brigata (nato il 31 marzo 1776 a Reims – morto il 20 ottobre 1842 a Besançon). Compare sulla 39ª colonna.
- François Antoine Louis Bourcier, generale di divisione (nato il 21 febbraio 1760 a La Petite-Pierre – morto l'8 maggio 1828 à Pont-à-Mousson). Compare sulla 14ª colonna
- Jean Raymond Charles Bourke, generale di divisione (nato il 12 agosto 1772 a Lorient – morto il 29 agosto 1847 a Lorient). Compare sulla 20ª colonna.
- Josepf Bouvier des Eclaz, generale di brigata (nato il 3 dicembre 1757 a Belley – morto il 13 gennaio 1830 a Belley. Compare sulla 9ª colonna.
- Louis Léger Boyeldieu, generale di divisione (nato il 13 agosto 1774 a Monsures – morto il 17 agosto 1815 a Monsures. Compare sulla 12ª colonna.
- Jean Baptiste Nicolas Henry Boyer, generale di brigata (nato il 9 luglio 1775 a Belfort – morto il 30 ottobre 1813 a Lipsia). Compare sulla 12ª colonna.
- Pierre François Joseph Boyer, generale di divisione (nato il 7 settembre 1772 a Belfort – morto il 11 luglio 1851 a Lardy). Compare sulla 7ª colonna.

#### Br - Bu
- Michel Sylvestre Brayer, generale di divisione (nato il 31 dicembre 1769 a Douai – morto il 28 novembre 1840 a Parigi. Compare sulla 37ª colonna.
- Antoine François Brenier-Montmorand, generale di divisione (nato il 12 novembre 1767 a Saint-Marcellin – morto l'8 ottobre 1832 a Saint-Marcellin). Compare sulla 35ª colonna.
- André Louis Élisabeth Marie Briche, generale di divisione (nato il 12 agosto 1772 a Neuilly-sous-Clermont – morto il 21 maggio 1825 a Marsiglia). Compare sulla 30ª colonna.
- André François Bron de Bailly, generale di brigata (nato il 30 novembre 1757 a Vienne – morto il 18 maggio 1847 a Parigi). Compare sulla 30ª colonna.
- Jean-Baptiste Broussier, generale di divisione (nato il 10 maggio 1766 a Ville-sur-Saulx – morto il 13 dicembre 1814 a Bar-le-Duc). Compare sulla 7ª colonna.
- François-Paul Brueys D'Aigalliers, viceammiraglio (nato l'11 febbraio 1753 a Uzès – morto il 1º agosto 1798 durante la battaglia della Baia d'Aboukir ). Compare sulla 23ª colonna.
- Étienne Eustache Bruix, viceammiraglio (nato il 17 luglio 1759 a Fort-Dauphin oggi Fort-Liberté ad Haiti – morto il 18 marzo 1805 a Parigi). Compare sulla 13ª colonna.
- Jean Antoine Brun, generale di brigata (nato il 15 aprile 1761 a Quaix-en-Chartreuse – morto il 4 settembre 1826 a Grenoble). Compare sulla 20ª colonna.
- Guillaume Marie-Anne Brune, maresciallo (nato il 13 maggio 1763 a Brive-la-Gaillarde – morto il 2 agosto 1815 a Avignone). Compare sulla 23ª colonna.
- Gaspard Jean-Baptiste Brunet, generale di divisione (nato il 14 giugno 1734 a Valensole – morto il 15 novembre 1793 a Parigi). Compare sulla 23ª colonna.
- Jean-Pierre-Joseph Bruguière, detto Bruyère(s), generale di divisione (nato il 22 giugno 1772 a Sommières – morto il 5 giugno 1813 a Görlitz in seguito alle ferite riportate nella battaglia di Reichenbach, oggi Dzierżoniów). Compare sulla 16ª colonna.
- Pierre Auguste François de Burcy, generale di brigata (nato il 7 dicembre 1748 a Caen – morto in battaglia il 26 novembre 1793 a Gundershoffen). Compare sulla 10ª colonna.
- André Burthe, generale di brigata (nato l'8 dicembre 1772 a Metz – morto il 2 aprile 1830 a Parigi). Compare sulla 9ª colonna.

### C

#### Ca - Ce
- Jean-Baptiste Cacault, generale di brigata (nato il 6 gennaio 1769 a Surgères – morto il 30 settembre 1813 a Torgau in seguito all'amputazione di un braccio dovuta ad una ferita ricevuta nella battaglia di Dennewitz). Compare sulla 27ª colonna.
- Louis-Marie-Joseph Maximilian Caffarelli du Falga, generale di brigata (nato il 13 febbraio 1756 nel Castello di Falga – morto il 27 aprile 1799 a San Giovanni d'Acri durante l'assedio). Compare sulla 27ª colonna.
- Marie-François Auguste de Caffarelli du Falga, generale di divisione (nato il 7 ottobre 1766 nel Castello di Falga – morto il 23 gennaio 1849 a Leschelle). Compare sulla 21ª colonna.
- Pierre Jacques Étienne Cambronne, generale di divisione (nato il 26 dicembre 1770 a Saint-Sébastien-sur-Loire – morto il 29 gennaio 1842 a Nantes). Compare sulla 8ª colonna.
- François Frédéric Campana, generale di brigata, (nato il 5 febbraio 1771 a Torino – morto in battaglia il 16 febbraio 1807 a Ostrołęka. Compare sulla 18ª colonna.
- Toussaint Campi, generale di divisione (nato il 31 ottobre 1777 a Ajaccio – morto il 12 ottobre 1832 a Lione). Compare sulla 19ª colonna.
- Jacques David Martin Campredon, generale di divisione (nato il 13 gennaio 1761 a Montpellier – morto il 11 aprile 1837 a Montpellier). Compare sulla 27ª colonna.
- Jean Baptiste Camille Canclaux, generale di divisione (nato il 2 agosto 1740 a Parigi – morto il 27 dicembre 1817 a Parigi). Compare sulla 34ª colonna.
- Lazare Carnot, organizzatore delle operazioni militari del Comitato di salute pubblica e generale di divisione (nato il 13 maggio 1753 a Nolay – morto il 22 agosto 1823 a Magdeburgo). Compare sulla 4ª colonna.
- Claude Carra Saint-Cyr, generale di divisione (nato il 28 luglio 1760 a Lione – morto il 5 gennaio 1834 a Vailly-sur-Aisne). Compare sulla 17ª colonna.
- Louis Victorin Cassagne, generale di divisione (nato il 5 giugno 1774 a Alan – morto il 6 luglio 1841 a Tolosa). Compare sulla 27ª colonna.
- Bertrand Pierre Castex, generale di divisione (nato il 29 giugno 1771 a Pavia – morto il 19 aprile 1842 a Strasburgo). Compare sulla 40ª colonna.
- Auguste Jean-Gabriel de Caulaincourt, generale di divisione (nato il 16 settembre 1777 a Caulaincourt  – morto in battaglia il 7 settembre 1812 a Borodino nella battaglia della Moskova). Compare sulla 18ª colonna.
- Armand Augustin Louis de Caulaincourt, generale di divisione (nato il 9 dicembre 1773 a Caulaincourt – morto il 19 febbraio 1827 a Parigi). Compare sulla 31ª colonna.
- Jean-Jacques Causse, generale di brigata (nato il 29 agosto 1751 a Caux – morto in battaglia il 15 aprile 1796 a Dego). Compare sulla 30ª colonna.
- Jacques Marie Cavaignac, generale di divisione (nato il 11 febbraio 1773 a Gourdon – morto il 23 gennaio 1855 a Parigi). Compare sulla 29ª colonna.
- Jean-Baptiste Cervoni, generale di divisione (nato il 19 agosto 1765 a Soveria – morto in battaglia il 22 aprile 1809 a Eckmühl). Compare sulla 17ª colonna.

#### Ch
- Théodore Chabert, generale (nato il 16 marzo 1758 a Villefranche-sur-Saône – morto il 27 aprile 1845 a Grenoble). Compare sulla 26ª colonna.
- Joseph Chabran, generale di divisione (nato il 21 giugno 1763 a Cavaillon – morto il 5 febbraio 1843 a Avignone). Compare sulla 27ª colonna.
- Laurent Augustin Pelletier de Chambure, colonnello e comandante di una compagnia franca che si illustrò nella difesa di Danzica (nato il 30 marzo 1789 a Vitteaux – morto il 11 luglio 1832 a Parigi). Compare sulla 18ª colonna.
- Vital Joachim Chamorin, generale di brigata (nato il 16 agosto 1773 a Bonnelles – morto in battaglia il 25 marzo 1811 a Campo Maior). Compare sulla 23ª colonna.
- Pierre Clément de Champeaux, generale di brigata (nato il 24 maggio 1767 a Courbons (Digne-les-Bains) – morto in battaglia il 14 giugno 1800 a Marengo). Compare sulla 28ª colonna.
- Jean Étienne Vachier detto Championnet, generale di divisione (nato il 13 aprile 1762 a Valence – morto il 9 gennaio 1800 a Antibes). Compare sulla 3ª colonna.
- Félix Marie Pierre Chesnon de Champmorin, generale di divisione, a riposo a partire dal 1800 nella regione di Chinon (nato il 1º dicembre 1736 a Chinon – morto verso il 1808 probabilmente a Azay-le-Rideau). Compare sulla 7ª colonna.
- Louis Charbonnier (ortografia dubbia), generale di divisione (nato il 9 ottobre 1754 a Clamecy – morto il 2 giugno 1833 a Clamecy). Compare sulla 4ª colonna.
- Joseph Claude Marie Charbonnel, generale di divisione (nato il 24 marzo 1775 a Digione – morto il 10 marzo 1846 a Parigi). Compare sulla 32ª colonna.
- Henri François Marie Charpentier, generale di divisione (nato il 23 giugno 1769 a Soissons – morto il 14 ottobre 1831 a Oigny-en-Valois). Compare sulla 26ª colonna.
- Charles François Charton, generale di brigata (nato il 16 novembre 1765 a Boucq – morto in battaglia il 12 settembre 1796 a Castellaro). Compare sulla 28ª colonna.
- François Charles Louis de Chasseloup-Laubat, generale di divisione (nato il 18 agosto 1754 a Saint-Sornin – morto il 6 ottobre 1833 a Parigi). Compare sulla 24ª colonna.
- Louis Pierre Aimé Chastel, generale di divisione (nato il 29 aprile 1774 a Veigy-Foncenex – morto il 18 ottobre 1826 a Ginevra). Compare sulla 31ª colonna.
- Louis Huguet-Chataux, generale di brigata (nato il 5 marzo 1779 a Santo Domingo – morto l'8 maggio 1814 a Parigi per le ferite ricevute a Montereau). Compare sulla 32ª colonna.
- Jean Pierre François de Chazot, generale (nato l'11 febbraio 1739 a Fleury-sur-Orne – morto il 19 ottobre 1797 a Mutrécy). Compare sulla 4ª colonna.
- Jean Chemineau, generale di divisione (nato il 26 aprile 1771 a Angoulême – morto il 12 giugno 1852 a Poitiers). Compare sulla 11ª colonna.
- Louis Nicolas Hyacinthe Chérin, generale di divisione e genealogista (nato il 21 ottobre 1762 a Parigi – morto l'8 giugno 1799 a Aarau prima della prima battaglia di Zurigo). Compare sulla 15ª colonna.
- Louis-Claude Chouard, generale di brigata (nato il 15 agosto 1771 a Strasburgo – morto il 15 maggio 1843 a Nancy). Compare sulla 12ª colonna.
- Joseph Christiani, generale di brigata (nato il 27 febbraio 1772 a Strasburgo – morto il 6 aprile 1840 a Montargis). Compare sulla 39ª colonna.

#### Cl - Cu
- Michel Marie Claparède, generale di divisione (nato il 28 agosto 1770 a Gignac – morto il 23 ottobre 1842 a Montpellier). Compare sulla 16ª colonna.
- Henri-Jacques-Guillaume Clarke, duca di Feltre, maresciallo di Francia, ministro della guerra (nato il 17 ottobre 1765 a Landrecies – morto il 28 ottobre 1818 a Neuviller-la-Roche). Compare sulla 11ª colonna.
- Bertrand Clauzel, maresciallo di Francia (nato il 12 settembre 1772 a Mirepoix – morto il 21 aprile 1842 a Cintegabelle). Compare sulla 34ª colonna.
- François Marie Clément de la Roncière, generale di divisione (nato il 2 febbraio 1773 a Amiens – morto il 18 luglio 1854 a Incarville. Compare sulla 11ª colonna.
- Louis Jacques Coëhorn, generale di brigata (nato il 16 gennaio 1771 a Strasburgo – morto il 29 ottobre 1813 a Strasburgo in seguito all'amputazione della gamba dopo la battaglia di Lipsia). Compare sulla 20ª colonna.
- Claude Sylvestre Colaud, generale di divisione (nato il 11 dicembre 1754 a Briançon – morto il 4 dicembre 1819 a Parigi). Compare sulla 5ª colonna.
- Auguste François Marie Colbert de Chabanais (nato il 18 dicembre 1777 a Parigi – morto in battaglia il 3 gennaio 1809 a Cacabelos). Compare sulla 38ª colonna.
- Pierre David Colbert-Chabanais detto Édouard, generale di divisione (nato il 18 ottobre 1774 a Parigi – morto il 28 dicembre 1853 a Parigi. Compare sulla 40ª colonna.
- Luigi Leonardo Colli, generale di divisione (nato il 23 marzo 1760 a Alessandria – morto il 31 marzo 1809 a Alessandria). Compare sulla 26ª colonna.
- Jean Dominique Compans, generale di divisione (nato il 26 giugno 1769 a Salies-du-Salat – morto il 10 novembre 1845 a Blagnac. Compare sulla 15ª colonna.
- Claude Antoine Compère, generale di brigata (nato il 21 maggio 1774 a Châlons-en-Champagne – morto il 7 settembre 1812 a Borodino nella battaglia della Moskova). Compare sulla 38ª colonna.
- Nicolas-François Conroux, generale di divisione (nato il 17 febbraio 1770 a Douai – morto l'11 ottobre 1813 a Saint-Esprit-lès-Bayonne (Bayonne) in seguito ad una ferita ricevuta in battaglia a Ascain). Compare sulla 16ª colonna.
- Claude Louis Constant Esprit Juvénal Corbineau, generale di brigata (nato il 7 marzo 1722 a Laval – morto in battaglia l'8 febbraio 1807 a Eylau). Compare sulla 16ª colonna.
- Jean-Baptiste Juvénal Corbineau, generale di divisione (nato il 1º agosto 1776 a Marchiennes – morto il 17 dicembre 1848 a Parigi. Compare sulla 32ª colonna.
- Julien Marie Cosmao-Kerjulien, contrammiraglio (nato il 27 novembre 1761 a Châteaulin – morto il 17 febbraio 1825 a Brest). Compare sulla 10ª colonna.
- Jean Nicolas Curély, generale di brigata (nato il 26 maggio 1774 a Avillers-Sainte-Croix – morto il 19 novembre 1827 a Jaulny). Compare sulla 9ª colonna.
- Philibert Jean-Baptiste François Curial, generale di divisione (nato il 21 aprile 1774 a Saint-Pierre-d'Albigny – morto il 30 maggio 1829 a Parigi). Compare sulla 17ª colonna.
- Adamo Filippo de Custine, generale in capo, prese Magonza il 21 novembre 1792 (nato il 4 febbraio 1740 a Metz – morto il 28 agosto 1793 a Parigi). Compare sulla 3ª colonna.

### D

#### Dab - Dan
- Augustin Gabriel d'Aboville, generale di brigata (nato il 20 marzo 1773 a La Fère – morto il 15 agosto 1820 a Parigi) Compare sulla 4ª colonna.
- Luc Siméon Auguste Dagobert detto de Fontenille, generale di divisione (nato l'8 marzo 1736 a La Chapelle-en-Juger – morto il 18 aprile 1794 a Puycerda). Compare sulla 33ª colonna.
- Nicolas Dahlmann, generale di brigata (nato il 7 dicembre 1769 a Thionville – morto in battaglia l'8 febbraio 1807 a Eylau). Compare sulla 20ª colonna.
- Jean Baptiste Dalesme, generale (nato il 20 giugno 1763 a Limoges – morto il 13 aprile 1832 a Parigi). Compare sulla 10ª colonna.
- Claude Dallemagne o d'Allemagne, generale di divisione (nato l'8 novembre 1754 a Peyrieu – morto il 24 giugno 1813 a Nemours). Compare sulla 26ª colonna.
- Alexandre Dalton, generale conte d'Alton (nato il 20 aprile 1776 a Brive-la-Gaillarde – morto il 20 marzo 1859 a Versailles). Compare sulla 40ª colonna.
- François Auguste Damas, generale di brigata (nato il 2 ottobre a Parigi – morto il 7 settembre 1812 a Borodino nella battaglia della Moskova). Compare sulla 2ª colonna.
- François-Étienne de Damas, generale di divisione (nato il 22 giugno 1764 a Parigi – morto il 23 dicembre 1828 a Parigi). Compare sulla 26ª colonna.
- Auguste Marie Henri Picot de Dampierre, generale (nato il 19 agosto 1756 a Parigi – morto in battaglia il 9 maggio 1793 a Valenciennes). Compare sulla 3ª colonna.
- Charles Nicolas d'Anthouard de Vraincourt, generale di divisione (nato il 7 aprile 1773 a Verdun – morto il 14 marzo 1852 a Parigi). Compare sulla 21ª colonna.

#### Dar - Dav
- Jean Barthélemy Claude Toussaint Darmagnac, generale di divisione (nato il 1º novembre 1776 a Tolosa – morto il 12 dicembre 1855 a Bordeaux). Compare sulla 36ª colonna.
- Jacques Darnaud, generale (nato l'8 gennaio 1758 a Bricy – morto il 3 marzo 1830 a Parigi). Compare sulla 8ª colonna.
- Augustin Darricau, generale di divisione (nato il 5 luglio 1773 a Tartas – morto il 6 maggio 1819 a Dax). Compare sulla 27ª colonna.
- Jean-Lucq Darriule o d'Arriule, generale (nato il 16 novembre 1774 a Arudy – morto il 5 settembre 1850 a Bernes-sur-Oise). Compare sulla 9ª colonna.
- Pierre Antoine Noël Bruno Daru, intendente generale della Grande Armata (nato il 12 gennaio 1767 a Montpellier – morto il 5 settembre 1829 nel Castellod di Bècheville nei pressi di Meulan-en-Yvelines). Compare sulla 20ª colonna.
- Joseph Augustin Fournier de Loysonville d'Aultane detto Daultanne, generale di divisione (nato il 18 agosto 1759 a Valréas – morto il 7 gennaio 1828 a Valréas). Compare sulla 36ª colonna.
- Yrieix Pierre Daumesnil, generale (nato il 27 luglio 1776 a Périgueux – morto il 17 agosto 1832 a Vincennes). Compare sulla 8ª colonna.
- Jean Pierre Paulin Hector Daure, intendant generale (nato il 7 novembre 1774 a Courbevoie – morto l'8 gennaio 1846 a Parigi). Compare sulla 40ª colonna.
- Jean-Antoine David, generale di brigata (nato il 9 novembre 1767 a Arbois – morto il 14 settembre 1799 a Alkmaar in seguito alle ferite ricevute in battaglia). Compare sulla 7ª colonna.
- Louis Nicolas Davout o d'Avout o Davoust, maresciallo, vincitore dei prussiani nella Battaglia di Auerstädt nel 1806 (nato il 10 maggio 1770 a Annoux – morto il 1º giugno 1823 a Parigi). Compare sulla 13ª colonna.
- François Charles Jean Pierre Marie d'Avranges d'Haugeranville detto Davrange, generale di brigata (nato il 6 ottobre 1782 a Versailles – morto il 27 agosto 1817 a Parigi). Compare sulla 9ª colonna.

#### Deb - Dej
- Jean-François Joseph Debelle, generale di divisione (nato il 22 maggio 1767 a Voreppe – morto il 15 giugno 1802 a Saint Raphael sull'Isola di Santo Domingo). Compare sulla 6ª colonna.
- Jean Louis Debilly, generale di brigata (nato il 30 luglio 1763 a Dreux – morto in battaglia il 14 ottobre 1806 a Auerstädt). Compare sulla 18ª colonna.
- Charles Mathieu Isidore Decaen, generale di divisione (nato il 13 aprile 1769 a Caen – morto il 9 settembre 1832 a Deuil-la-Barre). Compare sulla 33ª colonna.
- Pierre Decouz, generale di divisione (nato il 18 luglio 1775 a Annecy – morto il 18 febbraio 1814 a Parigi in seguito alle ferite riportate nella battaglia di Brienne-le-Château). Compare sulla 17ª colonna.
- Denis Decrès, viceammiraglio (nato il 17 giugno 1761 a Chaumont – morto il 7 dicembre 1820 a Parigi). Compare sulla 33ª colonna.
- François Louis Dedon-Duclos, generale (nato il 21 ottobre 1762 a Toul – morto il 19 gennaio 1830 a Vanves). Compare sulla 12ª colonna.
- Louis Charles de La Motte-Ango de Flers o Deflers, generale di divisione (nato il 12 giugno 1754 a Parigi – morto il 22 luglio 1794 a Parigi). Compare sulla 33ª colonna.
- Jean-Marie-Antoine Defrance, generale di divisione (nato il 21 settembre 1771 a Wassy – morto il 6 luglio 1855 a Épinay-sur-Seine). Compare sulla 11ª colonna.
- Jean François Aimé Dejean, generale di divisione (nato il 6 ottobre 1749 a Castelnaudary – morto il 12 maggio 1824 a Parigi). Compare sulla 5ª colonna.
- Jean Antoine Dejean, generale di brigata (nato il 25 novembre 1765 a Chalabre – morto il 6 novembre 1848 a Brunoy). Compare sulla 30ª colonna.

#### Del
- Amable Henry Delaage, generale (nato il 19 febbraio 1745 a Saint-Savin – morto il 30 settembre 1797 a Oost-Cappel). Compare sulla 6ª colonna.
- Henri-François Delaborde, generale di divisione (nato il 21 dicembre 1764 a Digione – morto il 3 febbraio 1833 a Parigi). Compare sulla 34ª colonna.
- Adélaïde Blaise François le Lièvre de la Grange, generale di divisione (nato il 21 dicembre 1766 a Parigi – morto il 2 luglio 1833 a Parigi). Compare sulla 11ª colonna.
- Armand Charles Louis Le Lièvre de La Grange, generale di brigata (nato il 21 marzo 1783 a Parigi – morto il 2 agosto 1864 a Parigi). Compare sulla 12ª colonna.
- Antoine Charles Bernard Delaitre, generale (nato il 13 gennaio 1776 a Parigi – morto il 2 luglio 1838 a Parigi). Compare sulla 29ª colonna.
- Auguste Étienne Marie Gourlez de Lamotte, generale (nato il 5 aprile 1772 a Parigi – morto l'8 maggio 1836 a Parigi). Compare sulla 22ª colonna.
- Pierre Joseph du Chambge d'Elbhecq, generale (nato il 2 gennaio 1733 a Lilla – morto le 1er septembre 1793 a Saint-Jean-de-Luz). Compare sulla 33ª colonna.
- Victor Joseph Delcambre, generale di brigata (nato il 10 marzo 1770 a Douai – morto il 23 ottobre 1858 a Parigi). Compare sulla 9ª colonna.
- François-Joseph Augustin Delegorgue, generale di brigata (nato il 27 novembre 1757 a Arras – morto il 17 giugno 1806 nei pressi di Ragusa decapitato durante un'imboscata dei resistenti montenegrini). Compare sulla 27ª colonna.
- Antoine Guillaume Mauraillac d'Elmas de la Coste detto Delmas, generale di divisione (nato il 3 gennaio 1766 a Argentat – morto il 30 ottobre 1813 a Lipsia in seguito alle ferite ricevute in battaglia). Compare sulla 16ª colonna.
- Jacques Antoine Adrien Delort, generale di divisione (nato il 16 novembre 1773 a Arbois – morto il 28 marzo 1846 a Arbois). Compare sulla 36ª colonna.
- Alexis Joseph Delzons, generale di divisione (nato il 26 marzo 1775 a Aurillac – morto in battaglia il 24 ottobre 1812 a Maloïaroslavets). Compare sulla 16ª colonna.

#### Dem - Der
- Jean Dembarrère, generale di divisione (nato il 3 luglio 1747 a Tarbes – morto il 3 marzo 1828 a Lourdes). Compare sulla 1ª colonna.
- Joseph Laurent Demont, generale di divisione (nato il 29 settembre 1747 a Sartrouville – morto il 5 maggio 1826 a Parigi). Compare sulla 17ª colonna.
- Antoine Denniée, intendente generale (nato il 17 gennaio 1754 a Versailles – morto il 19 aprile 1829 a Parigi). Compare sulla 25ª colonna.
- Charles François Deponthon, generale (nato il 26 agosto 1777 a Éclaron – morto il 25 agosto 1849 a Éclaron). Compare sulla 31ª colonna.
- Albert-François Deriot, generale di divisione (nato il 17 gennaio 1766 a Clairvaux-les-Lacs – morto il 30 gennaio 1836 a Parigi). Compare sulla 21ª colonna.
- Pierre César Dery, generale di brigata (nato il 2 febbraio 1768 a Saint-Pierre-de-la-Martinique – morto in battaglia il 18 ottobre 1812 a Tarutino). Compare sulla 12ª colonna.

#### Des
- Jean Charles Desailly, generale di brigata (nato il 27 dicembre 1768 a Oisy-le-Verger – morto il 22 maggio 1830 a Montreuil-sur-Mer). Compare sulla 39ª colonna.
- Joseph César Michault de Saint Mars, colonel (nato il 18 novembre 1778 a Avesnes – morto il 21 settembre 1853 a Lavault-Sainte-Anne). Compare sulla 3ª colonna.
- Louis Charles Antoine Desaix, generale di divisione (nato il 17 agosto 1768 nel Castello d'Ayat a Saint-Hilaire d'Ayat – morto in battaglia il 14 giugno 1800 a Marengo. Compare sulla 23ª colonna.
- Nicolas Joseph Desenfans, generale di brigata (nato il 4 agosto 1765 a Saint-Remy-Chaussée – morto l'8 gennaio 1808 a Magonza). Compare sulla 6ª colonna.
- Edme Etienne Borne Desfourneaux, generale di divisione (nato il 22 aprile 1767 a Vézelay – morto il 20 febbraio 1849 a Parigi). Compare sulla 31ª colonna.
- René-Nicolas Dufriche Desgenettes, medico-capo della Grande Armata (nato il 23 maggio 1762 a Alençon – morto il 3 febbraio 1837 a Parigi). Compare sulla 29ª colonna.
- Jacques Jardin detto Desjardins o Desjardin, generale di divisione (nato il 18 febbraio 1759 a Angers – morto il 11 febbraio 1807 a Landsberg, oggi Górowo Iławeckie, in seguito alle ferite riportate nella battaglia di Eylau). Compare sulla 16ª colonna.
- Paul Desnoyers capo di brigata del 2º reggimento di fanteria leggera – (battezzato il 13 febbraio 1768 a Belleville – morto in battaglia il 1º novembre 1799 nel villaggio di Lesbeh presso Damietta in Egitto). Compare sulla 28ª colonna.
- Jean Louis Brigitte Espagne, generale di divisione (nato il 16 febbraio 1769 a Auch – morto il 21 maggio 1809 a Löbau in seguito alle ferite ricevute nella battaglia di Aspern-Essling). Compare sulla 16ª colonna.
- Joseph Marie Dessaix, generale di divisione (nato il 24 settembre 1764 a Thonon-les-Bains – morto il 26 ottobre 1834 a Marclaz oggi (Thonon-les-Bains)). Compare sulla 1ª colonna.
- Jean Joseph Paul Augustin Dessolle, generale di divisione (nato il 3 luglio 1767 a Auch – morto il 2 ottobre 1828 a Saulx-les-Chartreux). Compare sulla 15ª colonna.
- Jacques Zacharie Destaing, generale di divisione (nato il 6 novembre 1764 a Aurillac – morto il 5 maggio 1802 a Parigi). Compare sulla 25ª colonna.
- Jean Jacques Desvaux de Saint-Maurice, generale di divisione (nato il 26 giugno 1775 a Parigi – morto in battaglia il 18 giugno 1815 a Waterloo). Compare sulla 10ª colonna.

#### Dh - Dr
- Jean Joseph Ange d'Hautpoul, generale di divisione (nato il 13 maggio 1754 a Cahuzac-sur-Vère – morto il 13 febbraio 1807 a Vornen (oggi sołectwo di Woryny nel comune rurale di Górowo Iławeckie) in seguito alle ferite riportate nella battaglia di Eylau). Compare sulla 16ª colonna.
- François Nivard Charles Joseph d'Hénin, generale (nato il 21 agosto 1771 a Lilla – morto il 21 novembre 1847 a Parigi). Compare sulla 40ª colonna.
- Alexandre Elisabeth Michel Digeon, generale di divisione (nato il 26 giugno 1771 a Parigi – morto il 2 agosto 1826 nel villaggio di Ronqueux (annesso nel 1834 a Bullion)). Compare sulla 22ª colonna.
- Arthur de Dillon, generale di divisione, accusato ingiustamente di tradimento fu ghigliottinato (nato il 3 settembre 1750 in Irlanda[2] – morto il 14 aprile 1794 a Parigi). Compare sulla 4ª colonna.
- Guillaume Dode de la Brunerie, maresciallo di Francia (nato il 30 aprile 1775 a Saint-Geoire-en-Valdaine – morto il 1º marzo 1851 a Parigi). Compare sulla 22ª colonna.
- Jan Henryk Dąbrowski, detto Dombrowski (nato il 29 agosto 1755 nel sołectwo di Pierzchów nel comune rurale di Gdów e morto il 6 luglio 1818 nel sołectwo di Winna Góra nel comune rurale di Środa Wielkopolska). Compare sulla 25ª colonna.
- Jean Baptiste Dommanget, generale di brigata (nato il 17 ottobre 1769 a Possesse – morto il 10 febbraio 1848 a Parigi). Compare sulla 2ª colonna.
- Elzéard Auguste Cousin de Dommartin, generale di divisione a titolo provvisorio (nato il 26 maggio 1768 a Dommartin-le-Franc – morto il 9 agosto 1799 a Rosetta). Compare sulla 25ª colonna.
- Jean Siméon Domon, generale di divisione (nato il 2 marzo 1774 a Maurepas – morto il 5 luglio 1830 a Parigi). Compare sulla 20ª colonna.
- Frédéric Guillaume de Donop, generale di brigata (nato il 3 giugno 1773 a Cassel – morto il 18 giugno 1815 a Waterloo). Compare sulla 1ª colonna.
- François Xavier Donzelot, generale di divisione (nato il 6 gennaio 1764 a Mamirolle – morto il 21 giugno 1843 nel Castello di Ville-Évrard a Neuilly-sur-Marne). Compare sulla 17ª colonna.
- Jean Marie Pierre François le Paige Doursenne detto Dorsenne, generale di divisione (nato il 30 aprile 1773 a Ardres – morto il 24 luglio 1812 a Parigi). Compare sulla 34ª colonna.
- Jean Philippe Raymond Dorsner, generale di divisione (nato il 23 gennaio 1750 a Strasburgo – morto il 4 giugno 1829 a Neuviller-la-Roche). Compare sulla 7ª colonna.
- Jean Pierre Doumerc, generale di divisione (nato il 7 ottobre 1767 a Montauban – morto il 29 marzo 1847 a Parigi). Compare sulla 1ª colonna.
- Jean-Baptiste Drouet d'Erlon, maresciallo di Francia (nato il 29 luglio 1765 a Reims – morto il 25 gennaio 1844 a Parigi). Compare sulla 14ª colonna.
- Antoine Drouot, generale di divisione (nato il 11 gennaio 1774 a Nancy – morto il 24 marzo 1847 a Nancy). Compare sulla 32ª colonna.

#### Dub - Duh
- Paul Alexis Dubois, generale di divisione (nato il 27 gennaio 1754 a Guise – morto il 4 settembre 1796 a Rovereto in seguito alle ferite riportate in battaglia). Compare sulla 25ª colonna.
- Jacques Charles Dubois de Thainville, generale di brigata (nato il 27 novembre 1762 a Reux – morto il 14 gennaio 1847 a Sens). Compare sulla 9ª colonna.
- Louis Dubouquet, generale di divisione (nato il 17 aprile 1740 a Cucuron – morto il 25 gennaio 1814 a Cucuron). Compare sulla 34ª colonna.
- Jean Louis Dubreton, generale di divisione (nato il 18 gennaio 1773 a Ploërmel – morto il 27 maggio 1855 a Versailles). Compare sulla 35ª colonna.
- Georges Joseph Dufour, generale di divisione (nato il 15 marzo 1758 a Saint-Seine-l'Abbaye – morto il 10 marzo 1820 a Bordeaux). Compare sulla 5ª colonna.
- Jacques Christophe Coquille detto Dugommier, generale di divisione, (nato il 1º agosto 1738 a Trois-Rivières sull'isola di Basse-Terre in Guadalupa – morto il 17 novembre 1794 a Sant Llorenç de la Muga nella battaglia della Sierra Negra). Compare sulla 33ª colonna.
- Charles François Joseph Dugua, generale di divisione (nato il 1º marzo 1744 a Valenciennes – morto il 16 ottobre 1802 a Cap-Haïtien). Compare sulla 25ª colonna.
- Guillaume Philibert Duhesme, generale di divisione (nato il 7 luglio 1766 a Touches (dal 1897 al 1971 Bourgneuf-Val-d'Or, poi fuso col comune di Mercurey) – morto il 20 giugno 1815 a Ways frazione di Genappe in seguito alle ferite riportate nella battaglia di Waterloo). Compare sulla 8ª colonna.

#### Dul - Dum
- Louis Étienne Dulong de Rosnay, generale (nato il 12 settembre 1780 a Rosnay-l'Hôpital – moro il 20 maggio 1828 a Parigi). Compare sulla 36ª colonna.
- Alexandre Thomas Davy de la Pailleterie detto Dumas, generale di divisione, padre di Alexandre Dumas (nato il 25 marzo 1762 a Jérémie nella colonia di Saint-Domingue – morto il 26 febbraio 1807 a Villers-Cotterêts). Compare sulla 23ª colonna.
- Mathieu Dumas, generale di divisione e intendente generale (nato il 23 novembre 1753 a Montpellier – morto il 16 ottobre 1837 a Parigi). Compare sulla 15ª colonna.
- Pierre Jadart du Merbion detto Dumerbion, generale di divisione (nato il 30 aprile 1737 a Montmeillant – morto il 25 febbraio 1797 a Montmeillant). Compare sulla 23ª colonna.
- Jean-Baptiste Dumonceau, generale di divisione (nato il 7 novembre 1760 a Bruxelles – morto il 29 dicembre 1821 a Bruxelles). Compare sulla 1ª colonna.
- Charles François Dumouriez, detto Du Perrier, generale in capo, vincitore della battaglia di Valmy (nato il 26 gennaio 1733 a Cambrai – morto il 14 marzo 1823 a Turville-Park nel distretto di Chiltern del Buckinghamshire). Compare sulla 3ª colonna.
- Pierre Dumoustier, generale di divisione (nato il 17 marzo 1771 a San Quintino – morto il 15 giugno 1831 a Nantes). Compare sulla 11ª colonna.

#### Dup - Duv
- Pierre Louis Dupas, generale di divisione (nato il 13 febbraio 1761 a Évian-les-Bains – morto il 6 marzo 1823 a Thonon-les-Bains). Compare sulla 26ª colonna.
- Guy-Victor Duperré, ammiraglio (nato il 20 febbraio 1775 a La Rochelle – morto il 2 novembre 1846 a Parigi). Compare sulla 34ª colonna.
- Mathurin-Léonard Duphot, generale di brigata (nato il 21 settembre 1769 a Lione – morto il 27 dicembre 1797 a Roma linciato dalla folla durante una rivolta). Compare sulla 28ª colonna.
- Jean Étienne Benoît Duprat, generale di brigata (nato il 21 marzo 1752 a Avignone – morto in battaglia il 6 luglio 1809 a Wagram). Compare sulla 19ª colonna.
- Geraud Duroc, generale di divisione (nato il 25 ottobre 1772 a Pont-à-Mousson – morto il 23 maggio 1813 a Mackersdorf nel Circondario di Görlitz in seguito alle ferite ricevute in Slesia). Compare sulla 15ª colonna.
- Antoine Jean Auguste Henri Durosnel, generale di divisione (nato il 9 novembre 1771 a Parigi – morto il 5 febbraio 1849 a Parigi). Compare sulla 31ª colonna.
- Antoine Simon Durrieu, generale di divisione (nato il 20 luglio 1775 a Grenade-sur-l'Adour – morto l'8 aprile 1862 a Saint-Sever). Compare sulla 19ª colonna.
- Pierre François Joseph Durutte, generale di divisione (nato il 13 luglio 1767 a Douai – morto il 18 aprile 1827 a Ypres). Compare sulla 17ª colonna.
- Adrien Jean Baptiste Aimable Ramond du Bosc Dutaillis, generale di divisione (nato il 12 novembre 1760 a Nangis – morto il 4 febbraio 1851 a Parigi). Compare sulla 11ª colonna.
- Blaise Duval detto Duval de Hautmaret, generale di divisione (nato il 4 settembre 1739 a Abbeville – morto il 17 gennaio 1803 a Montreuil-sur-Mer). Compare sulla 4ª colonna.
- Régis Barthélemy Mouton-Duvernet, generale di divisione (nato il 3 maggio 1770 a Le Puy – morto il 27 luglio 1816 a Lione). Compare sulla 32ª colonna.

### E
- Jean Baptiste Éblé, generale di divisione (nato il 21 dicembre 1758 a Saint-Jean-Rohrbach – morto il 31 dicembre 1812 a Königsberg). Compare sulla 14ª colonna.
- Maxime Julien Émeriau de Beauverger viceammiraglio (nato il 20 ottobre 1762 a Carhaix-Plouguer – morto il 2 febbraio 1845 a Tolone). Compare sulla 21ª colonna.
- Rémi Joseph Isidore Exelmans, maresciallo di Francia (nato il 13 novembre 1775 a Bar-le-Duc – morto il 22 luglio 1852 a Sèvres). Compare sulla 27ª colonna.

### F
- Gabriel Jean Fabre, generale (nato il 20 febbraio 1774 a Vannes – morto il 12 maggio 1858 a Laval). Compare sulla 22ª colonna.
- Jean Louis François Fauconnet, generale di divisione (nato il 24 dicembre 1750 a Revigny-sur-Ornain – morto il 22 ottobre 1819 a Lilla). Compare sulla 7ª colonna.
- François Claude Joachim Faultrier de l'Orme, generale di divisione (nato il 15 agosto 1760 a Metz – morto il 7 novembre 1805 a Nördlingen). Compare sulla 21ª colonna.
- Claude François Ferey, generale di divisione (nato il 20 settembre 1771 a Auvet-et-la-Chapelotte – morto il 24 luglio 1812 a Olmedo in seguito alle ferite ricevute nella battaglia di Salamanca). Compare sulla 38ª colonna.
- Pierre Marie Barthélemy Ferino, generale di divisione (nato il 23 agosto 1747 a Craveggia – morto il 26 giugno 1816 a Parigi). Compare sulla 14ª colonna.
- Jacques Ferrand, generale di divisione (nato il 14 novembre 1746 a Ormoy – morto il 30 settembre 1804 a Amance). Compare sulla 4ª colonna.
- Pasquale Antonio Fiorella, generale (nato il 7 febbraio 1752 a Ajaccio – morto il 3 marzo 1818 a Ajaccio). Compare sulla 21ª colonna.
- Charles Joseph, conte de Flahaut, generale di divisione (nato il 21 aprile 1785 a Parigi – morto il 1º settembre 1870 a Parigi). Compare sulla 32ª colonna.
- Jean François Flamand, generale di brigata (nato il 21 giugno 1766 a Besançon – morto il 10 dicembre 1838 a Versailles). Compare sulla 39ª colonna.
- Antoine Henri Armand Jules Elisabeth de Foissac-Latour, generale (nato il 3 febbraio 1782 a Molsheim – morto il 25 marzo 1855 nel villaggio di Rouge-Maison nel comune di Vailly (dal 1956 Vailly-sur-Aisne)). Compare sulla 19ª colonna.
- Louis François Foucher de Careil, generale di divisione (nato il 18 febbraio 1762 a Guérande – morto il 22 agosto 1835 a Garches). Compare sulla 11ª colonna.
- Albert Louis Emmanuel de Fouler, generale di divisione (nato il 9 febbraio 1769 a Lillers – morto il 17 giugno 1831 a Lillers). Compare sulla 10ª colonna.
- Maximilien Sébastien Foy, generale di divisione (nato il 3 febbraio 1775 a Ham – morto il 28 novembre 1825 a Parigi). Compare sulla 35ª colonna.
- Jean Baptiste Francesqui-Delonne, generale di brigata (nato il 4 settembre 1767 a Lione – morto il 23 ottobre 1810 a Cartagena). Compare sulla 36ª colonna.
- Charles-Louis-Joseph de Gau de Fregeville, generale di divisione (nato il 1º novembre 1762 nel castello di Grandval a Teillet – morto il 4 aprile 1841 a Parigi). Compare sulla 34ª colonna.
- Bernard Georges François Frère, generale di divisione (nato l'8 gennaio 1764 a Montréal – morto il 16 febbraio 1826 a Parigi). Compare sulla 25ª colonna.
- Philibert Fressinet, generale di divisione (nato il 21 luglio 1767 a Marcigny – morto a Parigi il 2 agosto 1821 a Parigi). Compare sulla 17ª colonna.
- Louis Friant, generale di divisione (nato il 18 settembre 1758 a Morlancourt – morto il 24 giugno 1829 a Seraincourt). Compare sulla 8ª colonna.
- Jean Parfait Friederichs, generale di divisione (nato il 11 giugno 1773 a Montmartre – morto il 20 ottobre 1813 a Lipsia in seguito all'amputazione della gamba dovuta alle ferite ricevute nella battaglia di Möckern). Compare sulla 20ª colonna.
- François Nicolas Fririon, generale di divisione (nato a il 7 febbraio 1766 Vandières – morto il 25 settembre 1840 a Parigi). Compare sulla 16ª colonna.

### G

#### Ga - Ge
- Honoré-Joseph-Antoine Ganteaume, viceammiraglio (nato il 13 aprile 1755 a La Ciotat – morto il 28 settembre 1818 a La Pauline, presso Aubagne). Compare sulla 23ª colonna.
- Marie Théodore Urbain Garbe, generale (nato il 25 maggio 1769 a Hesdin – morto il 10 luglio 1831 a Hesdin). Compare sulla 22ª colonna.
- Gaspard Amédée Gardanne, generale di divisione (nato il 30 agosto 1758 a Solliès-Pont – morto il 14 agosto 1807 a Breslavia). Compare sulla 25ª colonna.
- Pierre Dominique Garnier, generale di divisione (nato il 19 dicembre 1756 a Marsiglia – morto l'11 maggio 1827 a Nantes). Compare sulla 25ª colonna.
- Pierre Edmé Gautherin o Gauthrin, generale di brigata (nato il 12 agosto 1770 a Troyes – morto il 19 marzo 1851 a Saint-Martin-ès-Vignes, dal 1856 annesso al comune di Troyes). Compare sulla 19ª colonna. – f, s, T, *
- Jean Pierre Gauthier detto Leclerc, generale di brigata (nato il 23 febbraio 1765 a Septmoncel – morto il 14 giugno 1821 a Marnes). Compare sulla 39ª colonna.
- Nicolas Hyacinthe Gautier, generale di brigata (nato il 5 maggio 1774 a Loudéac – morto il 14 luglio 1809 a Vienna in seguito alle ferite riportate nella battaglia di Wagram). Compare sulla 18ª colonna.
- Honoré Théodore Maxime Gazan, generale di divisione (nato il 29 ottobre 1765 a Grasse – morto il 9 aprile 1845 a Grasse). Compare sulla 26ª colonna.
- Alphonse Louis Gentil de Saint-Alphonse, generale (nato il 6 settembre 1777 a Versailles – morto il 7 agosto 1837 a Tolosa). Compare sulla 19ª colonna.
- Étienne Maurice Gérard, maresciallo di Francia, ministro della Guerra (nato il 4 aprile 1773 a Damvillers – morto il 17 aprile 1852 a Parigi). Compare sulla 14ª colonna.
- François-Joseph Gérard, generale di divisione (nato il 29 ottobre 1771 a Phalsbourg – morto il 18 settembre 1832 a Beauvais). Compare sulla 2ª colonna.

#### Gi - Go
- Joseph Gilot, generale di divisione (nato il 16 aprile 1734 a Châtenay – morto il 27 marzo 1811 a Nancy). Compare sulla 6ª colonna.
- Jacques Laurent Gilly, generale di divisione (nato il 12 agosto 1769 a Fournès – morto il 5 agosto 1829 a Aramon). Compare sulla 35ª colonna.
- Jean Baptiste Girard, generale di divisione (nato il 21 febbraio a Aups – morto il 27 giugno 1815 a Parigi in seguito alle ferite ricevute durante la battaglia di Ligny). Compare sulla 8ª colonna.
- Jean Pierre Girard detto il Vecchio, generale di brigata (nato il 9 agosto 1750 a Ginevra – morto il 2 marzo 1811 a Arras). Compare sulla 20ª colonna.
- Alexandre Louis Robert Girardin d'Ermenonville, generale di divisione (nato il 13 febbraio 1776 a Parigi – morto il 5 agosto 1855 a Parigi). Compare sulla 20ª colonna.
- Jacques Nicolas Gobert, generale di divisione (nato il 1º giugno 1760 a Basse-Terre – morto il 17 luglio 1808 a Guarromán in seguito alle ferite riportate in battaglia a Bailén). Compare sulla 35ª colonna.
- Louis Anne Marie Gouré, generale di brigata (nato il 4 dicembre 1768 a Tonnerre – morto il 3 maggio 1813 a Lützen in seguito alle ferite ricevute in battaglia). Compare sulla 12ª colonna.
- Jean Baptiste Gouvion, generale dell'armata di La Fayette (nato l'8 gennaio 1747 a Toul – morto il 11 giugno 1792 nel villaggio di La Glisuelle nel comune di Mairieux a causa di un colpo di cannone prima della battaglia di Maubeuge). Compare sulla 8ª colonna.
- Laurent de Gouvion-Saint-Cyr, maresciallo, ministro della Guerra, ha lasciato una legge sul reclutamento dei militari che porta il suo nome (nato il 13 maggio 1764 a Toul – morto il 17 marzo 1830 a Hyères). Compare sulla 13ª colonna.

#### Gr
- Jean François Graindorge, generale di brigata (nato il 1º luglio 1770 a Saint-Pois – morto il 1º novembre 1810 nella località Carqueijo della freguesia Casal Comba del comune di Mealhada in seguito alle ferite ricevute nella battaglia del Buçaco). Compare sulla 38ª colonna.
- Charles Louis Dieudonné Grandjean, generale di divisione (nato il 29 dicembre 1768 a Nancy – morto il 5 settembre 1828 a Nancy). Compare sulla 16ª colonna.
- Pierre Guillaume Gratien, generale di divisione (nato il 1º gennaio 1764 a Parigi – morto il 24 aprile 1814 a Piacenza). Compare sulla 7ª colonna.
- Paul Grenier, generale di divisione (nato il 29 gennaio 1768 a Saarlouis – morto il 18 aprile 1827 a Morembert). Compare sulla 14ª colonna.
- François Joseph Fidèle Gressot, generale di brigata (nato il 7 settembre 1770 a Delémont – morto il 14 novembre 1848 a Saint-Germain-en-Laye). Compare sulla 39ª colonna.
- Achille Claude Marie Tocip detto Grigny (nato il 7 aprile 1766 a Parigi – morto il 10 febbraio 1806 a Gaeta per un proiettile ricevuto durante l'assedio). Compare sulla 28ª colonna.
- Rémy Grillot, generale di brigata (nato il 11 marzo 1776 a Navilly – morto il 19 maggio 1813 a Lipsia in seguito alle ferite ricevute durante la battaglia di Lützen). Compare sulla 10ª colonna.
- Jean Louis Gros, generale di brigata (nato il 3 maggio 1767 a Montolieu – morto il 10 maggio 1824 a Parigi). Compare sulla 15ª colonna.
- Emmanuel de Grouchy, maresciallo di Francia (nato il 23 ottobre 1766 a Parigi – morto il 29 aprile 1847 a Saint-Étienne). Compare sulla 4ª colonna.
- Louis Sébastien Grundler, generale (nato il 20 luglio 1774 a Parigi – morto il 27 settembre 1833 Castello di Plessis presso Troyes. Compare sulla 5ª colonna.

#### Gu
- Charles-Étienne Gudin de La Sablonnière, generale di divisione (nato il 13 febbraio 1768 a Montargis – morto il 22 febbraio 1812 a Smolensk in seguito alle ferite ricevute nella battaglia di Valutino). Compare sulla 15ª colonna.
- Pierre-Cesar Gudin des Bardelieres, generale (nato il 30 dicembre 1775 a Gien – morto il 13 febbraio 1855 a Montargis). Compare sulla 29ª colonna.
- Charles Louis Joseph Olivier Guéhéneuc, generale (nato il 7 giugno 1783 a Valenciennes – morto il 26 agosto 1849 a Parigi). Compare sulla 32ª colonna.
- Armand Charles Guilleminot, generale di divisione (nato il 2 marzo 1774 a Dunkerque – morto il 14 marzo 1840 a Baden-Baden). Compare sulla 7ª colonna.
- Jean Joseph Guieu o Guyeux, generale di divisione (nato il 30 settembre 1758 a Champcella – morto il 5 ottobre 1817 a Châteauroux). Compare sulla 24ª colonna.
- Étienne Guyot, generale di brigata (nato il 1º maggio 1767 a Mantoche – morto l'8 giugno 1807 a Kleinenfeld (oggi sołectwo di Klony nella comune rurale di Świątki) durante una carica di cavalleria). Compare sulla 20ª colonna.
- Claude Étienne Guyot, generale di divisione (nato il 5 settembre 1768 a Villevieux – morto il 28 novembre 1837 a Parigi). Compare sulla 31ª colonna.
- Nicolas Bernard Guiot de Lacour o Guyot de Lacour, generale di divisione (nato il 25 gennaio 1771 a Yvoy, oggi Carignan – morto il 28 luglio 1809 a Vienna nel quartiere di Gumpendorf del distretto di Mariahilf in seguito alle ferite ricevute nella battaglia di Wagram).

### H
- Pierre Joseph Habert, generale di divisione (nato il 22 dicembre 1773 a Avallon – morto il 19 maggio 1825 a Montréal). Compare sulla 36ª colonna.
- Jacques Félix Emmanuel Hamelin, contrammiraglio (nato il 13 ottobre 1768 a Honfleur – morto il 23 aprile 1839 a Parigi). Compare sulla 2ª colonna.
- Jacques Félix Jan de la Hamelinaye, generale di divisione (nato il 22 febbraio 1769 a Montauban-de-Bretagne – morto il 14 aprile 1861 a Rennes). Compare sulla 9ª colonna.
- Antoine Alexandre Hanicque, generale di divisione (nato il 27 maggio 1748 a Parigi – morto il 28 febbraio 1821 a Parigi). Compare sulla 1ª colonna.
- Jean Hardy, generale di divisione (nato il 19 maggio 1762 a Mouzon – morto il 29 maggio 1802 a Cap-Haïtien). Compare sulla 6ª colonna.
- Jean Isidore Harispe, maresciallo di Francia (nato il 7 dicembre 1768 a Saint-Étienne-de-Baïgorry – morto il 26 maggio 1855 a Lacarre). Compare sulla 36ª colonna.
- Louis Harlet, generale di brigata (nato il 15 agosto 1772 a Broyes – morto il 2 marzo 1853 a Sézanne). Compare sulla 32ª colonna.
- Louis Auguste Juvénal des Ursins d'Harville, generale di divisione (nato il 23 aprile 1749 a Parigi – morto l'8 maggio 1815 a Harville). Compare sulla 5ª colonna.
- Jacques Maurice Hatry, generale di divisione (nato il 13 febbraio 1742 a Strasburgo – morto il 30 novembre 1802 a Parigi). Compare sulla 5ª colonna.
- François Nicolas Benoît Haxo, generale di divisione (nato il 24 giugno 1774 a Lunéville – morto il 25 giugno 1838 a Parigi). Compare sulla 36ª colonna.
- Gabriel Marie Joseph Théodore d'Hédouville, generale di divisione (nato il 27 luglio 1755 a Laon – morto il 30 marzo 1825 a Brétigny-sur-Orge). Compare sulla 31ª colonna.
- Claude François Henry, colonnello (nato il 12 marzo 1773 a Champlitte-la-Ville, dal 1972 Champlitte – morto il 2 gennaio 1812 a Valencia durante l'assedio). Compare sulla 38ª colonna.
- Claude Marie Hervo, generale di brigata (nato il 11 novembre 1766 a Quimperlé – morto il 21 aprile 1809 a Peising, frazione di Bad Abbach, durante una ricognizione prima della battaglia di Eckmühl). Compare sulla 18ª colonna.
- Étienne Heudelet de Bierre, generale di divisione (nato il 13 novembre 1770 a Digione – morto il 20 aprile 1857 a Parigi). Compare sulla 17ª colonna.
- Joseph Higonet, colonnello (nato il 11 dicembre 1771 a Saint-Geniez-d'Olt – morto in battaglia il 14 ottobre 1806 a Auerstedt nel Circondario del Weimarer Land). Compare sulla 18ª colonna.
- Louis Lazare Hoche, generale di divisione (nato il 24 giugno 1768 a Versailles – morto il 19 settembre 1797 a Wetzlar). Compare sulla 3ª colonna.
- Jean Nicolas Houchard, generale di divisione (nato il 24 gennaio 1738 a Forbach – morto il 15 novembre 1793 a Parigi). Compare sulla 3ª colonna.
- Léonard Jean Aubry Huard de Saint-Aubin, generale di brigata (nato il 11 gennaio 1770 a Villedieu-les-Poêles – morto il 7 settembre 1812 a Borodino durante la battaglia della Moskova). Compare sulla 9ª colonna.
- Pierre Antoine François Huber, generale (nato il 20 dicembre 1775 a St. Wendel – morto il 26 aprile 1832 a Parigi). Compare sulla 33ª colonna.
- Étienne Hulot, generale (nato il 15 febbraio 1774 a Mazerny – morto il 23 settembre 1850 a Nancy). Compare sulla 2ª colonna.

### J
- Charles Claude Jacquinot, generale di divisione (nato il 3 agosto 1772 a Melun – morto il 24 aprile 1848 a Metz). Compare sulla 20ª colonna.
- Jean Baptiste Auguste Marie Jamin, generale di brigata (nato il 17 febbraio 1775 a Louvigné-du-Désert – morto in battaglia il 18 giugno 1815 a Waterloo). Compare sulla 9ª colonna.
- Jean-Baptiste Jamin, generale (nato il 20 maggio 1772 a Villécloye – morto il 30 gennaio 1848 a Parigi). Compare sulla 9ª colonna.
- Henri Antoine Jardon, generale di brigata (nato il 3 febbraio 1768 a Verviers – morto in battaglia il 25 marzo 1809 a Guimarães). Compare sulla 38ª colonna.
- Jean-Baptiste Jeanin, generale (nato il 22 gennaio 1769 a Val-d'Épy – morto il 2 maggio 1830 a Saulieu). Compare sulla 22ª colonna.
- Barthélemy Catherine Joubert, generale di divisione (nato il 14 aprile 1769 a Pont-de-Vaux – morto in battaglia il 15 agosto 1799 a Novi). Compare sulla 23ª colonna.
- Joseph Antoine René Joubert, generale di brigata (nato il 11 novembre 1772 a Angers – morto il 23 aprile 1843 a Parigi). Compare sulla 2ª colonna.
- Jean Pierre de Jouffroy, generale di brigata (nato il 20 luglio 1766 a Boulot – morto il 30 settembre 1846 a Lilla). Compare sulla 38ª colonna.
- Jean-Baptiste Jourdan, maresciallo di Francia, redattore della legge sulla coscrizione (nato il 29 aprile 1762 a Limoges – morto il 23 novembre 1833 a Parigi). Compare sulla 3ª colonna.
- Jean Andoche Junot, generale di divisione (nato il 24 settembre 1771 a Bussy-le-Grand – morto il 29 luglio 1813 a Montbard). Compare sulla 33ª colonna.

### K
- François Christophe Kellermann, maresciallo, è uno dei generali vincitori a Valmy con Dumouriez (nato il 28 maggio 1735 a Strasburgo – morto il 13 settembre 1820 a Parigi). Compare sulla 3ª colonna.
- François Étienne Kellermann, generale di divisione, figlio del precedente (nato il 4 agosto 1770 a Metz – morto il 2 giugno 1835 a Parigi). Compare sulla 21ª colonna.
- Charles Édouard Saül Jennings de Kilmaine, generale di divisione (nato il 19 ottobre 1751 a Dublino – morto il 11 dicembre 1799 a Parigi). Compare sulla 5ª colonna.
- François Joseph Kirgener, generale di brigata (nato l'8 ottobre 1766 a Parigi – morto il 22 maggio 1813 a Markersdorf nel circondario di Görlitz). Compare sulla 15ª colonna.
- Jean-Baptiste Kléber, generale di divisione, venne assassinato dallo studente siriano Suleiman (nato il 9 marzo 1753 a Strasburgo – morto il 14 giugno 1800 a Il Cairo). Compare sulla 23ª colonna.
- Dominique Louis Antoine Klein, generale di divisione (nato il 24 gennaio 1761 a Blâmont – morto il 2 novembre 1845 a Parigi). Compare sulla 17ª colonna.
- Józef Chłopicki noto in Francia come Grégoire Joseph Chlopicki de Necznia, detto Klopisky, generale di brigata (nato il 14 marzo 1771 nel villaggio di Kapustynie in Volinia – morto il 30 settembre 1854 a Cracovia). Compare sulla 37ª colonna.
- Karol Otto Kniaziewicz detto Charles, generale di divisione (nato il 4 maggio 1762 nel villaggio di Assieten (Asite) in Curlandia – morto il 9 maggio 1842 a Parigi). Compare sulla 12ª colonna.

### L

#### Lab - Lam
- Pierre Garnier de la Boissière (sull'arco è inciso Laboissière), generale di divisione (nato il 11 marzo 1755 a Chassiecq – morto il 14 aprile 1809 a Parigi). Compare sulla 15ª colonna.
- André Bruno de Frévol de Lacoste, generale di brigata (nato il 14 giugno 1775 a Pradelles – morto il 2 febbraio 1809 a Saragozza durante l'assedio). Compare sulla 38ª colonna.
- François Joseph Pamphile de Lacroix, generale (nato il 1º giugno 1774 a Aimargues – morto il 16 ottobre 1841 a Versailles). Compare sulla 40ª colonna.
- Gérard Lacuée, colonnello (nato il 23 dicembre 1774 a Agen – morto in un'imboscata il 9 ottobre 1805 a Günzburg). Compare sulla 18ª colonna.
- Gilbert du Motier de La Fayette, conosciuto col nome di marchese de La Fayette, generale delle armate americane e francesi durante la guerra d'indipendenza americana (nato il 6 settembre 1757 nel Castello di Chavaniac nel comune di Saint-Georges-d'Aurac, dal 1884 passato al comune di Chavaniac-Lafayette – morto il 20 maggio 1834 a Parigi). Compare sulla 3ª colonna.
- Louis Marie Lévesque de Lafferrière (sull'arco è inciso Lque de la Ferrière), generale di divisione (nato il 9 aprile 1776 a Redon – morto il 22 novembre 1834 a Parigi). Compare sulla 32ª colonna.
- Guillaume Joseph Nicolas de Lafon-Blaniac, generale di divisione (nato il 25 luglio 1773 a Villeneuve-sur-Lot – morto il 28 settembre 1833 a Vico). Compare sulla 29ª colonna.
- Joseph Lagrange, generale di divisione (nato il 10 gennaio 1763 a Sempesserre – morto il 16 gennaio 1836 a Parigi). Compare sulla 34ª colonna.
- Amédée Emmanuel François Laharpe, generale di divisione (nato il 17 ottobre 1754 a Rolle – morto in battaglia il 10 maggio 1796 a Codogno). Compare sulla 24ª colonna.
- Armand Lebrun de La Houssaye (sull'arco è inciso Lahoussaye), generale di divisione (nato il 20 ottobre 1768 a Parigi – morto il 18 giugno 1846 a Parigi). Compare sulla 6ª colonna.
- Louis Joseph Lahure, generale (nato il 29 dicembre 1767 a Mons – morto il 24 ottobre 1853 a Wavrechain-sous-Faulx). Compare sulla 30ª colonna.
- Charles Eugène de Lalaing d'Audenarde (sull'arco è inciso LALAING d'AUDde), generale (nato il 13 novembre 1779 a Parigi – morto il 4 marzo 1859 a Parigi). Compare sulla 12ª colonna.
- François Antoine Lallemand, generale (nato il 23 giugno 1774 a Metz – morto il 9 marzo 1839 a Parigi). Compare sulla 37ª colonna.
- François Joseph Drouot detto Lamarche, generale di divisione (nato il 14 luglio 1733 a Wisches – morto il 18 maggio 1814 a Épinal). Compare sulla 5ª colonna.
- Jean Maximilien Lamarque, generale di divisione (nato il 22 luglio 1770 a Saint-Sever – morto il 1º giugno 1832 a Parigi). Compare sulla 36ª colonna.
- Jean Fabre de la Martillière (sull'arco è inciso Lamartillière), generale di divisione (nato il 10 marzo 1819 a Nîmes – morto il 27 marzo 1732 a Parigi). Compare sulla 31ª colonna.
- Thomas Mignot de Lamartinière, generale di divisione (nato il 26 febbraio 1768 a Machecoul – morto in battaglia il 6 settembre 1813 a Bayonne durante la presa del ponte di Berra sulla Bidasoa). Compare sulla 32ª colonna.
- Charles Malo François de Lameth, (sull'arco è inciso Lameth, Ch.), generale di brigata (nato il 6 ottobre 1757 a Parigi – morto il 28 dicembre 1832 a Parigi). Compare sulla 30ª colonna.
- Étienne François Ducoudray Rocbert de Lamorendière, generale di brigata (nato il 13 dicembre 1769 a Saint-Martin-de-Ré – morto il 2 gennaio 1837 a Bordeaux). Compare sulla 22ª colonna.
- Antoine Charles Houdar de Lamotte, colonnello (nato il 21 novembre 1773 a Versailles – morto in battaglia il 14 ottobre 1806 a Jena). Compare sulla 18ª colonna.

#### Lan - Lav
- Jean Pierre Lanabère, generale di brigata (nato il 24 dicembre 1770 a Carresse, dal 1973 nel comune di Carresse-Cassaber – morto il 12 settembre 1812 a Možajsk in seguito alle ferite ricevute nella battaglia della Moskova). Compare sulla 19ª colonna.
- Charles Hyacinthe Leclerc de Landremont, generale di divisione (nato il 21 agosto 1739 a Fénétrange – morto il 26 settembre 1818 a Nancy). Compare sulla 4ª colonna.
- Jean Lannes, maresciallo (nato il 10 aprile 1769 a Lectoure – morto in battaglia il 31 maggio 1809 a Ebersdorf durante la battaglia di Aspern-Essling). Compare sulla 13ª colonna.
- René Joseph de Lanoue, generale (nato il 7 settembre 1731 nel Castello di Narelles a La Roche-Clermault – morto il 17 novembre 1795 a Parigi). Compare sulla 4ª colonna.
- François Lanusse, generale di divisione (nato il 3 novembre 1772 a Habas – morto in battaglia il 21 marzo 1801 a Abukir). Compare sulla 25ª colonna.
- Pierre Belon Lapisse, generale di divisione (nato il 25 novembre 1762 a Lione – morto in battaglia il 30 luglio 1809 a Santa Olalla durante la battaglia di Talavera). Compare sulla 37ª colonna.
- Jean Grégoire Barthélemy Rouger de Laplane, generale di divisione (nato il 13 ottobre 1766 a Mourvilles-Hautes – morto il 16 giugno 1837 a Mourvilles-Hautes). Compare sulla 22ª colonna.
- Jean François Cornu de La Poype (sull'arco è inciso Lapoype), generale di divisione (nato il 31 maggio 1758 a Lione – morto il 27 gennaio 1851 a Brosses). Compare sulla 24ª colonna.
- Jean Ambroise Baston de Lariboisière, generale di divisione (nato il 18 agosto 1759 a Fougères – morto il 21 dicembre 1812 a Königsberg). Compare sulla 15ª colonna.
- Antoine Laroche-Dubouscat, generale di divisione (nato il 16 dicembre 1757 a Condom – morto il 21 giugno 1831 a Vic-Fezensac). Compare sulla 7ª colonna.
- Dominique-Jean Larrey, chirurgo capo della Grande Armata (nato il 6 luglio 1766 a Beaudéan – morto il 25 luglio 1842 a Lione). Compare sulla 30ª colonna.
- Jean Jacques Bernardin Colaud de La Salcette (sull'arco è inciso Lasalcette), generale di divisione (nato il 27 dicembre 1759 a Grenoble – morto il 3 settembre 1834 a Grenoble). Compare sulla 27ª colonna.
- Antoine Charles Louis de Lasalle, generale di divisione (nato il 10 maggio 1775 a Metz – morto in battaglia il 6 luglio 1809 a Wagram). Compare sulla 17ª colonna.
- Joseph Félix Lazowski (sull'arco è inciso Lasowski), generale di divisione (nato il 20 novembre 1759 a Lunéville – morto l'8 ottobre 1812 a Parigi). Compare sulla 21ª colonna.
- Louis-René-Madeleine de Latouche-Tréville, contrammiraglio (nato il 3 giugno 1745 a Rochefort – morto il 19 agosto 1804 a Tolone). Compare sulla 3ª colonna.
- Théophile-Malo de La Tour d'Auvergne-Corret (sull'arco è inciso L.Tr Dauvergne), ufficiale, primo granatiere della repubblica (nato il 23 novembre 1743 a Carhaix, dal 1956 Carhaix-Plouguer – morto in battaglia il 28 giugno 1800 a Oberhausen). Compare sulla 18ª colonna.
- Marie Victor Nicolas de Fay, marchese de La Tour-Maubourg, generale di divisione (sull'arco è inciso L.Tr Maubourg), generale di divisione (nato il 22 maggio 1768 a La Motte-de-Galaure – morto il 11 novembre 1850 a Dammarie-les-Lys). Compare sulla 17ª colonna.
- Guillaume-Latrille de Lorencez (sull'arco è inciso Latrille de Lez), generale di divisione (nato il 21 aprile 1855 a Pau – morto il 1º ottobre 1772 a Bar-le-Duc). Compare sulla 32ª colonna.
- Germain-Félix Tennet de Laubadère, generale di divisione (nato il 20 febbraio 1749 a Bassoues – morto l'8 agosto 1799 a Rouen). Compare sulla 5ª colonna.
- Jacques Alexandre Law de Lauriston, maresciallo di Francia (nato il 1º febbraio 1768 a Pondichéry – morto il 11 giugno 1828 a Parigi). Compare sulla 13ª colonna.
- Anne Gilbert de La Val o de Le Val, (sull'arco è inciso Laval) generale di divisione (nato il 9 novembre 1762 a Riom – morto di malattia il 6 settembre 1810 a Mora). Compare sulla 36ª colonna.

#### Le
- Anne Charles Lebrun, generale di divisione (nato il 28 dicembre 1775 a Parigi – morto il 21 gennaio 1859 a Parigi). Compare sulla 31ª colonna.
- Charles Victoire Emmanuel Leclerc, generale di divisione (nato il 17 marzo 1772 a Pontoise – morto il 2 novembre 1802 a Cap-Haïtien). Compare sulla 34ª colonna.
- Claude Jacques Lecourbe, generale di divisione (nato il 22 febbraio 1759 a Besançon – morto il 22 ottobre 1815 a Belfort). Compare sulla 14ª colonna.
- François Roch Ledru des Essarts (sull'arco è inciso Ledru des Essds), generale di divisione (nato il 25 aprile 1770 a Chantenay – morto il 23 aprile 1844 nel viallaggio di Champrosay nel comune di Draveil). Compare sulla 27ª colonna.
- François Joseph Lefebvre, maresciallo di Francia (nato il 25 ottobre 1755 a Rouffach – morto il 14 settembre 1820 a Parigi). Compare sulla 3ª colonna.
- Charles Lefebvre-Desnouettes o Desnoëttes (sull'arco è inciso LEFÈVRE DESNte), generale di divisione (nato il 14 settembre 1773 a Parigi – morto il 22 aprile 1822 in mare, vicino alla costa d'Irlanda durante il naufragio dell'Albion).
- Étienne Nicolas Lefol, generale di divisione (nato il 24 ottobre 1764 a Giffaumont, dal 1971 Giffaumont-Champaubert – morto il 5 settembre 1840 a Vitry-le-François). Compare sulla 1ª colonna.
- Claude Juste Alexandre Louis Legrand, generale di divisione (nato il 23 febbraio 1762 a Le Plessier-sur-Saint-Just – morto l'8 gennaio 1815 a Parigi). Compare sulla 15ª colonna.
- Louis-François Lejeune, generale di brigata e pittore (nato il 3 febbraio 1775 a Strasburgo – morto il 26 febbraio 1848 a Tolosa). Compare sulla 19ª colonna.
- André Joseph Lemaire, generale di divisione (nato il 6 marzo 1738 a Cuincy – morto il 24 ottobre 1802 a Dunkerque). Compare sulla 5ª colonna.
- Jean Léonor François Le Marois, generale di divisione (nato il 17 marzo 1776 a Bricquebec – morto il 14 ottobre 1836 a Parigi). Compare sulla 11ª colonna.
- Louis Lemoine, generale di divisione (nato il 23 novembre 1754 a Saumur – morto il 23 luglio 1842 a Parigi). Compare sulla 6ª colonna.
- Henri Marie Lenoury detto Noury, generale di divisione (nato il 6 novembre 1771 a Cracouville, dal 1810 fuso in Le Vieil-Évreux – morto il 25 settembre 1839 a Cracouville). Compare sulla 40ª colonna.
- Louis Lepic, generale di divisione (nato il 20 settembre 1765 a Montpellier – morto il 7 gennaio 1827 a Andrésy). Compare sulla 20ª colonna.
- François Joseph d'Estienne de Chaussegros de Lery, generale di brigata (nato il 11 settembre 1754 in Québec – morto il 5 settembre 1824 a Chartrettes). Compare sulla 31ª colonna.
- Augustin de Lespinasse, generale di divisione (nato l'8 ottobre 1736 a Pouilly-sur-Loire – morto il 21 novembre 1816 a Parigi). Compare sulla 35ª colonna.
- Louis Michel Letort, generale di divisione (nato il 28 agosto 1773 a Saint-Germain-en-Laye – ucciso ai prussiani il 15 giugno 1815 a Gilly, dal 1977 fuso nel comune di Charleroi). Compare sulla 8ª colonna.
- François Charles Michel Leturcq (sull'arco è inciso Leturc), aiutante-generale (nato il 10 febbraio 1769 a Boynes – morto in battaglia il 25 luglio 1799 a Abukir). Compare sulla 28ª colonna.
- Jean François Leval, generale di divisione (nato il 18 aprile 1762 a Parigi – morto il 7 agosto 1834 a Parigi). Compare sulla 7ª colonna.
- Alexis Paul Michel Tanneguy Leveneur de Tillières, generale di divisione (nato il 28 settembre 1746 a Parigi – morto il 26 maggio 1833 nel Castello di Carrouges). Compare sulla 4ª colonna.

#### Lh - Lu
- Samuel François Lhéritier (sull'arco è inciso L'Héritier), generale di divisione (nato il 6 agosto 1772 a Angles-sur-l'Anglin – morto il 23 agosto 1829 a Conflans-Sainte-Honorine). Compare sulla 20ª colonna.
- Jean-Matthieu-Adrien Lhermitte, viceammiraglio (nato il 29 settembre 1766 a Coutances – morto il 28 agosto 1826 au Le Plessis-Piquet, dal 1909 Le Plessis-Robinson). Compare sulla 40ª colonna.
- Louis Liger-Belair, generale di divisione (nato il 11 luglio 1762 a Vendeuvre – morto il 4 dicembre 1835 a Varois-et-Chaignot). Compare sulla 37ª colonna.
- René Charles Élisabeth de Ligniville, generale di divisione (nato il 22 febbraio 1760 a Herbéviller – morto il 14 settembre 1813 nel Castello di Roncourt). Compare sulla 5ª colonna.
- Charles-Alexandre Léon Durand Linois, viceammiraglio onorario (nato il 27 gennaio 1761 a Brest – morto il 2 dicembre 1848 a Versailles). Compare sulla 33ª colonna.
- Pierre Charles Lochet, generale di brigata (nato il 4 febbraio 1767 a Châlons-en-Champagne – morto in battaglia l'8 febbraio 1807 a Eylau). Compare sulla 10ª colonna.
- Louis Henri Loison, generale di divisione (nato il 13 maggio 1771 a Damvillers – morto il 30 dicembre 1816 a Chokier, dal 1969 fuso in Flémalle). Compare sulla 35ª colonna.
- Jean Thomas Guillaume Lorge, generale di divisione (nato il 22 novembre 1767 a Caen – morto il 28 novembre 1826 a Chauconin, dal 1972 Chauconin-Neufmontiers). Compare sulla 6ª colonna.
- Nicolas de Loverdo, generale (nato il 6 agosto 1773 a Contogenada (Κοντογεννάδα Κεφαλληνίας) sull'isola di Cefalonia – morto il 26 luglio 1837 a Parigi). Compare sulla 29ª colonna.
- Nicolas Luckner, maresciallo di Francia, Rouget de Lisle gli dedicò la poesia Hymne de guerre dédié au Maréchal Luckner o Chant de guerre pour l'armée du Rhin, più nota col nome di La Marseillaise (nato il 12 gennaio 1722 a Cham – ghigliottinato il 4 gennaio 1794 a Parigi). Compare sulla 3ª colonna.
- Edme Aimé Lucotte, generale di divisione (nato il 30 ottobre 1770 a Créancey – morto l'8 luglio 1825 a Port-sur-Saône). Compare sulla 29ª colonna.

### M

#### Mac - Mar
- Étienne Jacques Joseph Alexandre Macdonald, maresciallo (nato il 17 novembre 1765 a Sedan – morto il 7 settembre 1840 a Beaulieu-sur-Loire. Compare sulla 13ª colonna.
- Pierre Macon, generale di brigata (nato il 13 gennaio 1769 a Chasselay – morto in battaglia il 27 ottobre 1806 a Lipsia). Compare sulla 40ª colonna.
- Charles René Magon de Médine, contrammiraglio (nato il 12 novembre 1763 a Parigi – morto il 21 ottobre 1805 durante la battaglia di Trafalgar a bordo della Algésiras). Compare sulla 29ª colonna.
- Joseph Antoine Marie Michel Mainoni, generale di divisione (nato il 29 settembre 1754 a Lugano – morto il 12 dicembre 1807 a Mantova).Compare sulla 26ª colonna.
- Nicolas Joseph Maison, maresciallo (nato il 19 dicembre 1771 a Épinay-sur-Seine – morto il 13 febbraio 1840 a Parigi). Compare sulla 14ª colonna.
- Jean-Pierre Firmin Malher, generale di divisione (nato il 19 giugno 1761 a Parigi – morto il 13 marzo 1808 a Valladolid). Compare sulla 7ª colonna.
- Antoine Louis Popon de Mancune, generale di divisione (nato il 21 febbraio 1772 a Brive-la-Gaillarde – morto il 18 febbraio 1824 a Parigi). Compare sulla 35ª colonna.
- Jean Pierre Maransin, generale di divisione (nato il 20 marzo 1770 a Lourdes – morto il 16 maggio 1828 a Parigi). Compare sulla 35ª colonna.
- Jean-Antoine Marbot, generale di divisione (nato il 7 dicembre 1754 a Altillac – morto il 19 aprile 1800 a Genova). Compare sulla 34ª colonna.
- François-Séverin Marceau-Desgraviers, detto Marceau, generale di divisione (nato il 1º marzo 1769 a Chartres – morto in battaglia il 21 settembre 1796 a Altenkirchen). Compare sulla 6ª colonna.
- Jean Gabriel Marchand, generale di divisione (nato il 10 dicembre 1765 a L'Albenc – morto il 12 novembre 1851 a Saint-Ismier). Compare sulla 26ª colonna.
- Pierre-Louis Binet de Marcognet, generale di divisione (nato il 14 novembre 1765 a Croix-Chapeau – morto il 19 dicembre 1854 a Parigi). Compare sulla 7ª colonna.
- Armand Samuel de Marescot, generale di divisione (nato il 5 novembre 1758 a Tours – morto il 5 novembre 1832 nel Castello di Chasley a Montoire). Compare sulla 14ª colonna.
- Pierre Margaron, generale di divisione (nato il 1º maggio 1765 a Lione – morto il 16 dicembre 1824 a Parigi). Compare sulla 2ª colonna.
- Joseph Bernard Marigny, colonnello (nato il 19 marzo 1768 a Morestel – morto il 14 ottobre 1806 a Jena). Compare sulla 28ª colonna.
- Jacques-Barthélémy Marin, generale di brigata (nato il 23 agosto 1772 a Ville – morto il 24 marzo 1848 a Ville). Compare sulla 19ª colonna.
- Charles Stanislas Marion, generale di brigata (nato il 7 maggio 1758 a Charmes – morto il 7 settembre 1812 a Borodino nella battaglia della Moskowa). Compare sulla 18ª colonna.
- Frédéric Christophe Henri Pierre Claude Vagnair detto Marisy o Marizy, generale di brigata (nato l'8 luglio 1765 a Altroff, fuso nel 1811 con Bettelainville – morto il 2 gennaio 1812 a Talavera de la Reina). Compare sulla 30ª colonna.
- Auguste Frédéric Louis Viesse de Marmont, maresciallo (nato il 3 marzo 1774 a Châtillon-sur-Seine – morto il 3 marzo 1852 a Venezia). Compare sulla 24ª colonna.
- Pierre Martin, viceammiraglio (nato il 29 gennaio 1752 a Louisbourg (Nuova Scozia) – morto il 1º ottobre 1820 a Rochefort). Compare sulla 31ª colonna.
- Jacob François Marola detto Marulaz, generale di divisione (nato il 6 novembre 1769 a Zeiskam nel circondario di Germersheim – morto il 10 giugno 1842 nel Castello di Filain). Compare sulla 11ª colonna.
- André Masséna, maresciallo, vincitore dei russi e degli austriaci nella seconda battaglia di Zurigo (nato il 6 maggio 1758 a Nizza – morto il 4 aprile 1817 a Parigi). Compare sulla 23ª colonna.
- Jean François Nicolas Maucomble, generale di brigata (nato il 2 luglio 1776 a Charleville, dal 1966 fuso in Charleville-Mézières – morto il 20 maggio 1850 a Parigi). Compare sulla 32ª colonna.
- David Maurice Joseph de Saint-Maurice de la Redorte, generale di divisione (nato il 20 febbraio 1768 a Saint-Affrique – morto il 1º marzo 1833 a Parigi). Compare sulla 36ª colonna.
- Antoine Maurin, generale di divisione (nato il 19 dicembre 1771 a Montpellier – morto il 4 ottobre 1830 a Parigi). Compare sulla 40ª colonna.
- Jacques François Marc Mazas, colonnello (nato il 25 aprile 1765 a Marsiglia – morto in battaglia il 2 dicembre 1805 a Austerlitz). Compare sulla 18ª colonna.

#### Me - Mi
- Philippe Romain Menard o Mesnard, generale di divisione (nato il 24 ottobre 1750 a Liancourt-Saint-Pierre – morto il 13 febbraio 1810 a Parigi). Compare sulla 25ª colonna.
- Jacques François de Menou, barone di Boussay, poi Abdallah Menou, generale di divisione (nato il 3 settembre 1750 a Boussay – morto il 13 agosto 1810 a Villa Corneso presso Mestre). Compare sulla 24ª colonna.
- Pierre Hugues Victoire Merle, generale di divisione (nato il 26 agosto 1766 a Montreuil-sur-Mer – morto il 5 dicembre 1830 a Lambesc). Compare sulla 35ª colonna.
- Christophe Antoine Merlin, generale di divisione (nato il 27 maggio 1771 a Thionville – morto il 9 marzo 1839 a Parigi). Compare sulla 30ª colonna.
- Eugène Antoine François Merlin, generale (nato il 27 dicembre 1778 a Douai – morto il 31 agosto 1854 a Eaubonne). Compare sulla 29ª colonna.
- Julien Augustin Joseph Mermet, generale di divisione (nato il 9 maggio 1772 a Le Quesnoy – morto il 28 ottobre 1837 a Parigi). Compare sulla 8ª colonna.
- Jean-Baptiste Marie Meusnier de la Place, generale di divisione e scienziato (nato il 19 giugno 1754 a Tours – morto il 13 giugno 1793 a Magonza durante l'assedio). Compare sulla 6ª colonna.
- Claude Marie Meunier, generale di divisione (nato il 4 agosto 1770 a Saint-Amour – morto il 14 aprile 1846 a Parigi). Compare sulla 30ª colonna.
- Louis Henri René Meynadier, generale (nato l'8 febbraio 1778 a Saint-André-de-Valborgne – morto il 3 luglio 1847 a Parigi). Compare sulla 39ª colonna.
- Claude Ignace François Michaud, generale di divisione (nato il 28 ottobre 1751 a Chaux-Neuve – morto il 19 settembre 1835 a Luzancy). Compare sulla 13ª colonna.
- Claude-Étienne Michel, generale di divisione (nato il 3 ottobre 1772 a Pointre – morto in battaglia il 18 giugno 1815 a Waterloo). Compare sulla 10ª colonna.
- Édouard Jean Baptiste Milhaud, generale di divisione (nato il 10 luglio 1766 a Arpajon-sur-Cère – morto l'8 gennaio 1833 a Aurillac). Compare sulla 35ª colonna.
- Sextius Alexandre François Miollis, generale di divisione (nato il 18 settembre 1759 a Aix-en-Provence – morto il 18 giugno 1828 a Aix-en-Provence). Compare sulla 25ª colonna.
- Pierre André Miquel, generale di brigata (nato il 20 gennaio 1762 a Béziers – morto il 5 marzo 1819 a Béziers). Compare sulla 37ª colonna.
- Guillaume Mirabel, generale di brigata (nato il 29 agosto 1744 a Fitou – morto in battaglia il 13 agosto 1794 a Sant Llorenç de la Muga). Compare sulla 38ª colonna.
- Francisco de Miranda, generale di brigata, eroe d'indipendenza del Venezuela (nato il 9 giugno 1756 a Caracas – morto il 14 luglio 1816 a Cadix). Compare sulla 4ª colonna.
- François Mireur, generale (nato il 9 febbraio 1770 a Escragnolles – morto il 9 luglio 1798 a Damanhour (Egitto) ucciso in una imboscata). Compare sulla 28ª colonna.
- Édouard Thomas de Burgues de Missiessy, viceammiraglio (nato il 23 aprile 1756 a Tolone – morto il 24 marzo 1837 a Tolone). Compare sulla 1ª colonna.

#### Mo
- Gabriel Jean Joseph Molitor, maresciallo di Francia (nato il 7 marzo 1770 a Hayange – morto il 28 luglio 1849 a Parigi). Compare sulla 13ª colonna.
- Bon Adrien Jeannot de Moncey, maresciallo (nato il 31 luglio 1754 a Moncey – morto il 20 aprile 1842 a Parigi). Compare sulla 33ª colonna.
- Jacques de Monfort o Montfort, generale di brigata (nato il 22 luglio 1770 a Sallanches – morto il 1º gennaio 1824 a Parigi). Compare sulla 2ª colonna.
- Jean-Charles Monnier, generale di divisione (nato il 22 marzo 1758 a Cavaillon – morto il 30 gennaio 1816 a Parigi). Compare sulla 26ª colonna.
- Louis-Pierre Montbrun, generale di divisione (nato il 1º marzo 1770 a Florensac – morto il 7 settembre 1812 a Borodino nella battaglia della Moskowa). Compare sulla 15ª colonna.
- Louis Antoine Choin de Montgay de Montchoisy, generale di divisione (nato il 21 giugno 1747 a Grenoble – morto il 14 giugno 1814 a Genova). Compare sulla 8ª colonna.
- Gabriel Gaspard Achille Adolphe Bernon de Montélégier, generale (nato il 2 novembre 1780 a Romans-sur-Isère – morto il 2 novembre 1825 a Bastia). Compare sulla 29ª colonna.
- Anne-Pierre de Montesquiou-Fézensac, generale in capo dell'armata du Midi nel 1792, scrittore (nato il 17 ottobre 1739 a Parigi – morto il 30 dicembre 1798 a Parigi). Compare sulla 23ª colonna.
- Raymond Aymery Philippe Joseph de Montesquiou-Fac o Montesquiou-Fezensac, generale (nato il 26 febbraio 1784 a Parigi – morto il 18 novembre 1867 nel Castello di Mortier presso Tours). Compare sulla 12ª colonna.
- Aimé Sulpice Victor Pelletier de Montmarie, generale di brigata (nato il 13 novembre 1772 a Boury-en-Vexin – morto il 2 novembre 1813 a Lipsia in seguito all'amputazione del piede nella battaglia di Wachau (secondo giorno della battaglia di Lipsia), villaggio della città di Markkleeberg). Compare sulla 19ª colonna.
- Louis François Élie Pelletier de Montmarie, generale (nato il 12 marzo 1771 a Boury-en-Vexin – morto il 17 febbraio 1854 a Pontault-Combault). Compare sulla 40ª colonna.
- Joseph Hélie Désiré Perruquet de Montrichard, generale di divisione (nato il 24 gennaio 1760 a Thoirette – morto il 5 aprile 1828 a Strasburgo). Compare sulla 7ª colonna.
- Charles Antoine Louis Alexis Morand, generale di divisione (nato il 4 giugno 1771 a Largillat, villaggio di Montbenoît – morto il 2 settembre 1835 a Parigi). Compare sulla 15ª colonna.
- Jean Baptiste Molette de Morangiès, generale di brigata (nato il 24 novembre 1758 au Mas-de-Tence – morto il 21 maggio 1827 a Antibes). Compare sulla 30ª colonna.
- Jean Victor Marie Moreau, generale di divisione, vincitore degli austriaci nella battaglia di Hohenlinden (nato il 14 febbraio 1763 a Morlaix – morto il 2 settembre 1813 a Louny (Repubblica Ceca) in seguito alle ferite riportate nella battaglia di Dresda). Compare sulla 13ª colonna.
- Jean René Moreaux, generale di divisione (nato il 14 marzo 1758 a Rocroi – morto l'11 febbraio 1795 a Thionville). Compare sulla 13ª colonna.
- Annet Morio de L'Isle, generale di brigata (nato il 3 gennaio 1779 a Chantelle – morto il 22 febbraio 1828 a Vanves). Compare sulla 21ª colonna.
- François Louis de Morlan detto Morland, colonnello (nato l'11 giugno 1771 a Souilly – morto il 5 dicembre 1805 a Brünn in seguito alle ferite riporte nella battaglia di Austerlitz). Compare sulla 18ª colonna.
- Antoine Morlot, generale di divisione (nato il 5 maggio 1766 a Bousse – morto il 22 marzo 1809 a Bayonne). Compare sulla 6ª colonna.
- Édouard Adolphe Casimir Joseph Mortier, maresciallo (nato il 13 febbraio 1768 au Cateau – morto il 28 luglio 1835 a Parigi ucciso da Giuseppe Fieschi durante l'attentato a Luigi Filippo). Compare sulla 13ª colonna.
- Georges Mouton, maresciallo di France, fatto Conte di Löbau da Napoleone dopo la battaglia di Wagram dal nome della palude di Löbau sul Danubio nei dintorni di Vienna, (nato il 21 giugno 1770 a Phalsbourg – morto il 27 novembre 1838 a Parigi). Compare sulla 14ª colonna.
- Jacques Léonard Muller, generale di divisione (nato il 11 dicembre 1749 a Thionville – morto il 1º ottobre 1824 a Saintes). Compare sulla 33ª colonna.
- Gioacchino Murat, maresciallo, re di Napoli (nato il 25 marzo 1767 a La Bastide-Fortunière oggi Labastide-Murat – morto il 13 ottobre 1815 a Pizzo). Compare sulla 24ª colonna.
- Louis François Félix Musnier de la Converserie, generale di divisione (nato il 16 novembre 1766 a Longueville – morto il 16 novembre 1837 a Parigi). Compare sulla 37ª colonna.

### N
- Étienne Marie Antoine Champion de Nansouty, generale di divisione (nato il 30 maggio 1768 a Bordeaux – morto il 12 febbraio 1815 a Parigi). Compare sulla 16ª colonna.
- Louis Marie Jacques Almaric de Narbonne-Lara, generale di divisione (nato il 23 agosto 1755 a Colorno – morto il 17 novembre 1813 a Torgau). Compare sulla 11ª colonna.
- Gabriel Neigre, generale di divisione (nato il 28 luglio 1774 a La Fère – morto l'8 agosto 1847 a Villiers-sur-Marne). Compare sulla 10ª colonna.
- Michel Ney, maresciallo, condannato a morte durante la restaurazione per aver comandato la cavalleria nella battaglia di Waterloo (nato il 10 gennaio 1769 a Sarrelouis, dal 1957 Saarlouis in Germania – tradizionalmente si ritiene che sia stato fucilato il 7 dicembre 1815 a Parigi ma alcuni storici credono che sia stato salvato dal duca di Wellington e fatto fuggire negli Stati Uniti dove avrebbe vissuto sotto il nome di Peter Stuart Ney e sarebbe morto il 15 novembre 1846 a Cleveland in Carolina del Nord). Compare sulla 13ª colonna.
- Louis Marie d'Ayen de Noailles, generale (nato il 17 aprile 1756 a Parigi – morto il 9 gennaio 1804 a L'Avana durante l'attacco della corvetta britannica Hazard). Compare sulla 40ª colonna.

### O
- Jean Baptiste Olivier, generale di divisione (nato il 25 dicembre 1765 a Strasburgo – morto il 27 settembre 1813 nel castello di Saint-André presso Witternesse). Compare sulla 7ª colonna.
- Michel Ordener, generale di divisione (nato il 2 settembre 1755 a Saint-Avold – morto il 30 agosto 1811 a Compiègne). Compare sulla 31ª colonna.
- Louis Ordonneau, generale (nato il 23 luglio 1770 nel quartiere Saint-Maurice di La Rochelle – morto il 29 settembre 1855 nel Castello di Autouillet). Compare sulla 37ª colonna.
- Louis Philippe d'Orléans, duca di Chartres, generale, poi re dei Francesi (nato il 6 ottobre 1773 a Parigi – morto il 26 agosto 1850 a Claremont). Compare sulla 1ª colonna.
- Philippe Antoine d'Ornano, maresciallo di Francia (nato il 17 gennaio 1784 a Ajaccio – morto il 13 ottobre 1863 a Vincennes). Compare sulla 12ª colonna.
- Nicolas Charles Oudinot, maresciallo, duca di Reggio, secondo il suo dossier al Service historique de l'Armée de terre ha ricevuto 27 ferite in battaglia, facendolo il generale con più ferite della Grande Armata (nato il 25 aprile 1767 a Bar-le-Duc – morto il 13 settembre 1847 a Parigi). Compare sulla 13ª colonna.

### P

#### Pa - Ph
- Michel Marie Pacthod, generale di divisione (nato il 16 gennaio 1764 a Saint-Julien-en-Genevois  – morto il 24 marzo 1830 a Parigi). Compare sulla 26ª colonna.
- Nicolas Augustin Paliard detto Paillard, generale di brigata (nato il 28 agosto 1756 a Donzy  – morto nel 1831 a Entrains-sur-Nohain). Compare sulla 6ª colonna.
- Pierre Claude Pajol, generale di divisione (nato il 3 febbraio 1772 a Besançon  – morto il 20 marzo 1844 a Parigi). Compare sulla 8ª colonna.
- Louis Partouneaux, generale di divisione (nato il 26 settembre 1770 a Romilly-sur-Seine  – morto il 14 gennaio 1835 a Mentone). Compare sulla 26ª colonna.
- Marc Nicolas Louis Pécheux, generale di divisione (nato il 28 gennaio 1769 a Bucilly  – morto il 1º novembre 1831 a Parigi). Compare sulla 37ª colonna.
- Jean-Jacques Germain Pelet-Clozeau, (nato il 15 luglio 1777 a Tolosa  – morto il 20 dicembre 1858 a Parigi). Compare sulla 19ª colonna.
- Pierre Pelleport, generale (nato il 26 ottobre 1773 a Montréjeau  – morto il 15 dicembre 1855 a Bordeaux). Compare sulla 19ª colonna.
- Jean-Baptiste Pelletier, generale (nato il 16 febbraio 1777 a Éclaron  – morto il 27 maggio 1862 a Versailles). Compare sulla 9ª colonna.
- Raymond Pierre Penne, generale di brigata (nato il 18 novembre 1770 a Coarraze  – morto in battaglia il 19 giugno 1815 a Bierge). Compare sulla 2ª colonna.
- Joseph Pépin, generale di brigata (nato il 23 maggio 1765 a Pont-Saint-Esprit  – morto in battaglia il 16 maggio 1811 a La Albuera). Compare sulla 38ª colonna.
- Pierre-François Percy, chirurgo (nato il 28 ottobre 1754 a Montagney  – morto il 18 febbraio 1825 a Parigi). Compare sulla 10ª colonna.
- Catherine-Dominique de Pérignon, maresciallo di Francia (nato il 31 maggio 1754 a Grenade-sur-Garonne  – morto il 25 dicembre 1818 a Parigi). Compare sulla 33ª colonna.
- Joseph Marie de Pernety, generale di divisione (nato il 19 maggio 1766 a Lione  – morto il 29 aprile 1856 a Parigi). Compare sulla 21ª colonna.
- Jean-Baptiste Emmanuel Perrée detto l'Intrepido, contrammiraglio (nato il 19 dicembre 1761 a Saint-Valery-sur-Somme  – morto il 18 febbraio 1800 al largo di Malta a bordo del Généreux durante uno scontro con una squadra britannica con al comando Horatio Nelson; è sepolto nella Chiesa di Santa Lucia a Siracusa). Compare sulla 24ª colonna.
- Claude-Louis Petiet, commissario di guerra, poi ministro della Guerra, intendente generale dell'armata e senatore (nato il 9 febbraio 1749 a Châtillon-sur-Seine  – morto il 25 maggio 1806 a Parigi). Compare sulla 10ª colonna.
- Jean-Martin Petit, generale (nato il 22 luglio 1772 a Parigi  – morto l'8 giugno 1856 a Parigi). Compare sulla 8ª colonna.
- Armand Philippon, generale di divisione (nato il 28 agosto 1761 a Rouen  – morto il 4 maggio 1836 a Parigi). Compare sulla 37ª colonna.

#### Pi - Pu
- Jean-Charles Pichegru, generale di divisione (nato il 16 febbraio 1761 a Les Planches-près-Arbois  – morto il 5 aprile 1804 a Parigi). Compare sulla 3ª colonna.
- Cyrille-Simon Picquet, generale (nato il 14 novembre 1774 a Lorient  – morto il 2 settembre 1847 a Heidelberg). Compare sulla 32ª colonna.
- Jean Joseph Magdeleine Pijon, generale di brigata (nato il 7 settembre 1758 a Lavaur  – morto il 5 aprile 1799 a Isola della Scala in seguito alle ferite riportate nella battaglia di Magnano, frazione di Buttapietra). Compare sulla 27ª colonna.
- Louis Antoine Pille, generale di divisione (nato il 14 luglio 1749 a Soissons  – morto il 7 ottobre 1828 a Soissons). Compare sulla 35ª colonna.
- Hippolyte Marie Guillaume de Rosnyvinen de Piré, generale di divisione (nato il 31 marzo 1778 a Rennes  – morto il 20 luglio 1850 a Parigi). Compare sulla 2ª colonna.
- Louis Auguste Marchand de Plauzonne, generale di brigata (nato il 7 luglio 1774 a Fontainebleau  – morto il 7 settembre 1812 a Borodino nella battaglia della Moskowa). Compare sulla 12ª colonna.
- Pierre Poinsot de Chansac, generale di divisione (nato il 7 febbraio 1764 a Chalon-sur-Saône  – morto il 30 luglio 1833 a Digione). Compare sulla 8ª colonna.
- François Hilarion Point, generale di brigata (nato il 14 aprile 1759 a Montélimar  – morto in battaglia il 24 dicembre 1798 a Popoli). Compare sulla 28ª colonna.
- Jean Étienne Casimir Poitevin de Maureilhan (sull'arco è inciso Poitevin de Mlan), generale di brigata (nato il 14 luglio 1772 a Montpellier  – morto il 19 maggio 1829 a Metz). Compare sulla 29ª colonna.
- André Poncet, generale di divisione (nato il 30 luglio 1755 a Pesmes  – morto il 23 luglio 1838 a Montmirey-le-Château). Compare sulla 6ª colonna.
- Józef Antoni Poniatowski (sull'arco è inciso Poniatowsky), maresciallo (nato il 7 maggio 1763 a Varsavia  – morto il 19 ottobre 1813 annegato nel Elster Bianco durante la ritirata da Lipsia). Compare sulla 13ª colonna.
- Paul Jean-Baptiste Poret de Morvan, generale di brigata (nato il 14 aprile 1777 a Saint-Étienne-sous-Bailleul  – morto il 17 febbraio 1834 a Chartres). Compare sulla 9ª colonna.
- Jean Pierre Pouget, generale di divisione (nato il 5 ottobre 1761 a Péret  – morto il 7 febbraio 1825 a Montpellier). Compare sulla 27ª colonna.
- Claude Antoine Hippolyte de Préval, generale (nato il 6 novembre 1776 a Salins  – morto il 19 febbraio 1853 a Parigi). Compare sulla 40ª colonna.
- Claude Prost, generale di brigata (nato il 5 febbraio 1764 a Auxonne  – morto il 4 luglio 1834 a Belleville (attualmente quartiere di Parigi)). Compare sulla 2ª colonna.
- Charles Joseph Randon de Malboissière de Pully, generale di divisione (nato il 18 agosto 1751 a Parigi  – morto il 20 aprile 1832 a Parigi). Compare sulla 4ª colonna.
- Jacques Pierre Louis Marie Joseph Puthod, generale di divisione (nato il 28 settembre 1769 a Bâgé-le-Châtel  – morto il 31 marzo 1837 a Libourne). Compare sulla 1ª colonna.

### Q
- Pierre Quantin, generale di divisione (nato il 16 giugno 1759 a Fervaques – morto il 7 febbraio 1824 a Coutances). Compare sulla 7ª colonna.
- François Jean Baptiste Quesnel du Torpt, generale di divisione (nato il 18 gennaio 1765 a Saint-Germain-en-Laye – morto l'8 aprile 1819 a Avranches). Compare sulla 37ª colonna.
- Joachim Jérôme Quiot du Passage, generale (nato il 9 febbraio 1775 a Alixan – morto il 12 gennaio 1849 au Passage). Compare sulla 22ª colonna.

### R

#### Ra - Ri
- François Rambeaud (sull'arco è inciso Rambaud), generale di brigata a titolo provvisorio (nato il 20 maggio 1745 a Voiron – morto l'8 marzo 1799 a San Giovanni d'Acri durante l'assedio). Compare sulla 27ª colonna.
- Antoine-Guillaume Rampon, generale di divisione (nato il 16 marzo 1759 a Saint-Fortunat – morto il 2 marzo 1842 a Parigi). Compare sulla 24ª colonna.
- Jean Rapp, generale di divisione (nato il 27 aprile 1771 a Colmar – morto l'8 novembre 1821 a Rheinweiler). Compare sulla 14ª colonna.
- Jean Nicolas Razout, generale di divisione (nato l'8 marzo 1772 a Parigi – morto il 10 gennaio 1820 a Metz). Compare sulla 21ª colonna.
- Honoré Charles Michel Joseph Reille, maresciallo di Francia (nato il 1º settembre 1775 a Antibes – morto il 4 marzo 1860 a Parigi). Compare sulla 34ª colonna.
- Marie-Antoine de Reiset, generale (nato il 29 novembre 1775 a Colmar – morto il 25 marzo 1836 a Rouen). Compare sulla 32ª colonna.
- Victor Urbain Rémond, generale di brigata (nato il 15 luglio 1773 a Domfront – morto il 23 dicembre 1859 nel Castello di Hallaincourt a Parnes). Compare sulla 22ª colonna.
- Jean François Renaudin, contrammiraglio (nato il 13 luglio 1750 a Gua – morto il 29 aprile 1809 a Gua). Compare sulla 40ª colonna.
- Jean Gaspard Pascal René, generale di brigata (nato il 20 giugno 1768 a Montpellier – morto il 29 agosto 1808 a La Carolina bruciato vivo dai guerriglieri). Compare sulla 39ª colonna.
- Louis Emmanuel Rey, generale di divisione (nato il 22 settembre 1768 a Grenoble – morto il 18 giugno 1846 a Parigi). Compare sulla 37ª colonna.
- Jean Louis Ebénézer Reynier, generale di divisione (nato il 14 gennaio 1771 a Losanna – morto il 27 febbraio 1814 a Parigi). Compare sulla 24ª colonna.
- Étienne Pierre Sylvestre Ricard, generale di divisione (nato il 31 dicembre 1771 a Castres – morto il 6 novembre 1843 nel Castello di Varès a Recoules). Compare sulla 26ª colonna.
- Antoine Richepanse o Richepance, generale di divisione (nato il 25 marzo 1770 a Metz – morto il 3 settembre 1802 a Basse-Terre in Guadalupa). Compare sulla 14ª colonna.
- Antoine Rigau, generale di brigata (nato il 14 maggio 1758 a Agen – morto il 4 settembre 1820 a New Orleans). Compare sulla 10ª colonna.
- Olivier Macoux Rivaud de la Raffinière (sull'arco è inciso Rivaud de la Rere), generale di divisione (nato il 10 febbraio 1766 a Civray – morto il 19 dicembre 1839 a Angoulême). Compare sulla 21ª colonna.

#### Ro - Ru
- Jean-Baptiste Donatien de Vimeur de Rochambeau, generale di divisione (nato il 7 aprile a Parigi – morto in battaglia il 10 ottobre 1813 a Lipsia). Compare sulla 16ª colonna.
- Joseph Rogniat, generale di divisione (nato il 9 novembre 1776 a Saint-Priest – morto l'8 maggio 1840 a Parigi). Compare sulla 36ª colonna.
- François Roguet, generale di divisione (nato il 12 novembre 1770 a Tolosa – morto il 4 dicembre 1846 a Parigi). Compare sulla 26ª colonna.
- César Antoine Roize, generale di brigata a titolo provvisorio (nato l'8 luglio 1761 a Tolone – morto in battaglia il 21 marzo 1801 a Abukir). Compare sulla 30ª colonna.
- Jean Louis Romeuf, generale di brigata, (nato il 26 settembre 1766 a La Voulte-Chilhac – morto il 9 settembre 1812 a Borodino nella battaglia della Moskova). Compare sulla 20ª colonna.
- Claude Charles Marie Ducampé de Rosamel, viceammiraglio, ministro della Marina (nato il 25 giugno 1774 a Frencq – morto il 27 marzo 1848 a Parigi). Compare sulla 17ª colonna.
- François Étienne de Rosily-Mesros, viceammiraglio (nato il 13 gennaio 1748 a Brest – morto il 11 novembre 1832 a Parigi). Compare sulla 13ª colonna.
- Henri Rottembourg, generale di divisione (nato il 6 luglio 1769 a Phalsbourg – morto l'8 febbraio 1857 a Montgeron). Compare sulla 10ª colonna.
- François Xavier Roussel, generale di brigata (nato il 3 dicembre 1770 a Charmes – morto il 10 giugno 1807 a Heilsberg). Compare sulla 20ª colonna.
- Nicolas François Roussel d'Hurbal (sull'arco è inciso Roussel d'Hal), generale di divisione (nato il 7 settembre 1763 a Neufchâteau – morto il 25 marzo 1849 a Parigi). Compare sulla 20ª colonna.
- Marie François Rouyer, generale di divisione (nato il 2 marzo 1765 a Vouxey – morto il 10 agosto 1824 a Parigi). Compare sulla 1ª colonna.
- François Amable Ruffin, generale di divisione (nato il 31 agosto 1771 a Bolbec – morto il 15 maggio 1811 nella rada di Portsmouth nella prigione della nave inglese Gorgon). Compare sulla 37ª colonna.
- Jean-Baptiste Dominique Rusca, generale di divisione (nato il 27 novembre 1759 a La Brigue – morto in battaglia il 14 febbraio 1814 a Soissons). Compare sulla 25ª colonna.
- Charles Étienne François Ruty, generale di divisione (nato il 4 novembre 1774 a Besançon – morto il 24 aprile 1828 a Parigi). Compare sulla 22ª colonna.

### S

#### Sa
- Louis Michel Antoine Sahuc, generale di divisione (nato il 7 gennaio 1755 a Mello – morto il 24 ottobre 1813 a Francfort-sur-le-Main). Compare sulla 7ª colonna.
- Jean Joseph François Léonard Sahuguet, generale di divisione (nato il 12 ottobre 1756 a Brive-la-Gaillarde – morto il 26 dicembre 1802 a Tobago). Compare sulla 34ª colonna.
- Saint-Cyr Nugues, detto Cyr Nugues, generale (nato il 18 ottobre 1774 a Romans-sur-Isère – morto il 25 luglio 1842 a Vichy). Compare sulla 39ª colonna.
- Gilbert Joseph Martin Bruneteau de Sainte-Suzanne, generale di divisione (nato il 7 marzo 1760 a Poivre – morto il 26 agosto 1830 a Parigi). Compare sulla 14ª colonna.
- Jean Marie Noël Delisle de Falcon de Saint-Geniès, generale (nato il 25 dicembre 1776 a Montauban – morto il 26 gennaio 1836 a Vernou). Compare sulla 22ª colonna.
- Antoine Louis Decrest de Saint-Germain, generale di divisione (nato l'8 dicembre 1761 a Parigi – morto il 4 ottobre 1835 a Neuilly). Compare sulla 1ª colonna.
- Louis Charles Vincent Le Blond de Saint-Hilaire, generale di divisione (nato il 4 settembre 1766 a Ribemont – morto il 3 giugno 1809 a Vienna in seguito alle ferite riportate nella battaglia di Aspern-Essling). Compare sulla 25ª colonna.
- Louis Joseph Auguste Gabriel Saint-Laurent, generale di divisione (nato il 29 giugno 1763 a Dunkerque – morto il 1º settembre 1832 a Parigi). Compare sulla 27ª colonna.
- Raymond Gaspard de Bonardi de Saint-Sulpice, generale di divisione (nato il 23 ottobre 1761 a Parigi – morto il 20 giugno 1835 a Parigi). Compare sulla 31ª colonna.
- Charles Saligny, generale di divisione (nato il 1772 a Vitry-le-François – morto il 25 febbraio 1809 a Madrid). Compare sulla 36ª colonna.
- Jean-Baptiste Salme, detto François Salme, generale di brigata (nato il 18 novembre 1766 a Aillianville – morto il 27 maggio o il 28 maggio 1811 nel Forte d'Olivo durante l'assedio di Tarragona). Compare sulla 38ª colonna.
- Nicolas Antoine Sanson, generale di divisione (nato il 7 dicembre 1756 a Parigi – morto il 29 ottobre 1824 a Passy-sur-Seine). Compare sulla 21ª colonna.
- Jacques-Thomas Sarrut, generale di divisione, (nato il 16 agosto 1765 a Saverdun – morto il 26 giugno 1813 nella battaglia di Vitoria). Compare sulla 21ª colonna.
- Pierre François Sauret de la Borie, generale di divisione (nato il 23 marzo 1742 a Gannat – morto il 18 giugno 1818 a Gannat). Compare sulla 35ª colonna.
- Anne Jean Marie René Savary, generale di divisione, ministro della Polizia (nato il 26 aprile 1774 a Marcq – morto il 2 giugno 1833 a Parigi). Compare sulla 14ª colonna.

#### Sc - Se
- François Ignace Schaal, generale di divisione (nato il 5 dicembre 1747 a Sélestat – morto il 30 agosto 1833 a Sélestat). Compare sulla 14ª colonna.
- Alexis Balthazar Henri Antoine Schauenburg (sull'arco è inciso Schawembourg), generale di divisione (nato il 31 luglio 1748 a Hellimer – morto il 1º settembre 1832 a Geudertheim). Compare sulla 23ª colonna.
- Barthélemy Louis Joseph Schérer, generale di divisione, ministro della Guerra (nato il 18 dicembre 1747 a Delle – morto il 19 agosto 1804 a Chauny). Compare sulla 33ª colonna.
- Nicolas Schmitz, generale di brigata (nato il 11 aprile 1768 a Guessling-Hémering – morto l'8 gennaio 1851 a Parigi). Compare sulla 39ª colonna.
- Virgile Schneider, generale, ministro della Guerra sotto la presidenza del consiglio di Soult (nato il 22 marzo 1779 a Bouquenom oggi Sarre-Union – morto l'11 luglio 1847 a Parigi). Compare sulla 7ª colonna.
- Jean Adam Schramm, generale (nato il 23 dicembre 1760 a Beinheim – morto il 12 marzo 1826 a Beinheim). Compare sulla 10ª colonna.
- Jean Paul Adam Schramm, generale, ministro della Guerra (nato il 1º dicembre 1789 a Arras – morto il 25 febbraio 1884 a Parigi). Compare sulla 19ª colonna.
- Horace François Bastien Sébastiani, conte de La Porta e dell'Impero, maresciallo di Francia (nato il 17 novembre 1772 a A Porta d'Ampugnani – morto il 20 luglio 1851 a Parigi). Compare sulla 34ª colonna.
- Philippe-Paul de Ségur, generale (nato il 4 novembre 1780 a Parigi – morto il 25 febbraio 1873 a Parigi). Compare sulla 12ª colonna.
- Jean-Baptiste Pierre de Semellé (sull'arco è inciso Semele), generale di divisione (nato il 16 giugno 1773 a Metz – morto il 24 gennaio 1839 nel castello di Urville a Courcelles-Chaussy). Compare sulla 35ª colonna.
- Alexandre-Antoine Hureau de Sénarmont, generale di divisione (nato il 21 aprile 1769 a Strasburgo – morto il 26 ottobre 1810 a Cadice durante l'assedio). Compare sulla 38ª colonna.
- Jean Mathieu Sèras, generale di divisione (nato il 16 aprile 1765 a Ōza – morto il 14 aprile 1815 a Grenoble). Compare sulla 25ª colonna.
- Pierre César Charles Guillaume de Sercey, viceammiraglio (nato il 26 aprile 1753 nel castello di Jeu – morto il 10 agosto 1836 a Parigi). Compare sulla 40ª colonna.
- Jean Nicolas Seroux de Fay, generale di divisione (nato il 3 dicembre 1742 a Parigi – morto il 5 settembre 1822 a Compiègne). Compare sulla 1ª colonna.
- Jean Mathieu Philibert Sérurier, maresciallo di Francia (nato l'8 dicembre 1742 a Laon – morto il 21 dicembre 1819 a Parigi). Compare sulla 24ª colonna.
- Joseph Servan, detto Servan de Gerbey, generale in capo (nato il 12 febbraio 1741 a Romans – morto 10 maggio 1808 a Parigi). Compare sulla 33ª colonna.
- Filippo Severoli, generale di divisione (nato nel 1767 a Faenza – morto nel 1822 a Fusignano). Compare sulla 36ª colonna.

#### Si - Su
- Benoît Prosper Sibuet, generale di brigata (nato il 9 giugno 1773 a Belley – morto il 29 agosto 1813 nella Bóbr presso l'odierna Lwówek Śląski colpito da un proiettile russo). Compare sulla 30ª colonna.
- François Martin Valentin Simmer, generale di divisione (nato il 7 agosto 1776 a Rodemack – morto il 30 luglio 1847 a Clermont-Ferrand). Compare sulla 39ª colonna.
- Jean-Baptiste Solignac, generale di divisione (nato il 15 marzo 1773 a Millau – morto il 11 novembre 1850 a Montpellier). Compare sulla 35ª colonna.
- Nicolas Marie Songis des Courbons, generale di divisione (nato il 23 aprile 1761 a Troyes – morto il 27 dicembre 1810 a Parigi). Compare sulla 15ª colonna.
- Jean Barthélemot de Sorbier, generale di divisione (nato il 17 novembre 1762 a Parigi – morto il 23 luglio 1827 a Saint-Sulpice). Compare sulla 15ª colonna.
- Joseph Souham, generale di divisione (nato il 30 aprile 1760 a Lubersac – morto il 28 aprile 1837 a Versailles). Compare sulla 5ª colonna.
- Jérôme Soulès, generale di divisione (nato il 4 agosto 1760 a Lectoure – morto il 3 ottobre 1833 a Parigi). Compare sulla 27ª colonna.
- Nicolas Jean-de-Dieu Soult, maresciallo dell'Impero, ministro della Guerra, presidente del Consiglio (nato il 29 marzo 1769 a Saint-Amans-La-Bastide rinominato nel 1851 in suo onore Saint-Amans-Soult – morto il 26 novembre 1851 nel Castello di Soultberg a Saint-Amans-La-Bastide). Compare sulla 33ª colonna.
- Pierre Benoît Soult, generale di divisione, fratello del maresciallo Soult (nato il 19 luglio 1770 a Saint-Amans-La-Bastide oggi Saint-Amans-Soult – morto il 7 maggio 1843 a Tarbes). Compare sulla 22ª colonna.
- Louis Ernest Joseph Sparre, generale di brigata (nato l'8 luglio 1780 a Parigi – morto il 9 luglio 1845 a Parigi). Compare sulla 5ª colonna.
- Henri Christian Michel Stengel, generale di divisione (nato l'11 maggio 1744 a Neustadt – morto tra il 23 e il 24 aprile 1796 a Carassone in seguito ad una ferita ricevuta il 21 aprile 1796 nella battaglia di Mondovì). Compare sulla 28ª colonna.
- Jean Baptiste Alexandre Stroltz, generale di brigata (nato il 6 agosto 1771 a Belfort – morto il 27 ottobre 1841 a Parigi). Compare sulla 22ª colonna.
- Jacques Gervais Subervie, generale di divisione (nato il 1º settembre 1776 a Lectoure – morto il 10 marzo 1856 nel castello di Parenchère a Ligueux). Compare sulla 30ª colonna.
- Louis Gabriel Suchet, maresciallo dell'Impero (nato il 2 marzo 1770 a Lione – morto il 3 gennaio 1826 a Marsiglia, venne inumato nel cimitero parigino di Père-Lachaise). Compare sulla 33ª colonna.
- Joseph Sulkowski (sull'arco è inciso Sulkosky), capitano, aiutante di campo del generale Bonaparte, delfino di Napoleone (nato verso il 1770 nel voivodato di Poznan' – ferito nella campagna d'Egitto venne ucciso da dei ribelli il 22 ottobre 1798 al Cairo, il suo corpo venne dato in pasto ai cani). Compare sulla 28ª colonna.

### T
- Alexandre Camille Taponier, generale di divisione (nato il 2 febbraio 1749 a Valence – morto il 14 aprile 1831 a Parigi). Compare sulla 5ª colonna.
- Éloi Charlemagne Taupin, generale di divisione (nato il 17 agosto 1767 a Barbery – morto il 11 aprile 1814 a Tolosa in seguito alle ferite riportate in battaglia il giorno precedente). Compare sulla 37ª colonna.
- Albert Louis Valentin Taviel, generale di divisione (nato il 17 giugno 1767 a Saint-Omer – morto il 16 novembre 1831 a Parigi). Compare sulla 31ª colonna.
- François Antoine Teste, generale di divisione (nato il 19 novembre 1775 a Bagnols-sur-Cèze – morto l'8 dicembre 1862 a Angoulême). Compare sulla 8ª colonna.
- Pietro Teulié, generale di divisione (nato il 3 febbraio 1763 a Milano – morto il 20 giugno 1807 a Kołobrzeg durante l'assedio). Compare sulla 17ª colonna.
- Jean Victor Tharreau, generale di divisione (nato il 15 gennaio 1767 a Le May-sur-Èvre – morto il 26 settembre 1812 a Možajsk in seguito alle ferite ricevute nella battaglia della Moskova). Compare sulla 11ª colonna.
- Paul Charles François Adrien Henri Dieudonné Thiébault, generale di divisione, scrittore (nato il 14 dicembre 1769 a Berlino – morto il 14 ottobre 1846 a Parigi). Compare sulla 35ª colonna.
- Jean Guillaume Barthélemy Thomières, generale di brigata (nato il 18 agosto 1771 a Sérignan – morto in battaglia il 22 luglio 1812 a Salamanca). Compare sulla 38ª colonna.
- Pierre Thouvenot, generale di divisione (nato il 9 marzo 1757 a Toul – morto il 21 luglio 1817 a Orly). Compare sulla 30ª colonna.
- Jacques Louis François Delaistre de Tilly, generale di divisione (nato il 2 febbraio 1749 a Vernon – morto il 10 gennaio 1822 a Parigi). Compare sulla 4ª colonna.
- Louis Tirlet, generale di divisione (nato il 14 marzo 1771 a Moiremont – morto il 29 novembre 1841 a Fontaine-en-Dormois). Compare sulla 21ª colonna.
- Jean Pierre Travot, generale di divisione (nato il 7 gennaio 1767 a Poligny – morto il 7 gennaio 1836 nel quartiere di Chaillot, oggi all'interno di Parigi). Compare sulla 34ª colonna.
- Anne François Charles Treillard o Trelliard, generale di divisione (nato il 7 febbraio 1764 a Parma – morto il 14 maggio 1832 a Charonne, oggi all'interno di Parigi). Compare sulla 11ª colonna.
- Aimable Gilles Troude, contrammiraglio (nato il 1º giugno 1762 a Cherbourg – morto il 1º febbraio 1824 a Brest). Compare sulla 39ª colonna.
- Laurent Jean François Truguet, ammiraglio (nato il 10 gennaio 1752 a Tolone – morto il 26 dicembre 1839 a Parigi). Compare sulla 3ª colonna.
- Louis Marie Turreau de Garambouville o Turreau de Linières, generale di divisione (nato il 4 luglio 1756 a Évreux – morto il 15 dicembre 1816 a Conches-en-Ouche). Compare sulla 15ª colonna.

### V

#### Va
- Éléonor Bertrand Anne Christophe Zoa Dufriche de Valazé, generale (nato il 12 febbraio 1780 a Essay – morto il 26 marzo 1838 a Nizza). Compare sulla 29ª colonna.
- Sylvain Charles Valée, maresciallo di Francia (nato il 17 dicembre 1773 a Brienne-le-Château – morto il 15 agosto 1846 a Parigi). Compare sulla 36ª colonna.
- Jean-Baptiste Cyrus de Timbrune de Thiembronne, generale di divisione (nato il 20 agosto 1757 a Agen – morto il 4 febbraio 1822 a Parigi). Compare sulla 4ª colonna.
- Jean Marie Mellon Roger Valhubert, generale di brigata (nato il 22 ottobre 1764 a Avranches – morto in battaglia il 3 dicembre 1805 a Austerlitz). Compare sulla 18ª colonna.
- Jean André Valletaux, generale di brigata (nato il 23 novembre 1757 a Hiersac – morto in battaglia il 23 giugno 1811 a Quentanilla del Valle, frazione di Benavides). Compare sulla 32ª colonna.
- Louis Vallin, generale (nato il 16 agosto 1770 a Dormans – morto il 25 dicembre 1854 a Parigi). Compare sulla 12ª colonna.
- Joseph Sécret Pascal-Vallongue, generale di brigata (nato il 14 aprile 1763 a Sauve – morto il 17 giugno 1806 a Castelleone (oggi fuso con Maranola e Mola forma il comune di Formia) in seguito alle ferite riportate nell'assedio di Gaeta). Compare sulla 28ª colonna.
- Dominique-Joseph René Vandamme, generale di divisione (nato il 5 novembre 1770 a Cassel – morto il 15 luglio 1830 a Cassel). Compare sulla 5ª colonna.
- Lubin Martin Vandermaesen, generale di divisione (nato il 11 novembre 1766 a Versailles – morto il primo settembre 1813 a Ascain in seguito alle ferite riportate in battaglia a Saint-Jean-de-Luz). Compare sulla 1ª colonna.
- Louis Vasserot, generale (nato il 3 marzo 1771 a Champlay – morto l'8 dicembre 1840 a Parigi). Compare sulla 9ª colonna.
- Claude Henri de Belgrand de Vaubois, generale di divisione (nato il 1º ottobre 1748 a Clairvaux (fuso nel 1797 con Ville-sous-la-Ferté) – morto il 14 luglio 1839 a Beauvais). Compare sulla 24ª colonna.

#### Ve - Vi
- Jean Antoine Verdier, generale di divisione (nato il 2 maggio 1767 a Tolosa – morto il 30 maggio 1839 a Mâcon). Compare sulla 25ª colonna.
- Charles Henri Ver-Huell, viceammiraglio (nato il 11 febbraio 1764 a Doetinchem – morto il 25 ottobre 1845 a Parigi). Compare sulla 1ª colonna.
- Honoré Vial, generale di divisione (nato il 22 febbraio 1766 a Antibes – morto in battaglia il 18 ottobre 1813 a Lipsia). Compare sulla 27ª colonna.
- Joseph Agricol Viala, capo della guardia nazionale dei giovani avignonesi, ucciso a 13 anni nell'inutile tentativo di tagliare le corde del traghetto fluviale della Certosa di Bompas per impedire ai realisti di passare la Durance (nato nel 1780 a Avignone – morto l'8 luglio 1793 a Caumont-sur-Durance, il suo corpo venne mutilato dai realisti e gettato nella Durance). Compare sulla 18ª colonna.
- Louis Joseph Vichery, generale di divisione (nato il 23 settembre 1767 a Frévent – morto il 22 febbraio 1831 a Parigi). Compare sulla 2ª colonna.
- Claude-Victor Perrin, detto Victor, maresciallo di Francia, duca di Belluno (nato il 7 dicembre 1764 a Lamarche – morto il 1º marzo 1841 a Parigi). Compare sulla 33ª colonna.
- Martin Vignolle, generale di divisione (nato il 18 marzo 1763 a Marsillargues – morto il 14 novembre 1824 a Parigi). Compare sulla 21ª colonna.
- Louis Thomas Villaret de Joyeuse, viceammiraglio (nato il 29 maggio 1748 a Auch – morto il 24 luglio 1812 a Venezia). Compare sulla 4ª colonna.
- Eugène-Casimir Villatte, generale di divisione (nato il 14 aprile 1770 a Longwy – morto il 14 maggio 1834 a Nancy). Compare sulla 2ª colonna.
- Jacques Pierre Orillard de Villemanzy, intendente generale e generale di divisione (nato il 5 gennaio 1751 a Amboise – morto il 3 settembre 1830 a Versailles). Compare sulla 10ª colonna.
- Pierre Charles Silvestre de Villeneuve, viceammiraglio, si suicidò dopo aver perso la battaglia di Trafalgar (nato il 31 dicembre 1763 a Valensole – morto il 22 aprile 1806 a Rennes). Compare sulla 13ª colonna.
- Henri Catherine Balthazard Vincent, generale (nato il 22 maggio 1775 a Valenciennes – morto il 24 dicembre 1844 a Parigi). Compare sulla 19ª colonna.

### W
- Frédéric Henri Walther, generale di divisione (nato il 20 giugno 1761 a Oberheim – morto il 24 novembre 1813 a Kusel). Compare sulla 16ª colonna.
- Pierre Watier, generale di divisione (nato il 4 settembre 1770 a Laon – morto il 3 febbraio 1846 a Parigi). Compare sulla 12ª colonna.
- François Isidore Wathiez, generale (nato il 1º settembre 1777 a Versailles – morto il 24 febbraio 1856 a Versailles). Compare sulla 19ª colonna.
- François Watrin, generale di divisione (nato il 29 gennaio 1772 a Beauvais – morto il 22 novembre 1802 a Port-au-Prince). Compare sulla 6ª colonna.
- François Jean Werlé, generale di brigata (nato il 6 settembre 1763 a Soultz-Haut-Rhin – morto in battaglia il 16 maggio 1811 a La Albuera). Compare sulla 38ª colonna.
- Jean-Baptiste Philibert Willaumez, viceammiraglio, autore di un dizionario di marina (nato il 7 agosto 1761 a Palais) – morto il 17 maggio 1845 a Suresnes). Compare sulla 22ª colonna.
- Amédée Willot, generale di divisione (nato il 31 agosto 1755 a Belfort – morto il 17 dicembre 1823 a Santeny). Compare sulla 34ª colonna.
- Charles Victor Woirgard, detto Beaugard o Beauregard, generale di brigata (nato il 16 ottobre 1764 a Metz – morto in battaglia il 19 febbraio 1810 a Valverde de Leganés). Compare sulla 38ª colonna.
- Marc François Jérôme Wolff, generale (nato il 4 marzo 1776 a Strasburgo – morto il 24 ottobre 1848 a Parigi). Compare sulla 39ª colonna.

### Z
- Józef Zajączek (sull'arco è inciso ZAYONSCHECK), generale di divisione (nato il 1º novembre 1752 a Kam"janec'-Podil's'kyj – morto il 18 luglio 1826 a Varsavia). Compare sulla 26ª colonna.